# Liste des mammifères au Mexique
Voici la liste des espèces de mammifères indigènes signalés au Mexique. En septembre 2014, il y a 536 espèces de mammifères ou sous-espèces répertoriées. D'après les données de l'UICN, le Mexique a des espèces de mammifères non cétacés 23 % de plus que les États-Unis et le Canada réunis dans une zone seulement 10 % aussi large, ou la densité des espèces de plus de douze fois supérieure à celle de ses voisins du nord. La biodiversité des mammifères haute du Mexique est en partie le reflet de la vaste gamme de biomes présents sur ses gammes de latitude, climatiques et d'altitude, de la forêt tropicale de plaine de désert tempéré à montane forêt de la alpage. L'augmentation générale de la biodiversité terrestre se déplaçant vers l'équateur est un autre facteur important dans la comparaison. Mexique comprend beaucoup de la Mésoamérique et bois de pins et chênes de Madrean points chauds de la biodiversité. Du point de vue biogéographique, la plupart du Mexique est lié au reste de l'Amérique du Nord dans le cadre de l'écozone néarctique. Toutefois, les plaines du Sud du Mexique sont liées avec l'Amérique centrale et l'Amérique du Sud dans le cadre de l'écozone néotropique. Ce vaste mélange d'espèces de mammifères néarctiques et néotropicaux a commencé il y a trois millions d'années, lorsque la formation de l'isthme de Panama a mis fin à une longue période d'isolement de l'Amérique du Sud et précipité la grand échange interaméricain. Vingt espèces non-vol existantes du Mexique (opossums, tatous, fourmiliers, des singes et des rongeurs de caviomorph) sont d'origine sud-américaine. La plupart de la mégafaune qui autrefois habité la région se sont éteints à la fin du Pléistocène, il y a environ 10 000 ans, peu de temps après l'arrivée des premiers humains. L'augmentation de l'altération et de la destruction des habitats naturels par l'expansion des populations humaines au cours des derniers siècles est à l'origine de plus amples attrition de la biodiversité de la région, comme en témoignent les désignations points chauds de la biodiversité (par définition, ces zones ont perdu plus de 70 % de leur végétation primaire).

## Statuts de la liste rouge de l'UICN
Les statuts de conservation utilisés par la liste rouge de l'UICN mondiale sont :
| (EX) | Éteint                  | Il n'y a pas le moindre doute sur le fait que le dernier spécimen recensé est mort.                                                                   |
| (EW) | Éteint à l'état sauvage | L'espèce est connue uniquement en captivité ou en tant que population naturalisée bien en dehors de son ancienne aire de répartition.                 |
| (CR) | En danger critique      | L'espèce risque prochainement de s'éteindre à l'état sauvage.                                                                                         |
| (EN) | En danger               | L'espèce fait face à un très gros risque d'extinction à l'état sauvage.                                                                               |
| (VU) | Vulnérable              | L'espèce fait face à un gros risque d'extinction à l'état sauvage.                                                                                    |
| (NT) | Quasi menacé            | L'espèce ne satisfait pas un ou plusieurs des critères prévus qui permettraient de la catégoriser, mais pourrait risquer de s'éteindre dans le futur. |
| (LC) | Préoccupation mineure   | Il n'y a pas de risque identifiable pour l'espèce. |
| (DD) | Données insuffisantes   | Il n'y a pas d'information adéquate qui permettraient de faire une évaluation des risques pour cette espèce.                                          |
| (NE) | Non évalué              | L'espèce n'a pas encore été confrontée aux critères précédents, n'est pas reconnue par l'UICN ou bien s'est éteinte avant le XVIe siècle.             |

Parmi les espèces inscrites, sept sont considérées comme éteintes, 30 sont en danger critique d'extinction, 46 sont menacées, 26 sont vulnérables et 23 sont quasi menacées. Ces balises état étaient les plus récemment mis à jour en avril 2011. Cinq des taxons éteints et 11 de la taxons danger critique d'extinction sont insulaires (tous, sauf un d'entre eux sont des rongeurs); treize autres des espèces en danger critique (tous les rongeurs ou les musaraignes) sont montagnarde. Les seules espèces gravement menacées d'extinction qui ne sont ni rongeurs, ni les musaraignes sont raton laveur de Cozumel et marsouin du Golfe de Californie. L'estimation de la population pour le marsouin a chuté en dessous de cent à partir de 2014 et il est considéré comme étant en danger imminent d'extinction.

## Sous-classe:Theria

### Infra-classe:Metatheria
Marsupiaux sont une infraclasse des mammifères en sachet qui était autrefois plus largement distribué. Aujourd'hui, ils se trouvent principalement dans des continents isolés ou anciennement isolées d'origine Gondwana. Opossums du Mexique sont des immigrants relativement récents en Amérique du Sud. Mexique sept genres marsupiaux comparer à un en Amérique du Nord au nord du Mexique, dix en Amérique centrale, 22 en Amérique du Sud, 52 en Australie, 28 en Nouvelle-Guinée et deux à Sulawesi. Sud marsupiaux américains sont pensés pour être ancestrale à ceux de l'Australie et ailleurs.

#### Super-ordre:Ameridelphia

##### Ordre:Didelphimorphia(opossum)

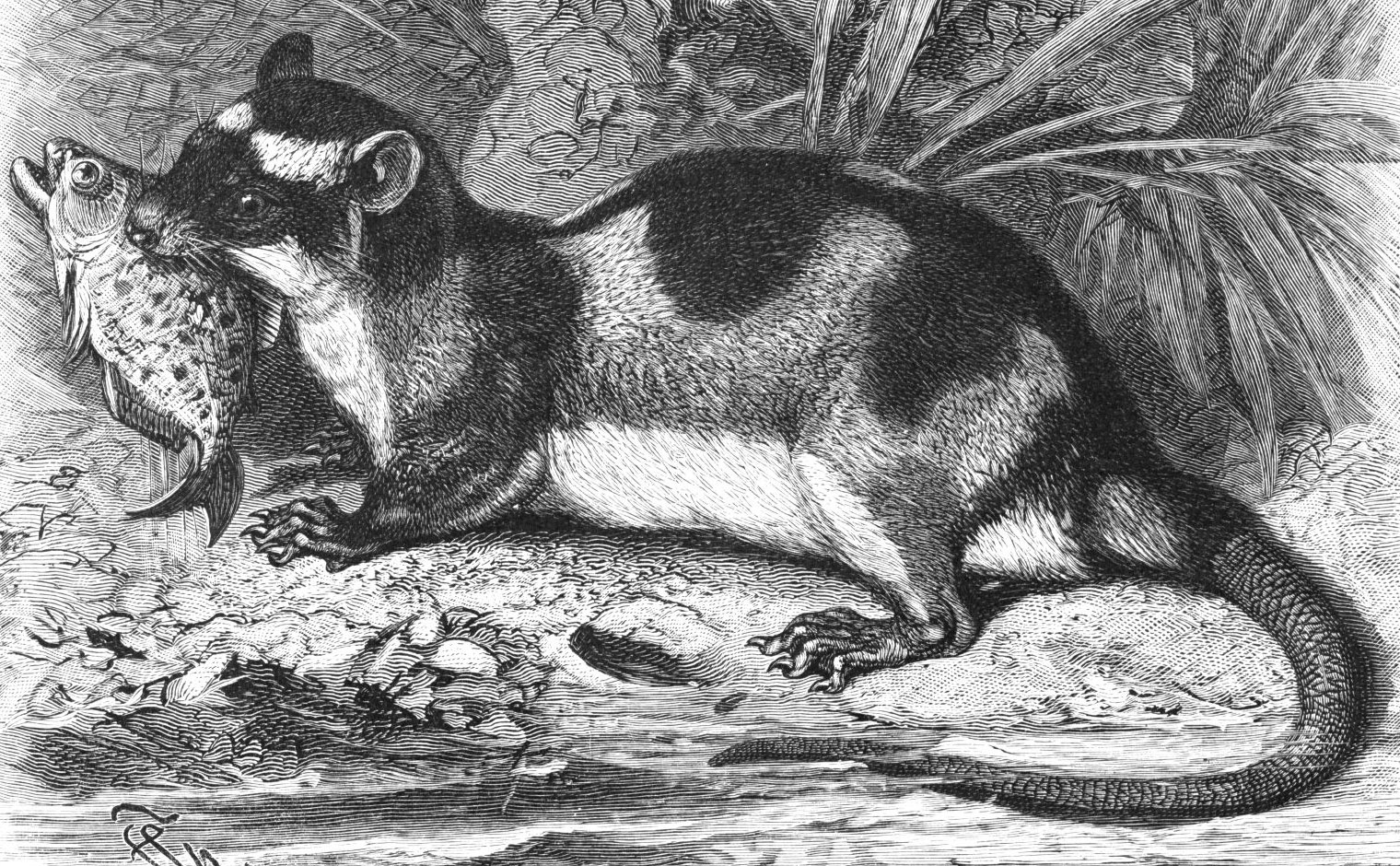
Opossum aquatique.

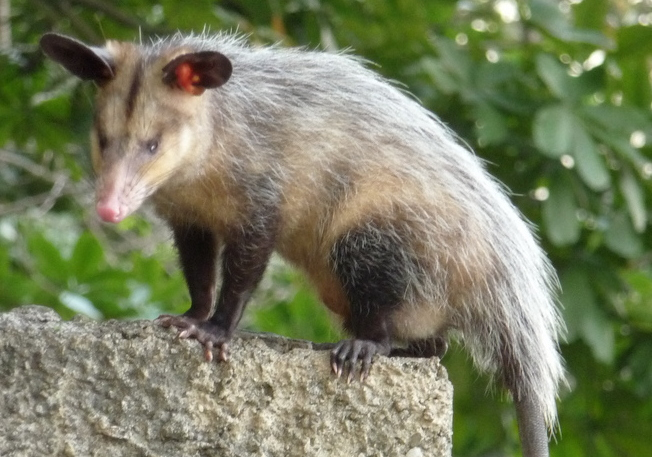
Manicou.

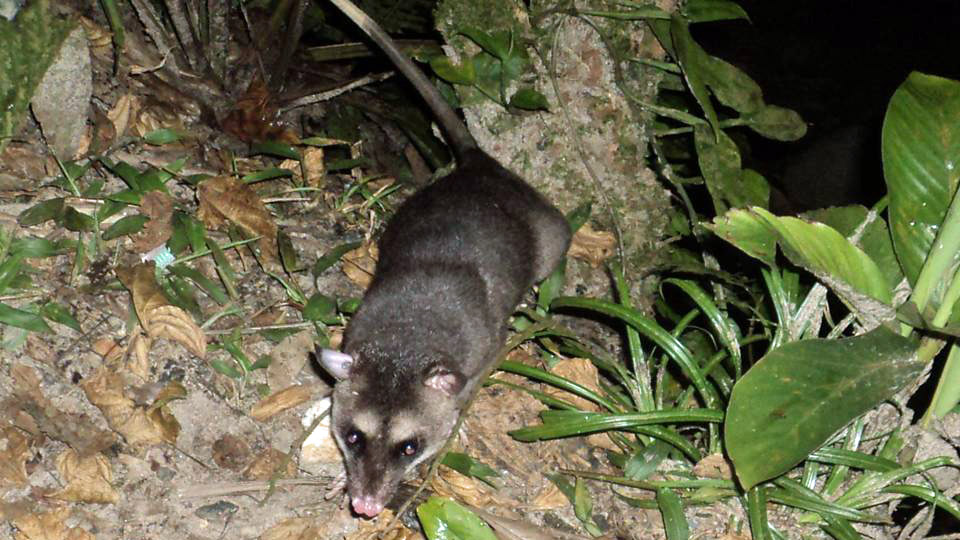
Philander opossum.

Didelphimophia est l'ordre des opossums communs de l'hémisphère Ouest. Les opossums ont divergé probablement des marsupiaux sud-américains à la fin du Crétacé ou au début du Paléocène. Ils sont de taille petite à moyenne taille, comparable à un chat domestique, avec un long museau et une queue préhensile.
- Famille : Didelphidae (opossums américains)
  - Sous-famille : Caluromyinae
    - Genre : Caluromys
      - Opossum laineux à oreilles pâles Caluromys derbianus LC

  - Sous-famille : Didelphinae
    - Genre : Chironectes
      - Opossum aquatique Chironectes minimus LC

    - Genre : Didelphis
      - Sarigue à oreilles noires Didelphis marsupialis LC
      - Opossum de Virginie Didelphis virginiana LC

    - Genre : Marmosa
      - Marmosa mexicana LC

    - Genre : Metachirus
      - Opossum à queue de rat Metachirus nudicaudatus LC

    - Genre : Philander
      - Philander opossum LC

    - Genre : Tlacuatzin
      - Tlacuatzin canescens LC

### Infra-classe:Eutheria

#### Super-ordre:Afrotheria

##### Ordre:Sirenia(lamantins et dugongs)

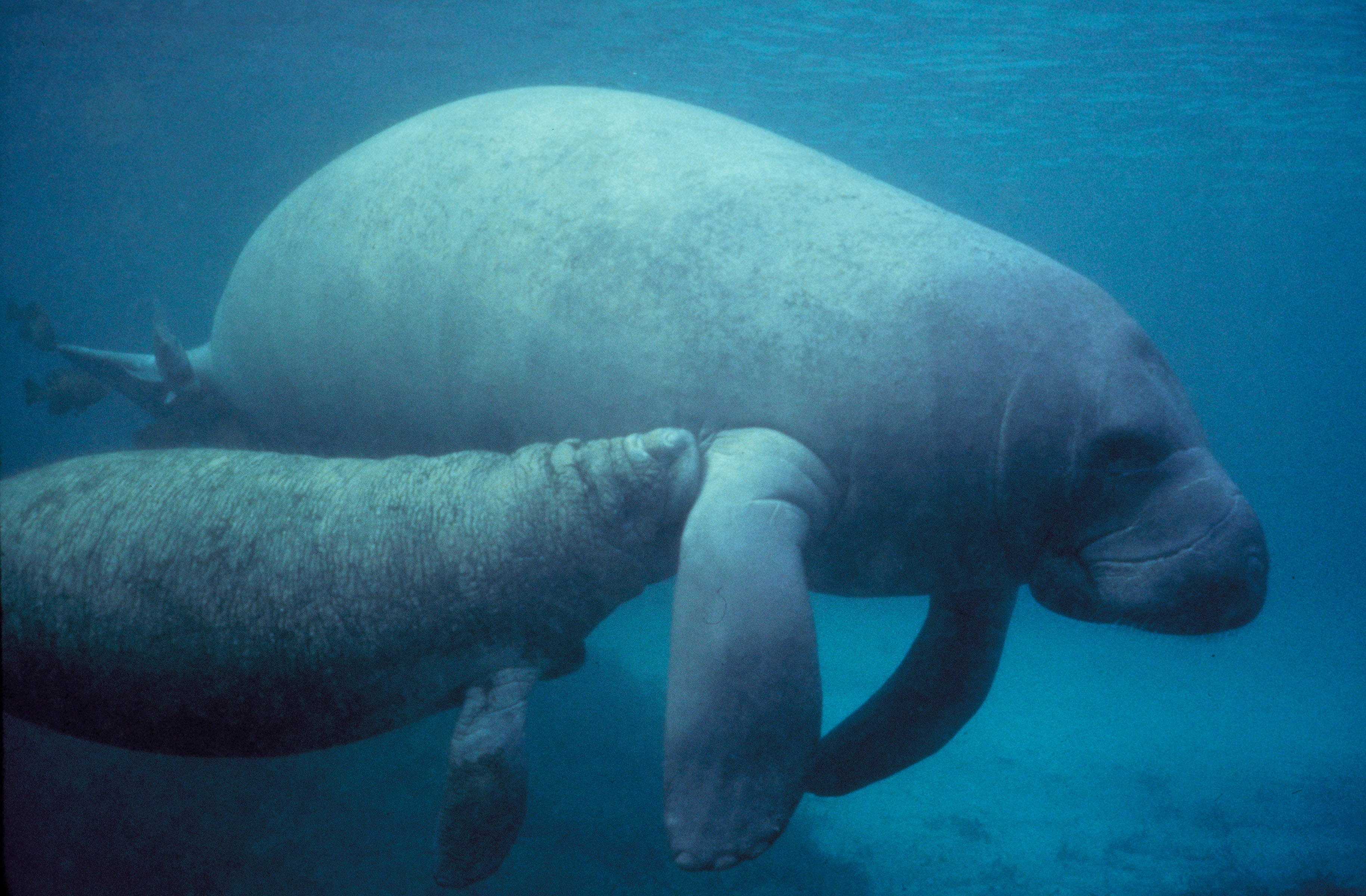
Lamentins des Antilles.

Sirenia est un ordre de mammifère marins totalement aquatiques qui se rencontre dans les rivières, les estuaires, les eaux côtières et maritimes, les marais, et les zones humides marines. Toutes les quatre sont en danger. Les quatre espèces sont menacées d'extinction. ls ont évolué d'environ 50 millions d'années, et leurs plus proches parents vivants des éléphants. Les lamantins sont les afrotheriens seulement existantes dans les Amériques. Cependant, un certain nombre proboscidien espèces, dont certaines ont survécu jusqu'à l'arrivée de paléoaméricains, jadis habité la région. Mammouths, des mastodontes et gomphothères tous précédemment vécu au Mexique,.
- Famille : Trichechidae
  - Genre : Trichechus
    - Lamentin des Caraïbes Trichechus manatus VU

#### Super-ordre:Xenarthra

##### Ordre:Cingulata(tatous)

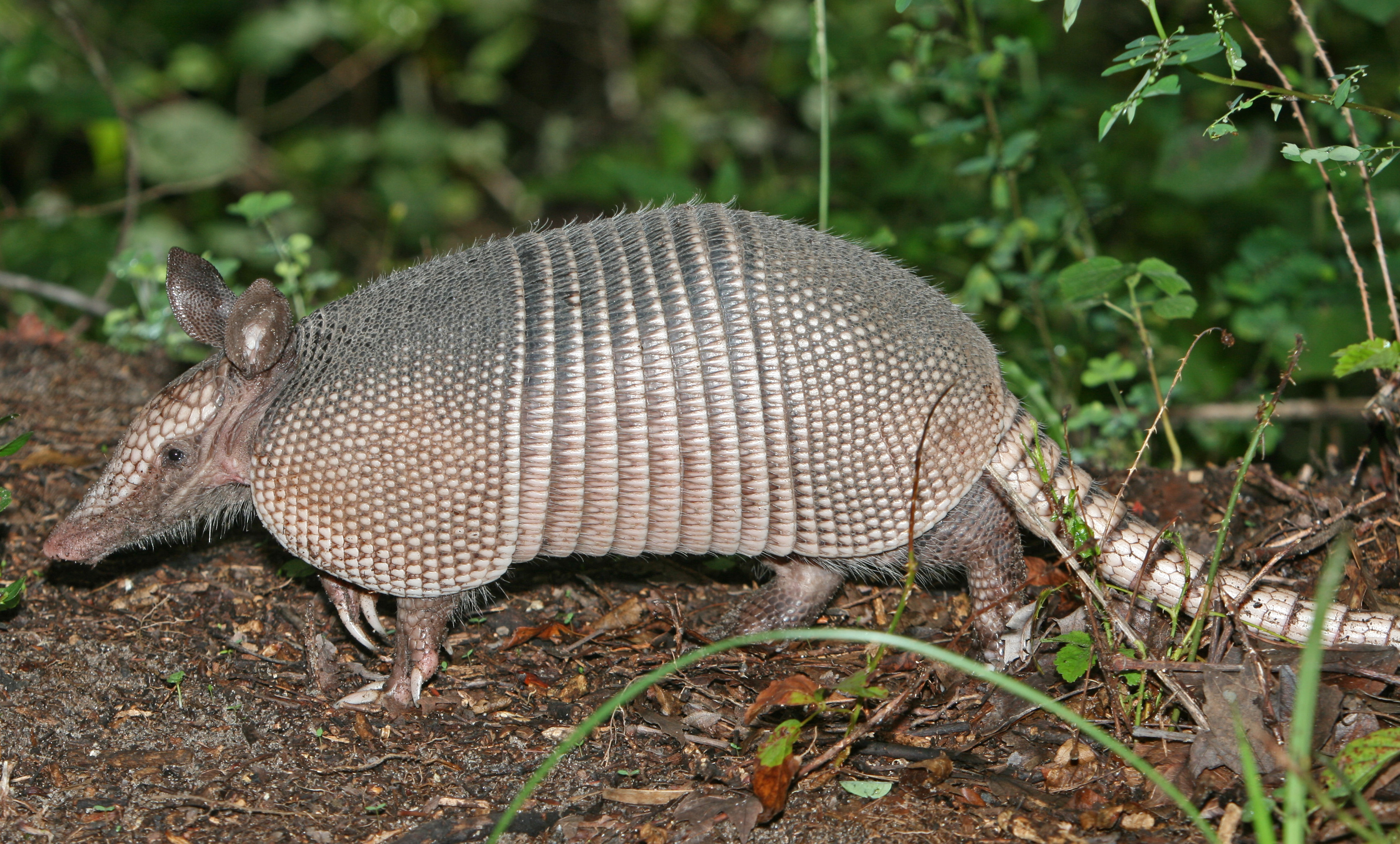
Tatou à neuf bandes

Les tatous sont des petits mammifères qui possèdent une plaque cornée. Deux des 21 espèces existantes sont présentes au Mexique, le reste ne se trouvent en Amérique du Sud, où ils sont originaires. Leurs parents beaucoup plus grandes, les Pampatheriidae et Glyptodontidae, a vécu dans le Nord et l'Amérique du Sud, mais ont disparu à la suite de l'apparition de l'homme.
- Famille : Dasypodidae (tatous long nez)
  - Sous-famille : Dasypodinae
    - Genre : Dasypus
      - Tatou à neuf bandes Dasypus novemcinctus LC

  - Sous-famille : Tolypeutinae
    - Genre : Cabassous
      - Tatou à queue nue du Nord Cabassous centralis DD

##### Ordre:Pilosa(fourmilier, paresseux, tamandua)

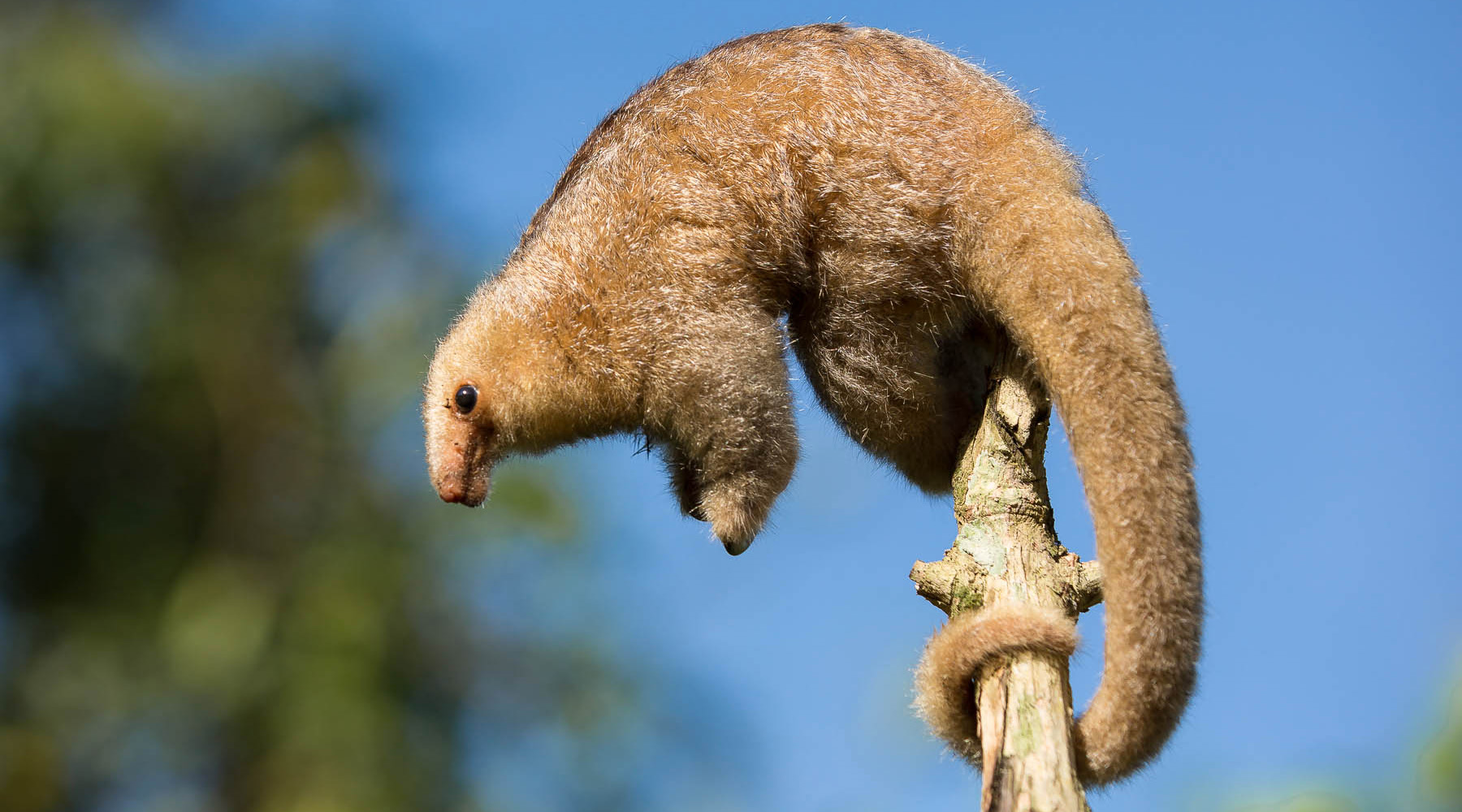
Myrmidon, Cyclopes didactylus

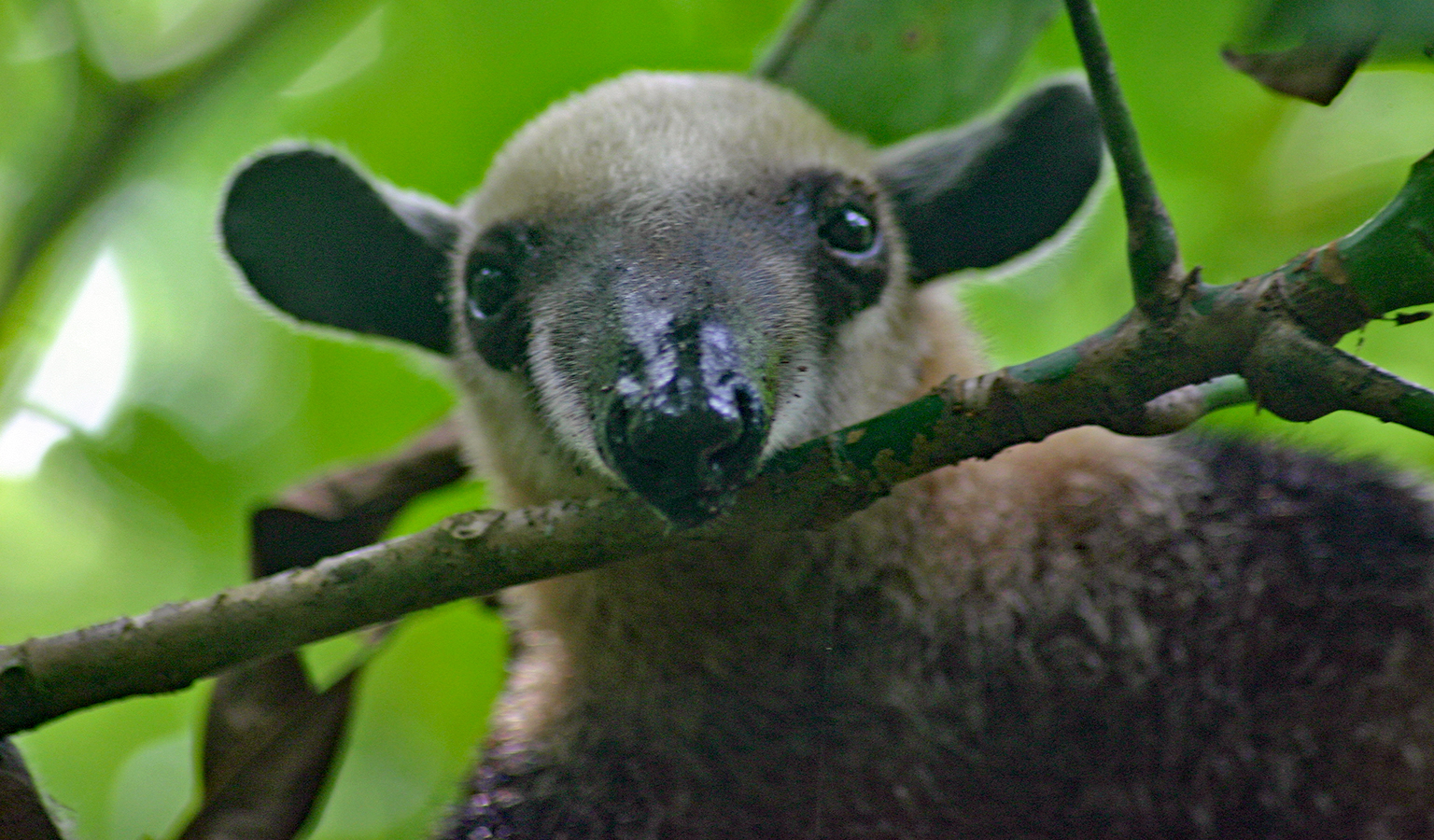
Tamandua du Mexique

L'ordre Pilosa est présent uniquement en Amérique et comprend les fourmiliers, les paresseux, et les tamanduas. Leur maison ancestrale est en Amérique du Sud. Paresseux terrestre nombreuses, dont certaines ont atteint la taille d'éléphants, étaient autrefois présentes dans le Nord et l'Amérique du Sud, ainsi que les Antilles, mais tous ont disparu à la suite de l'arrivée des humains.
- Sous-ordre : Vermilingua
  - Famille : Cyclopedidae
    - Genre : Cyclopes
      - Myrmidon Cyclopes didactylus LC

  - Famille : Myrmecophagidae (Fourmiliers américains)
    - Genre : Tamandua
      - Tamandua du Mexique Tamandua mexicana LC

#### Super-ordre:Euarchontoglires

##### Ordre:Primates

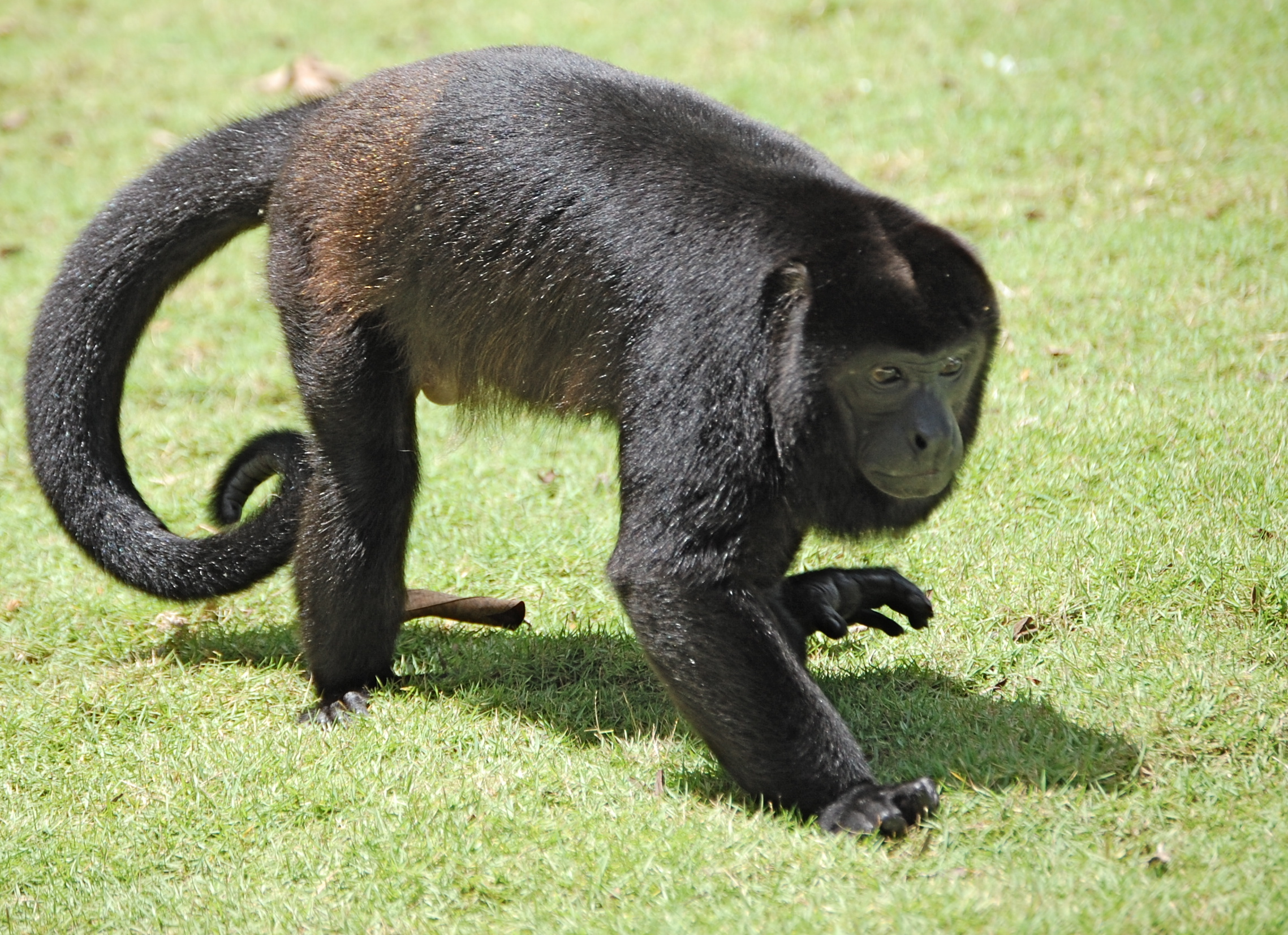
Singe hurleur à manteau

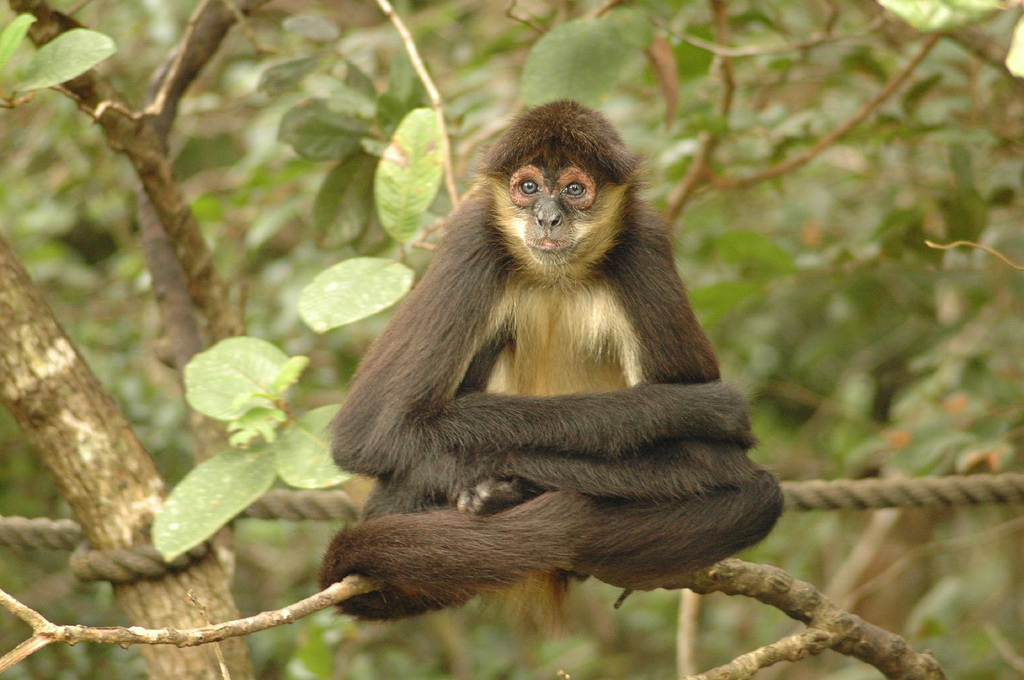
Singe-araignée aux mains noires

L'ordre des primates contient toutes les espèces associées aux lémures, singes, et hominoïdes, avec cette dernière catégorie comprenant les humains. Il est divisé en quatre groupes principaux: strepsirrhiniens, tarsiers, singes du Nouveau Monde, et singes du l'Ancien Monde. Deux genres du Mexique de primates non humains, comparativement à six en Amérique centrale, vingt en Amérique du Sud, quinze à Madagascar, 23 en Afrique et 19 en Asie. Singes mexicains et d'Amérique centrale sont des immigrants récents en provenance d'Amérique du Sud, où leurs ancêtres sont arrivés après le rafting sur l'Afrique il y a environ 25 millions d'années. Sud-est mexicain est la limite septentrionale de la répartition des singes du Nouveau Monde, qui sont limitées à l'habitat forêt tropicale humide.
- Sous-ordre : Haplorrhini
  - Infra-ordre : Simiiformes
    - Platyrrhini
      - Famille : Atelidae
        - Sous-famille : Alouattinae
          - Genre : Alouatta
            - Singe hurleur à manteau Alouatta palliata LC
            - Hurleur du Guatemala Alouatta pigra EN

        - Sous-famille : Atelinae
          - Genre : Ateles
            - Singe-araignée aux mains noires Ateles geoffroyi EN

##### Ordre:Rodentia(rongeurs)

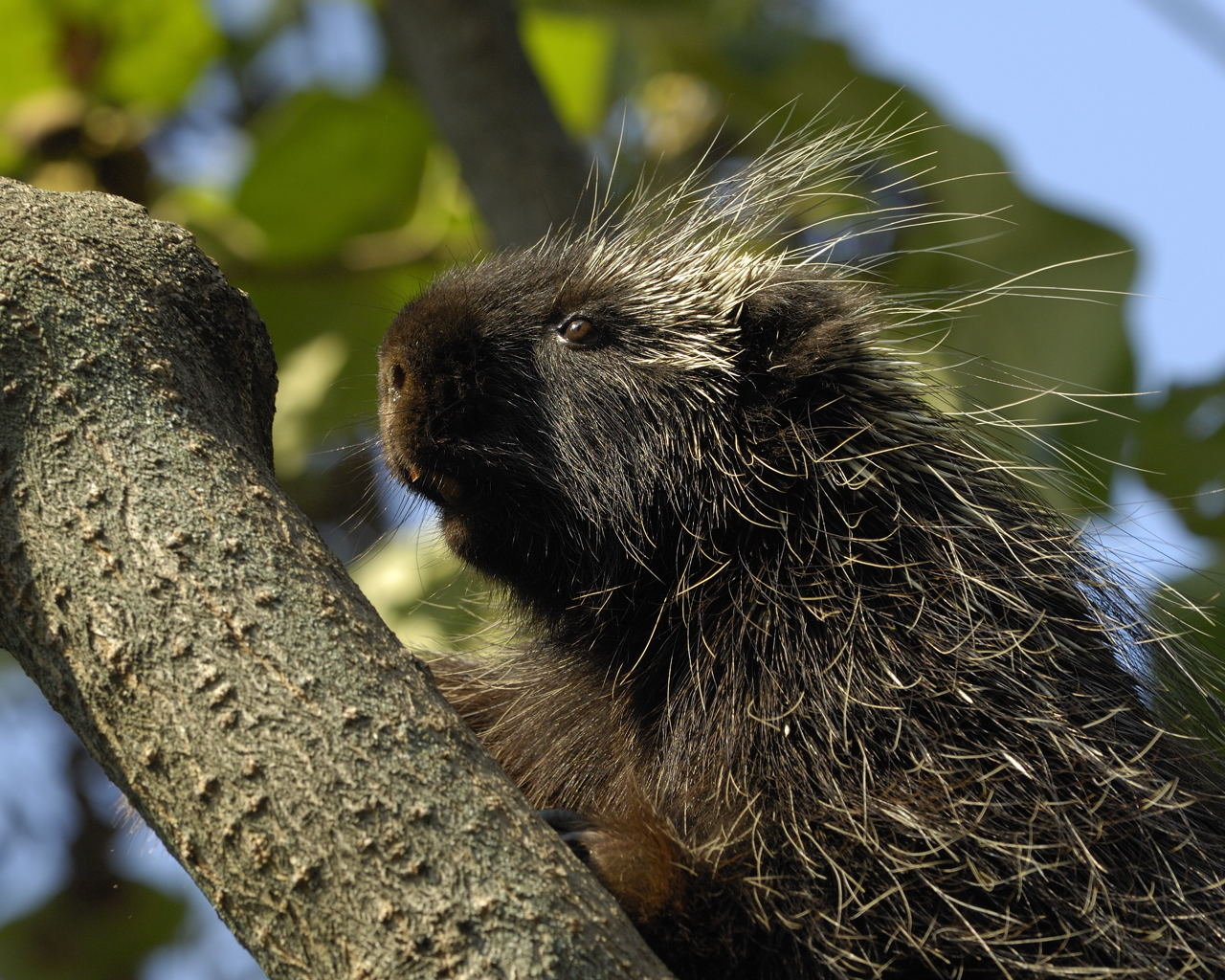
Porc-épic d'Amérique.

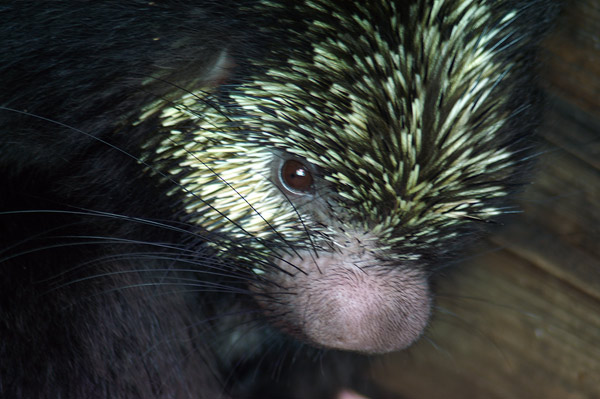
Porc-épic d’arbre mexicain.

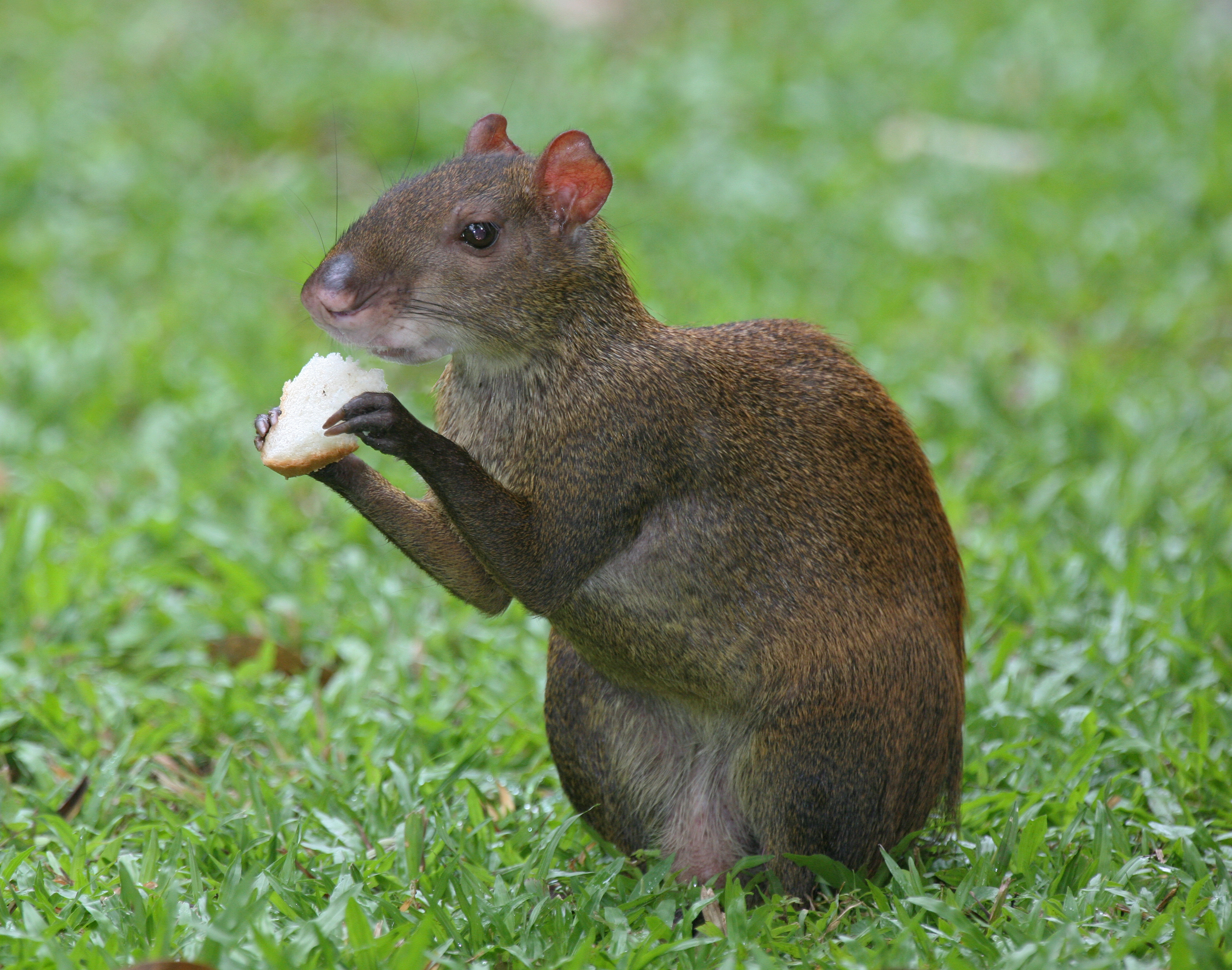
Agouti ponctué.

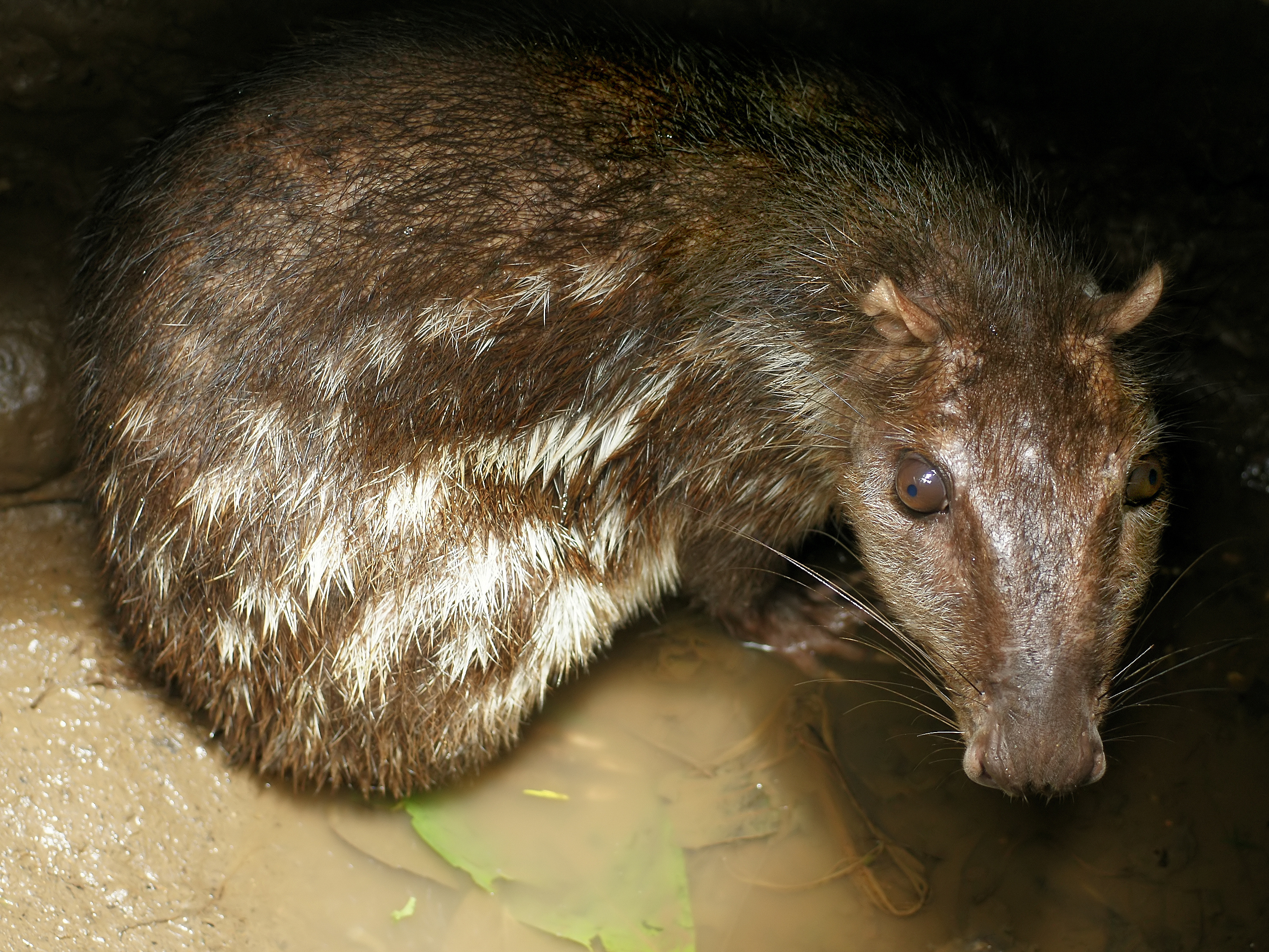
Paca.

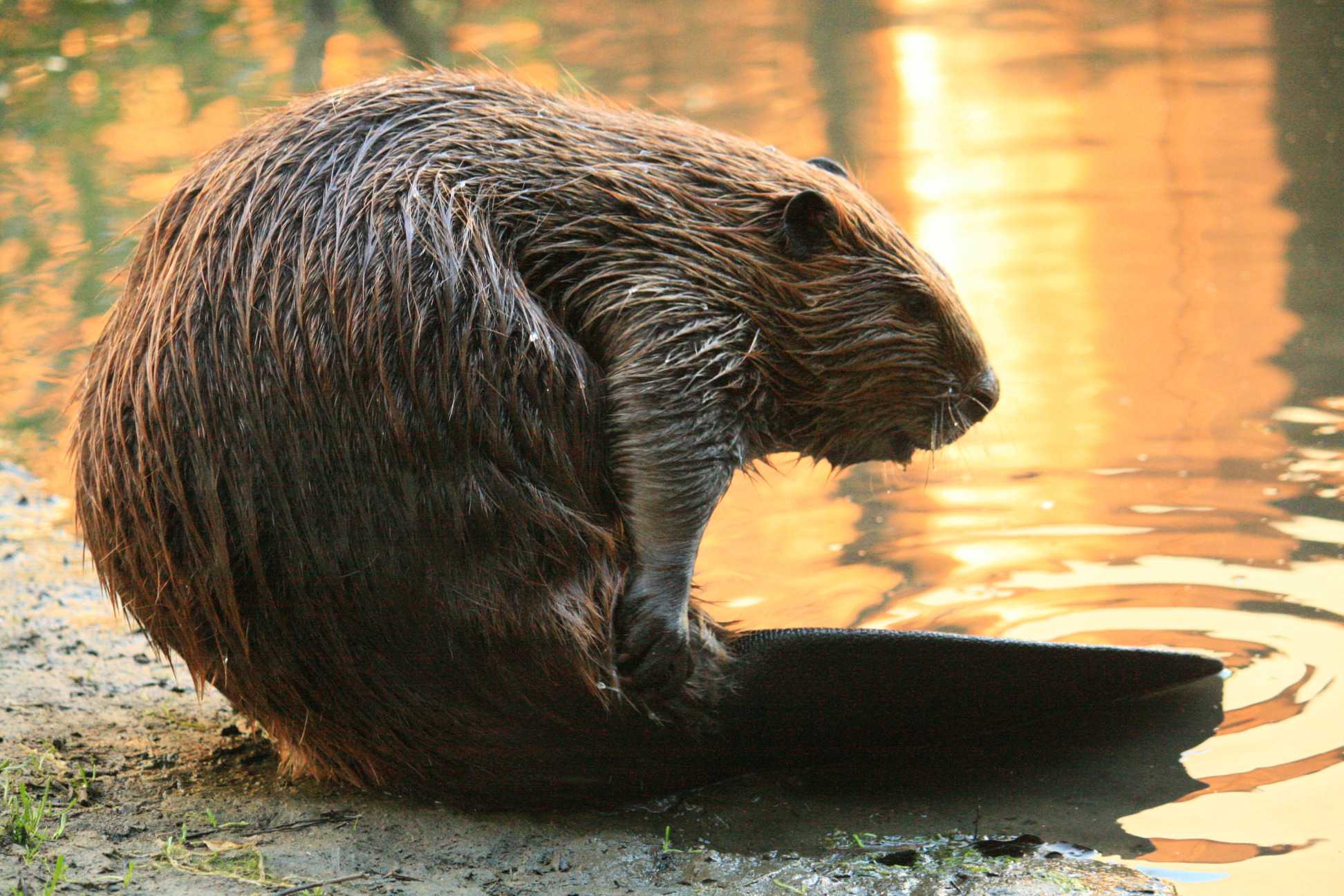
Castor canadien.

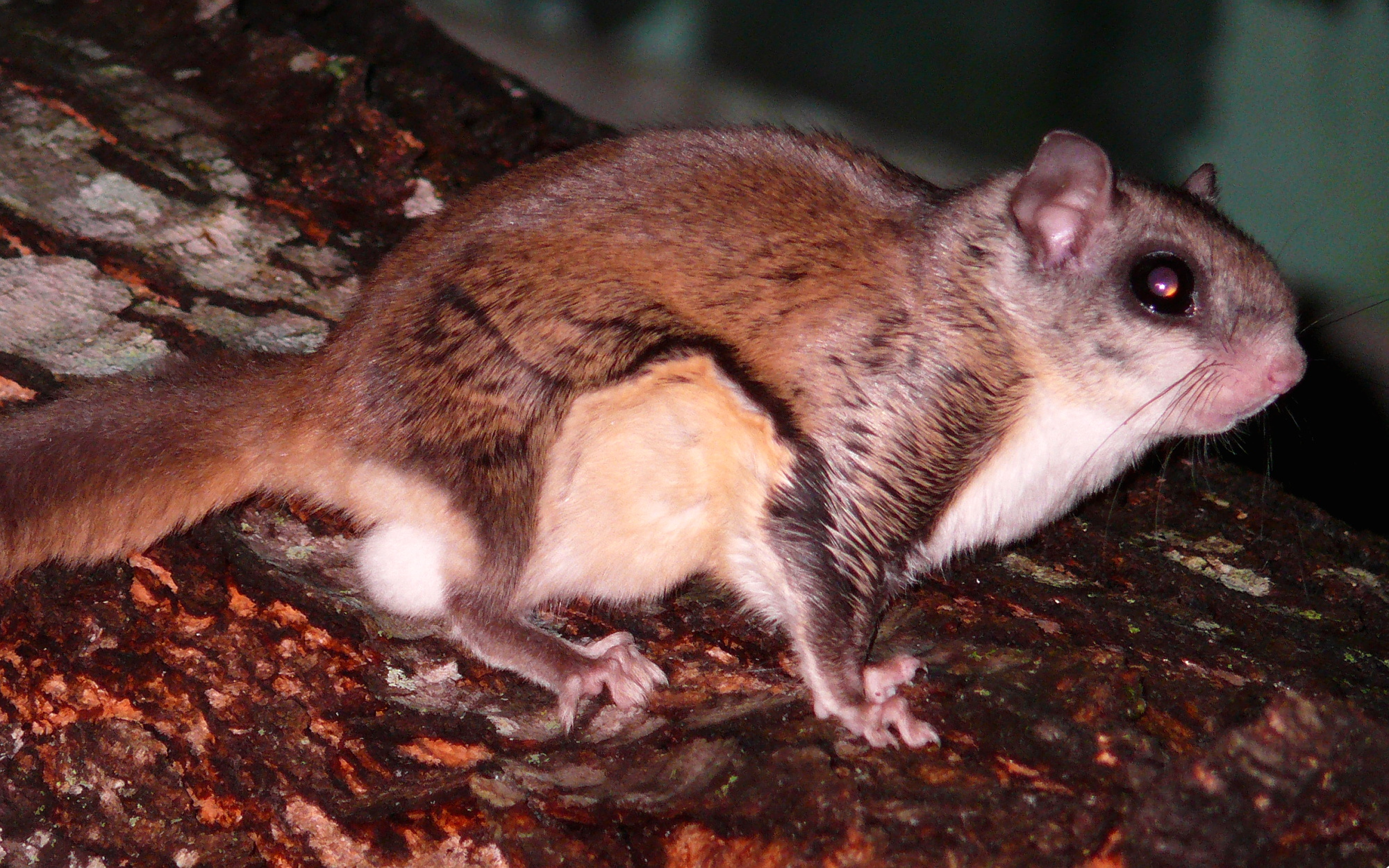
Petit polatouche.

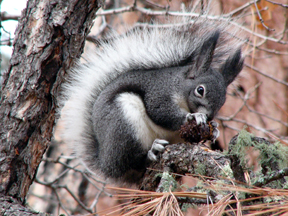
Écureuil d'Abert.

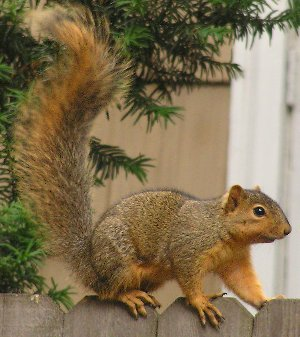
Écureuil-renard.

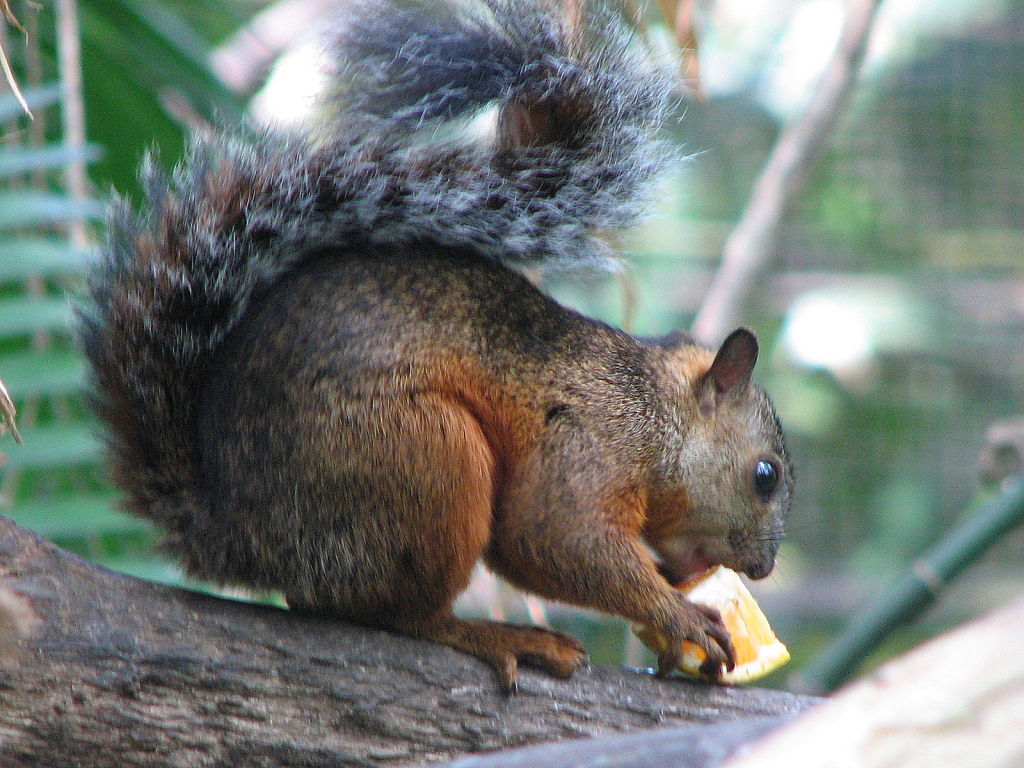
Sciurus variegatoides.

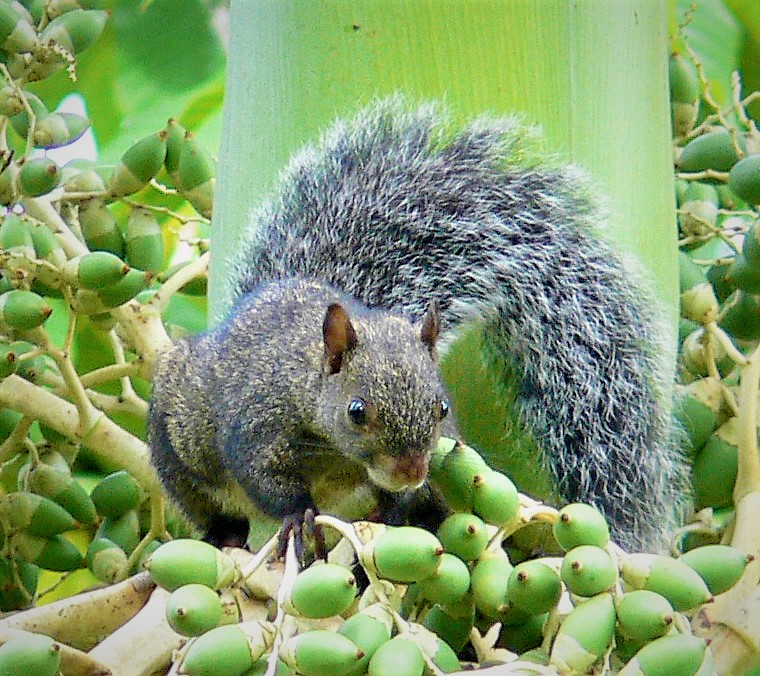
Sciurus yucatanensis.

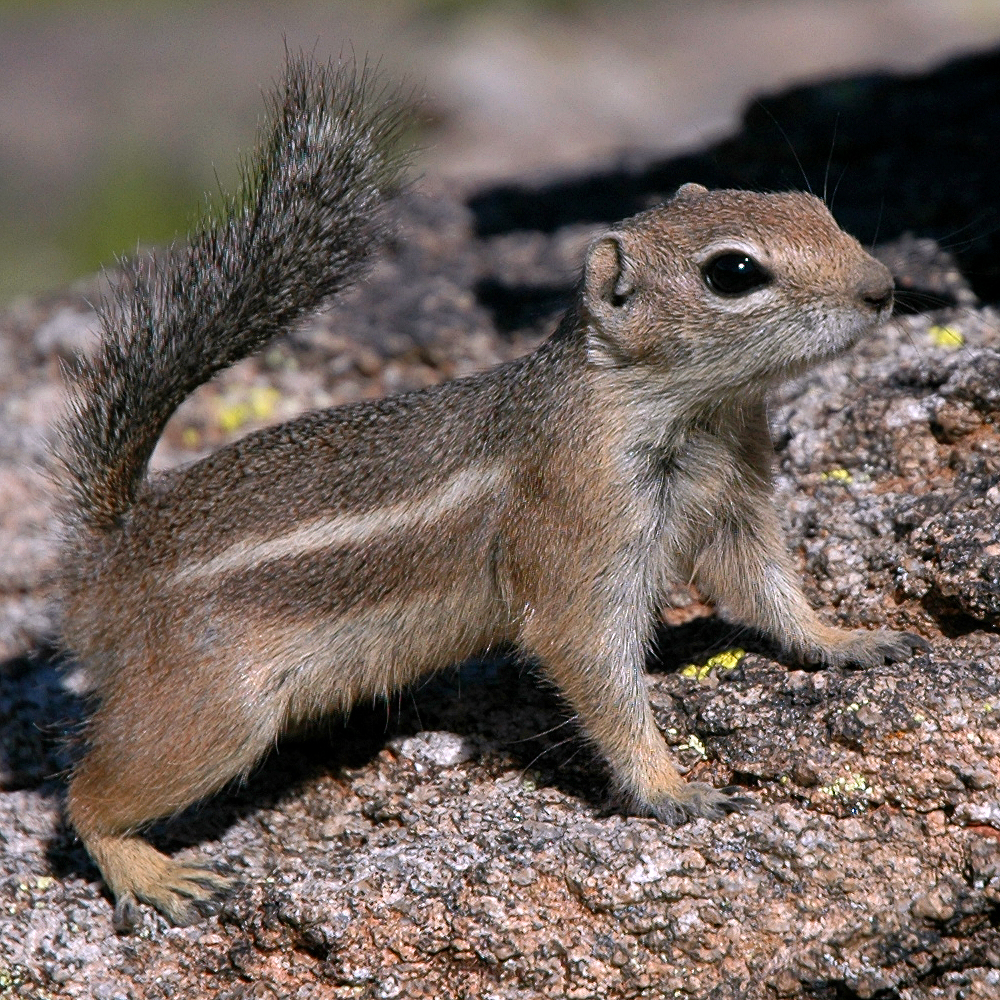
Écureuil-antilope d'Harris.

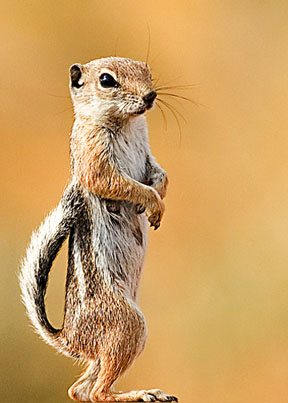
Écureuil-antilope à queue blanche.

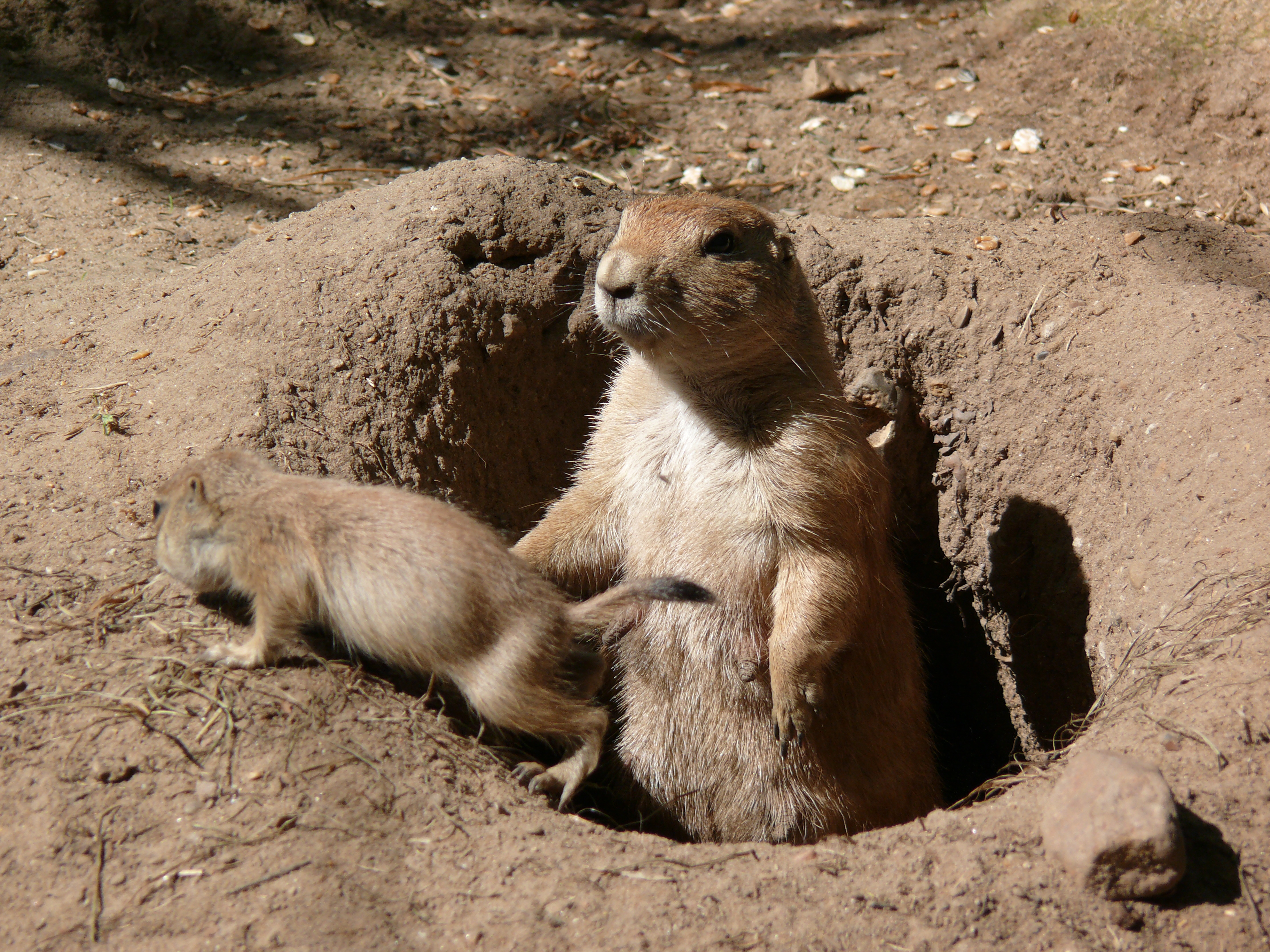
Chien de prairie à queue noire.

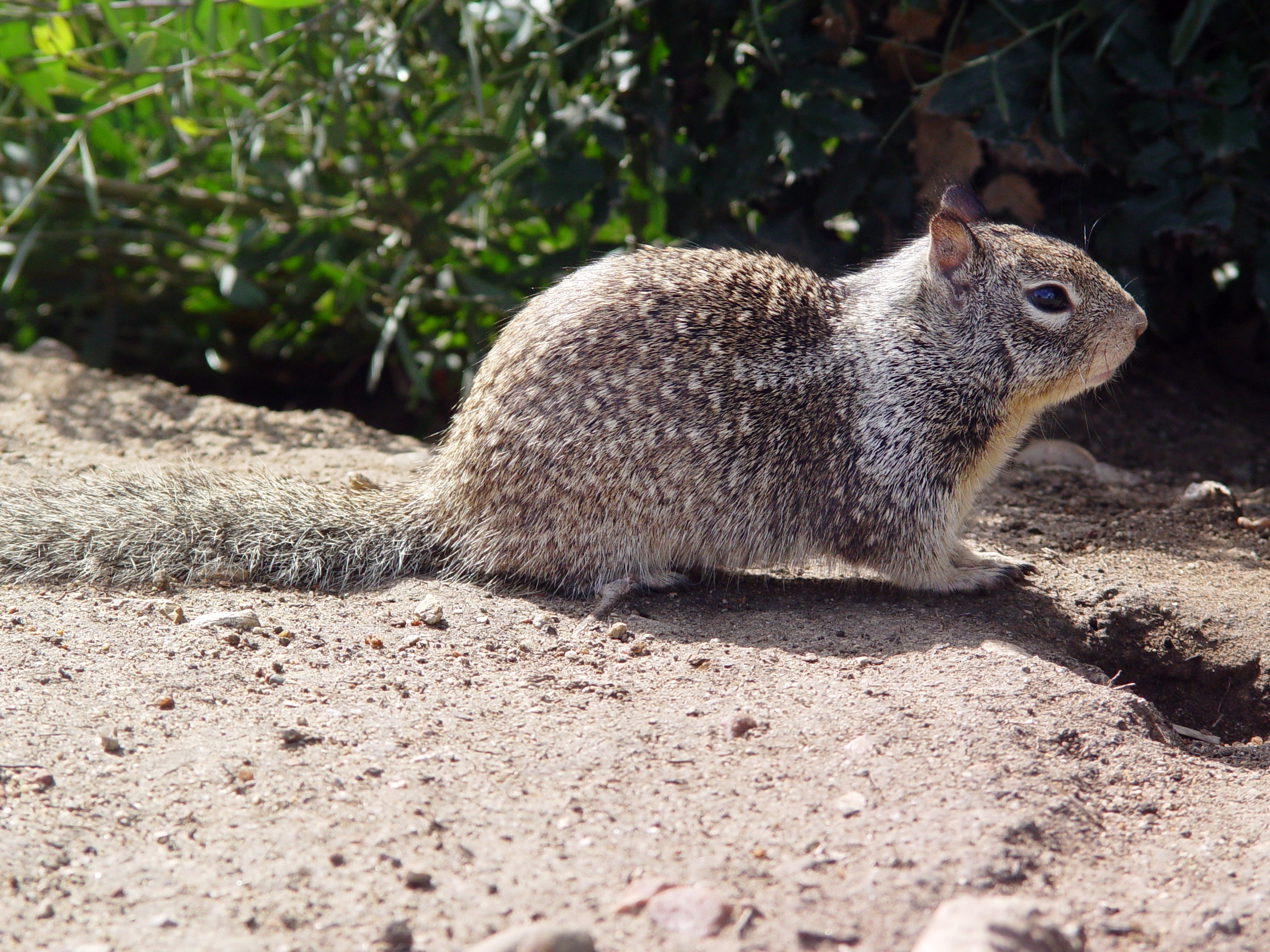
Écureuil terrestre de Californie.

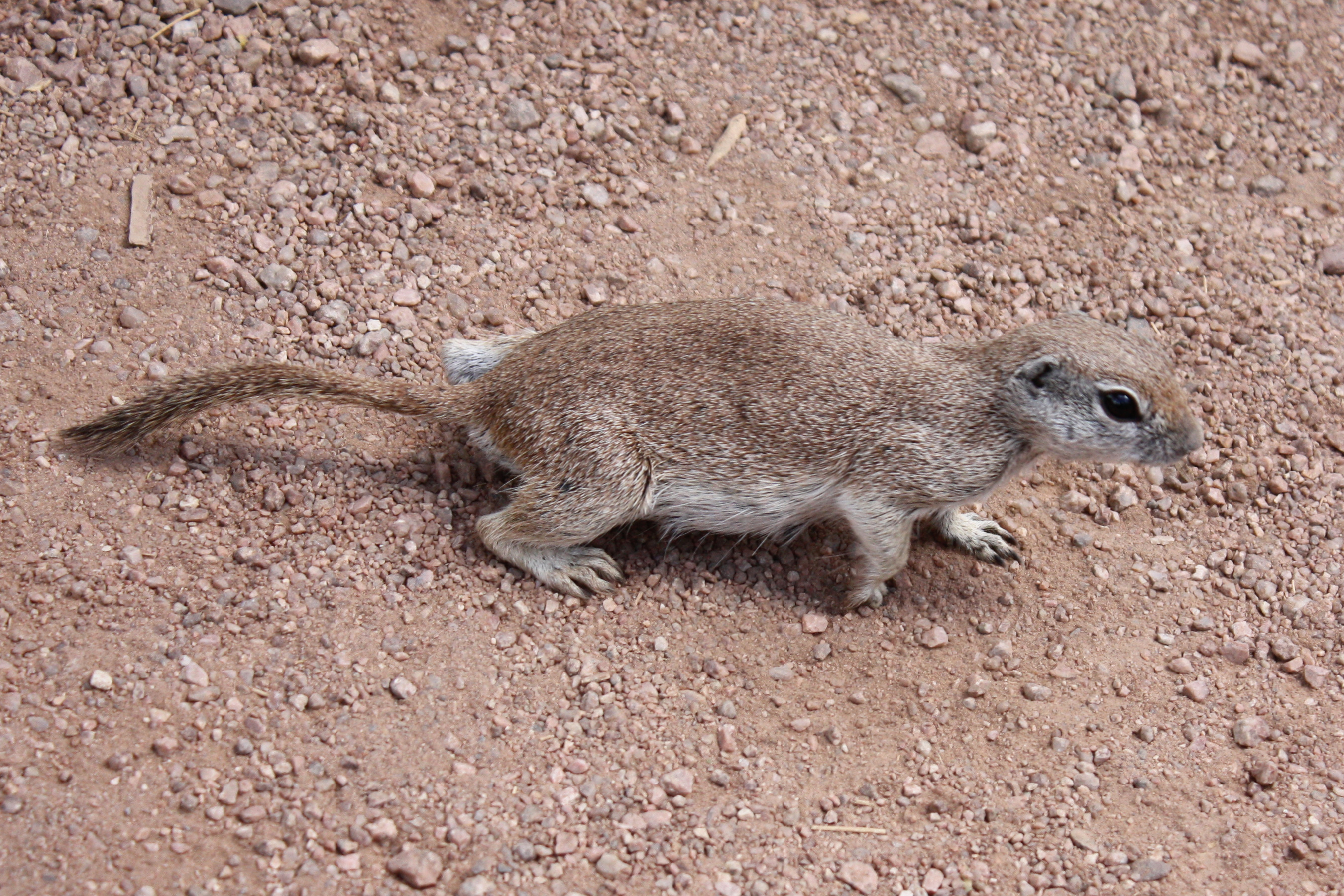
Écureuil terrestre à queue ronde.

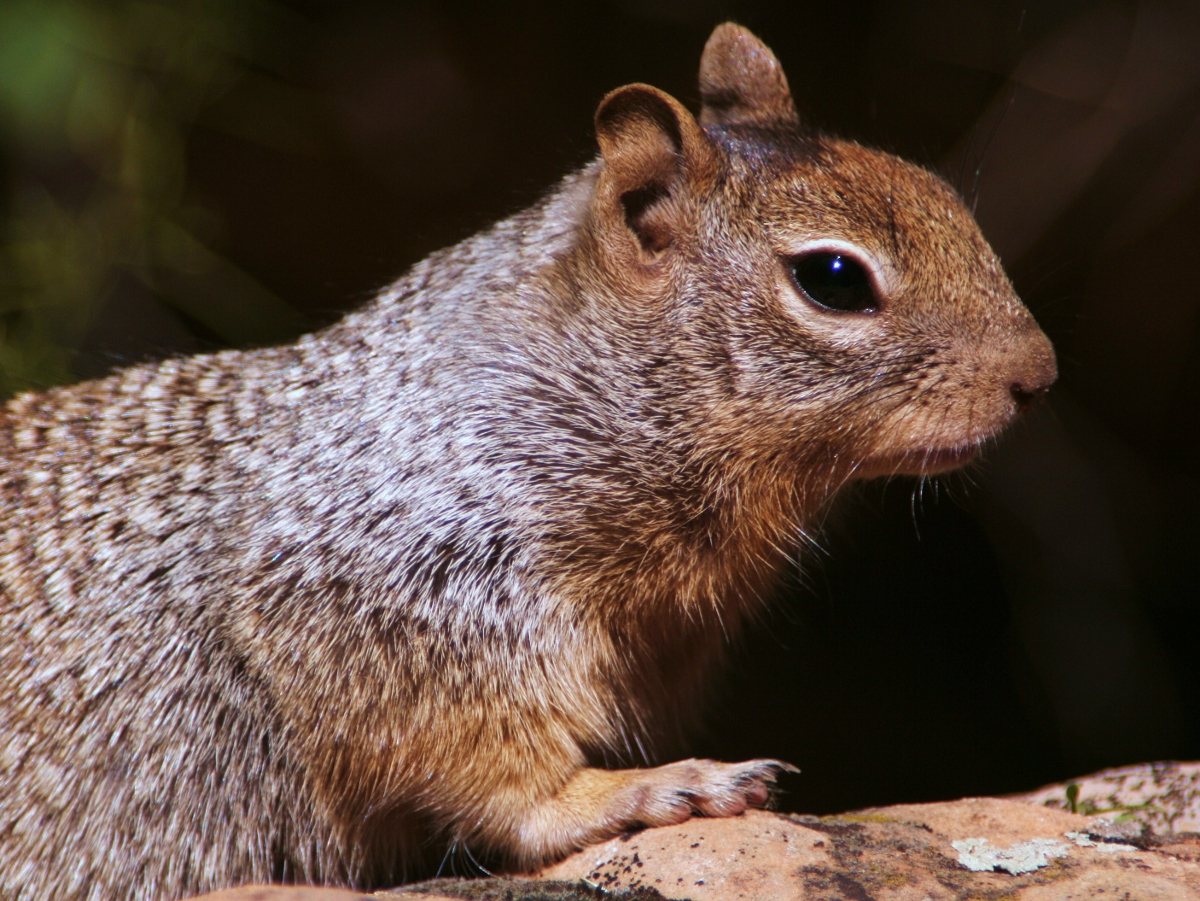
Écureuil des rochers.

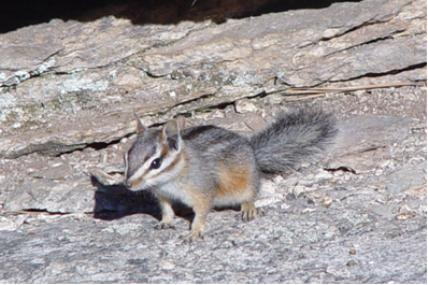
Tamias dorsalis.

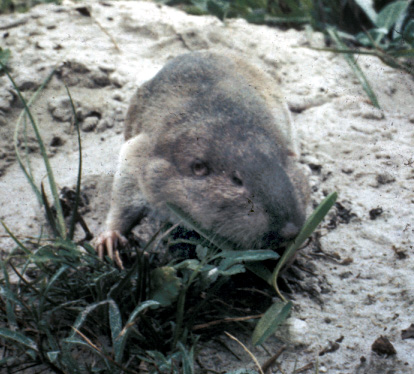
Geomys personatus.

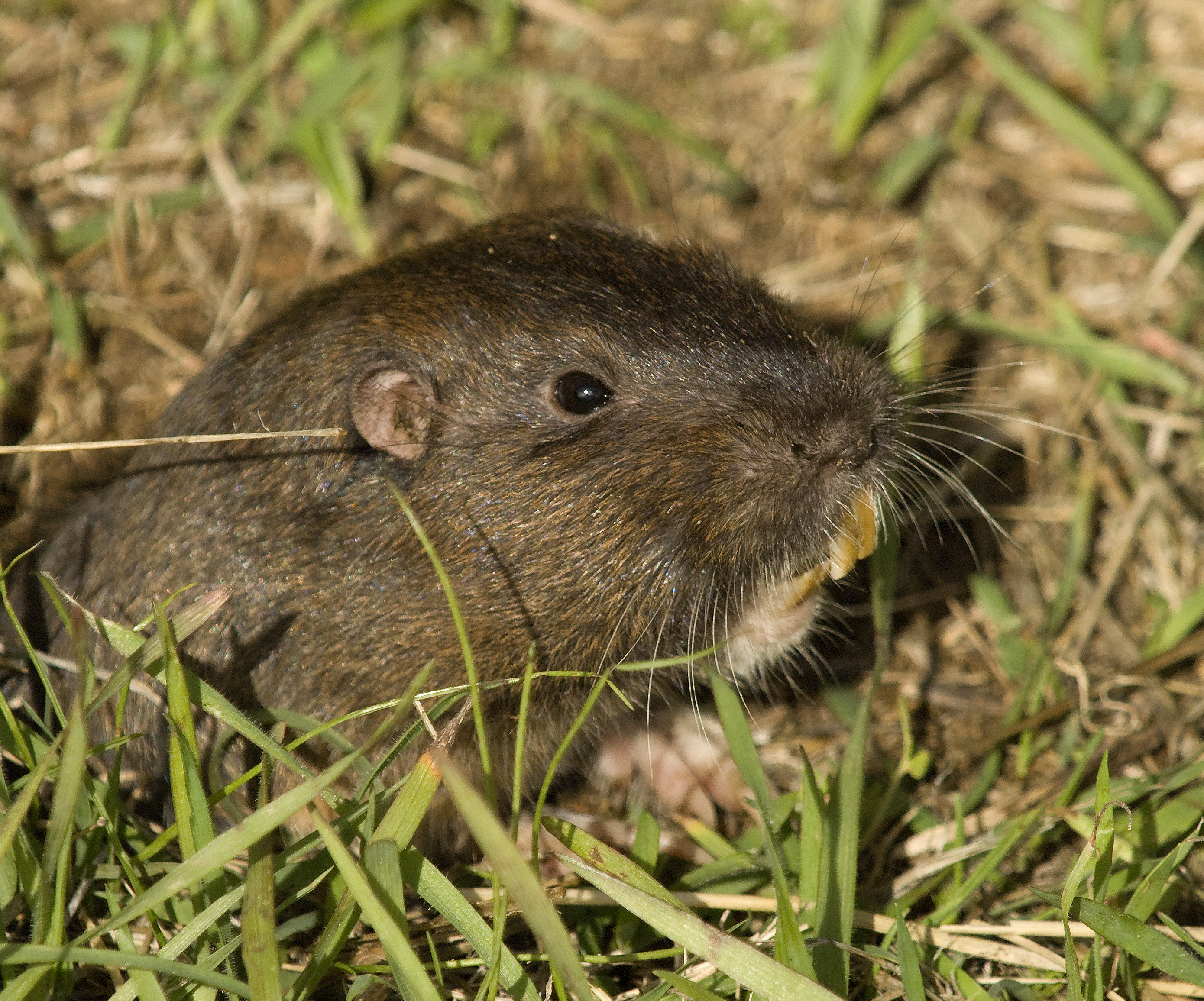
Gaufre de Botta.

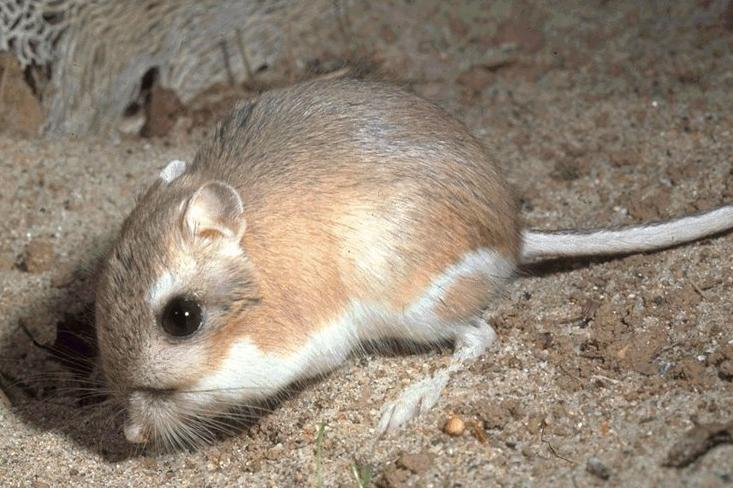
Rat kangourou d'Ord.

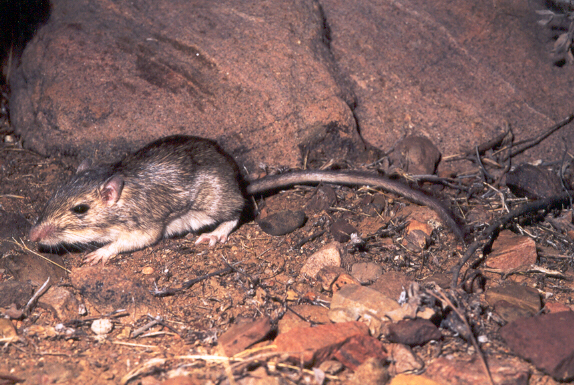
Chaetodipus baileyi.

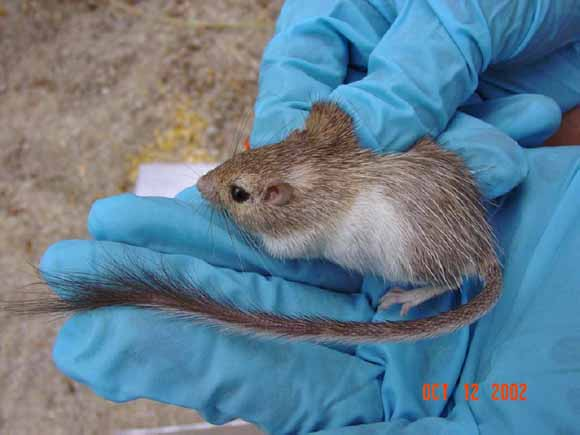
Chaetodipus spinatus.

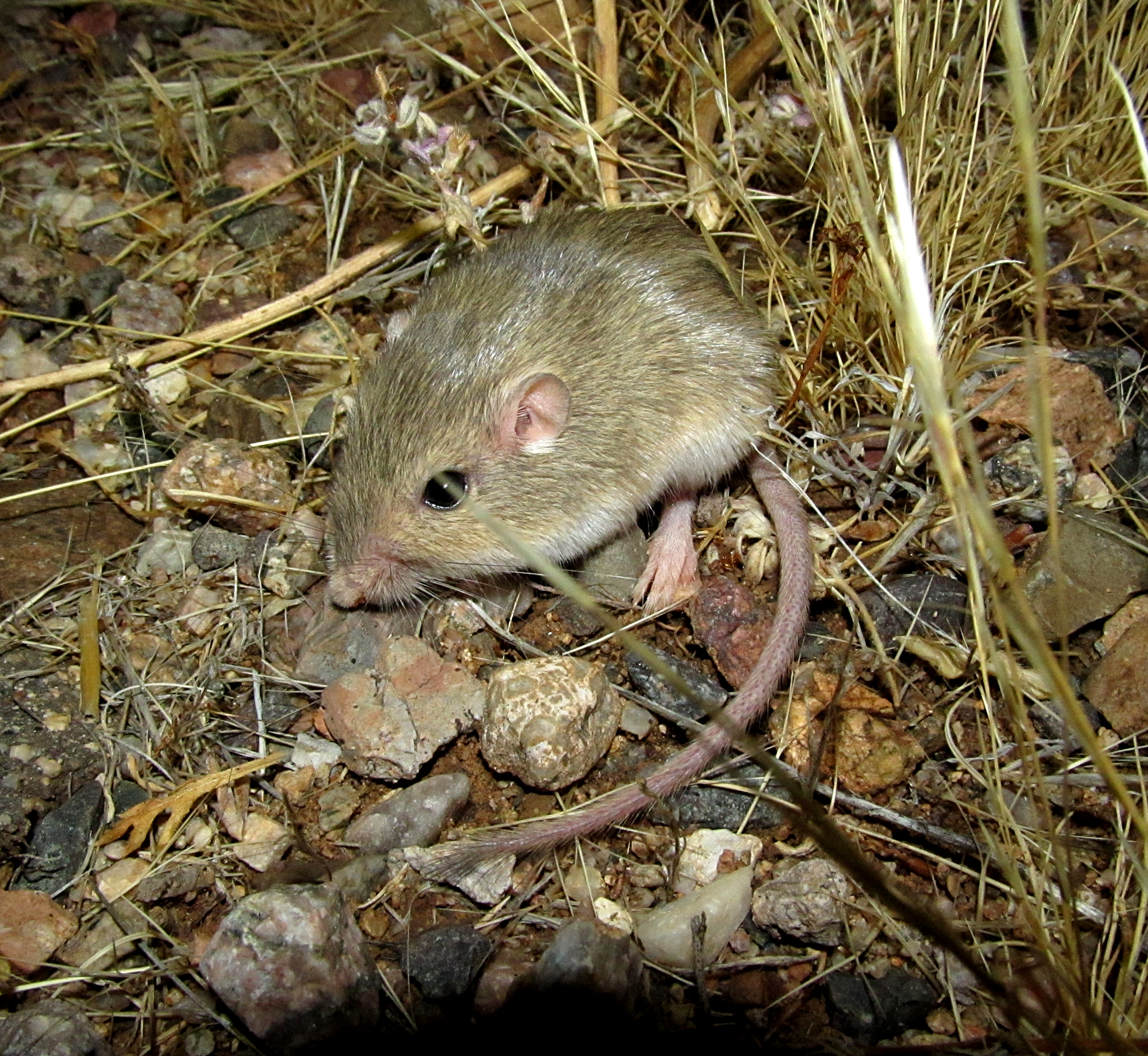
Souris à poche soyeuse.

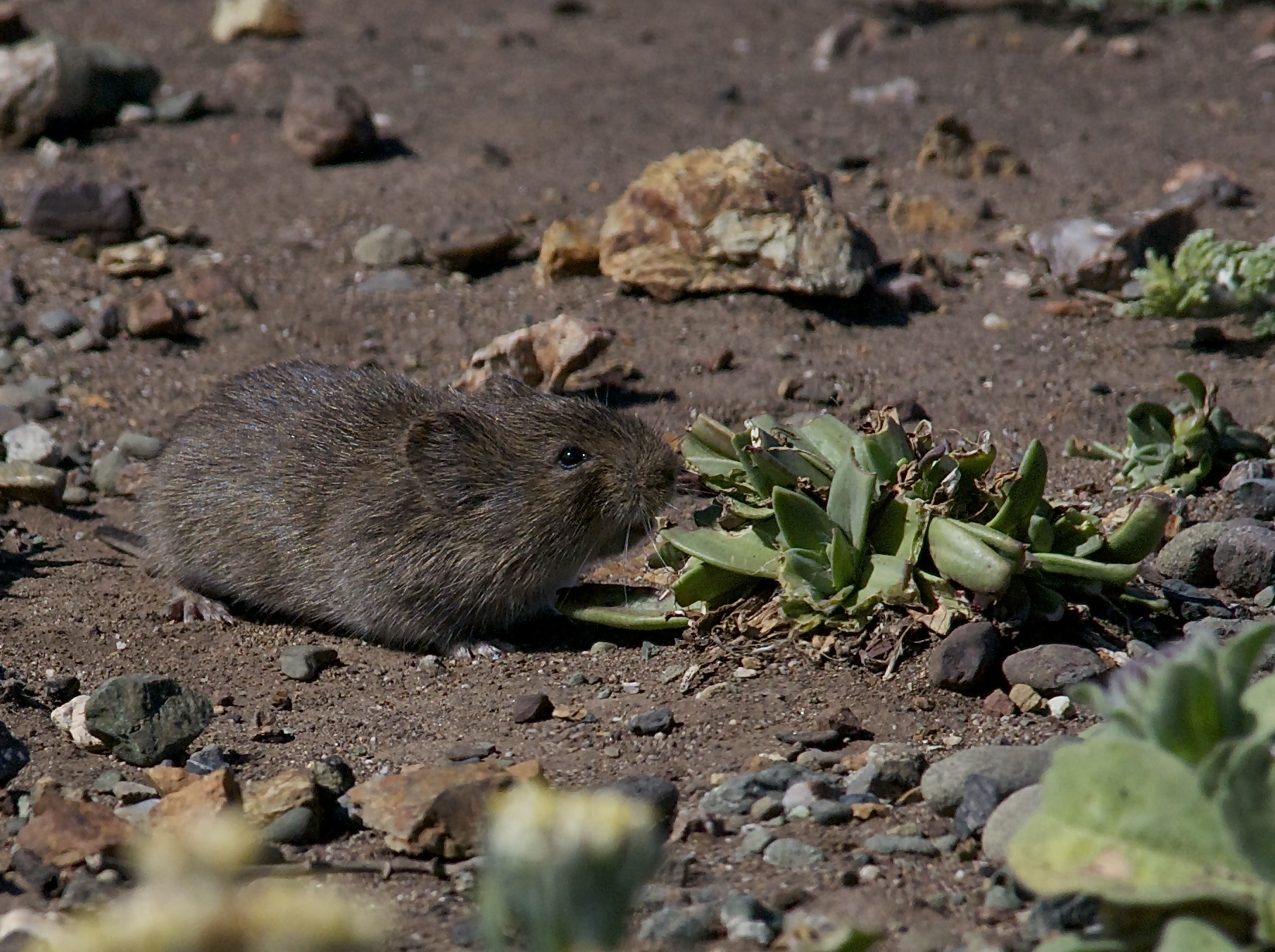
Microtus californicus.

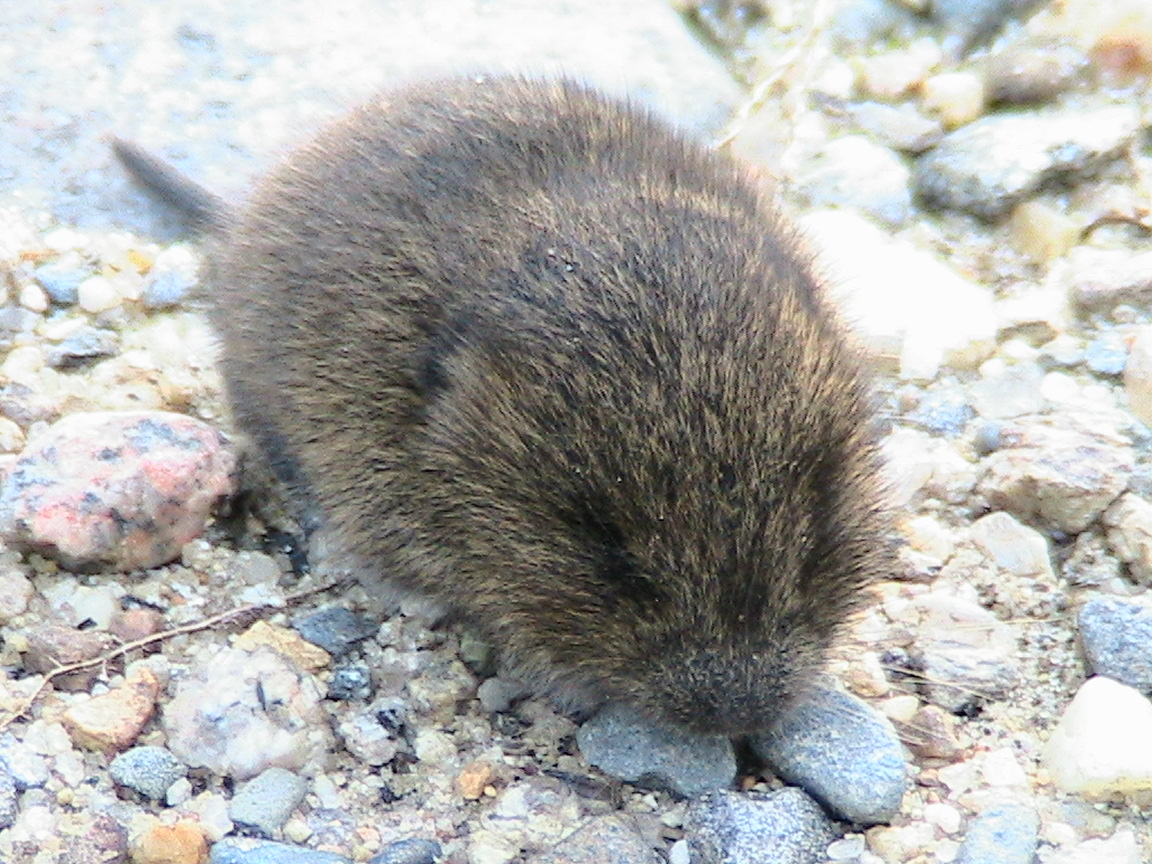
Campagnol des prés.

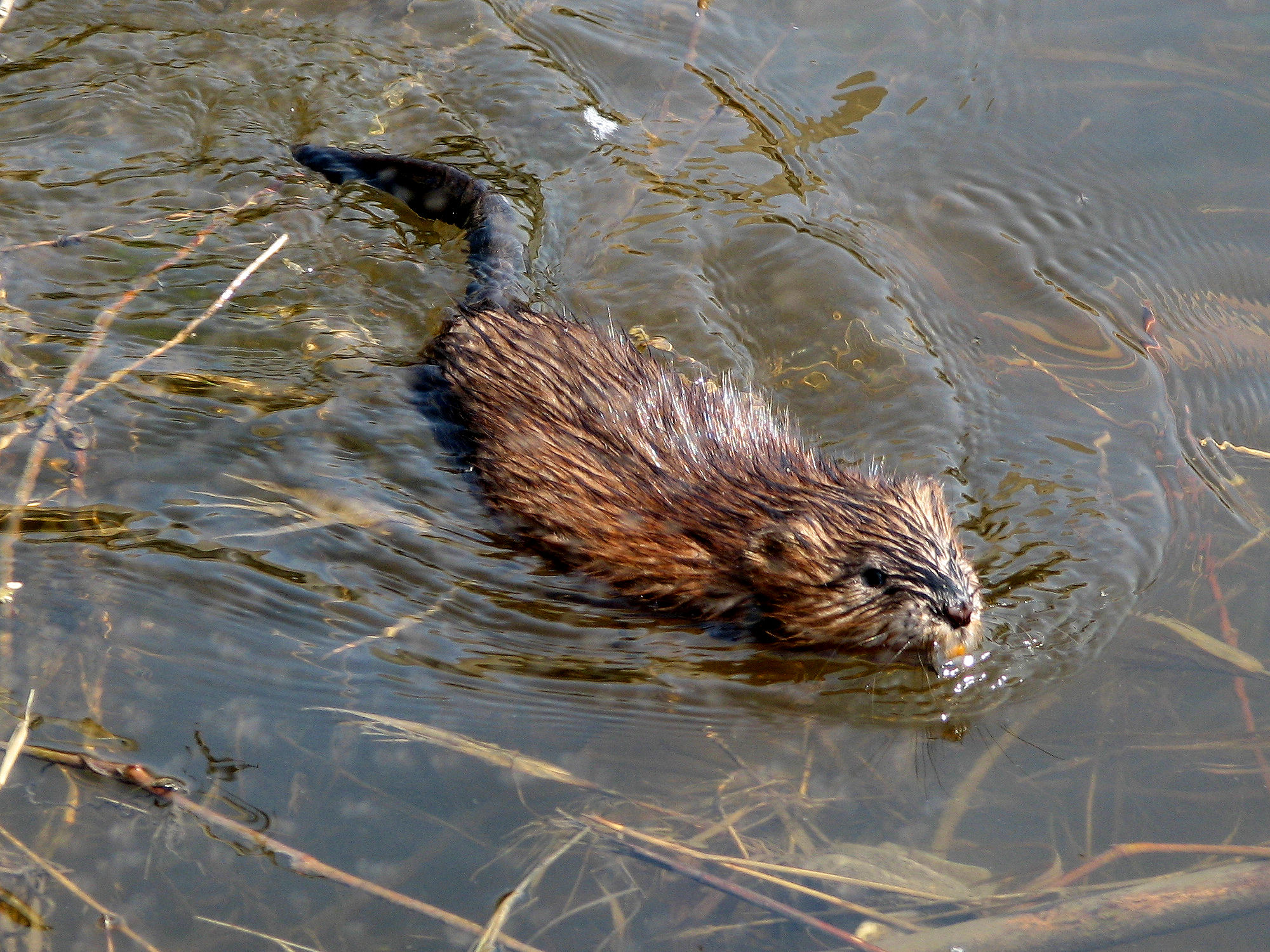
Rat musqué.

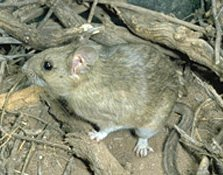
Néotoma à gorge blanche.

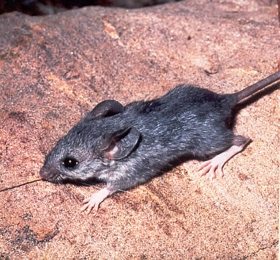
Souris des cactus.

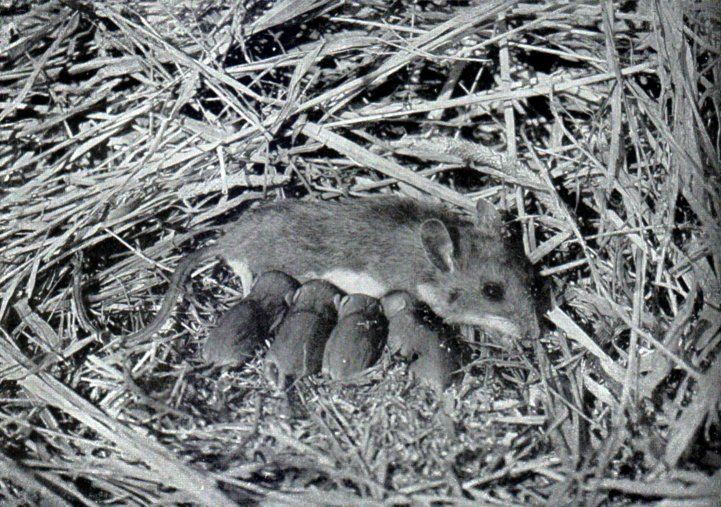
Souris à pattes blanches.

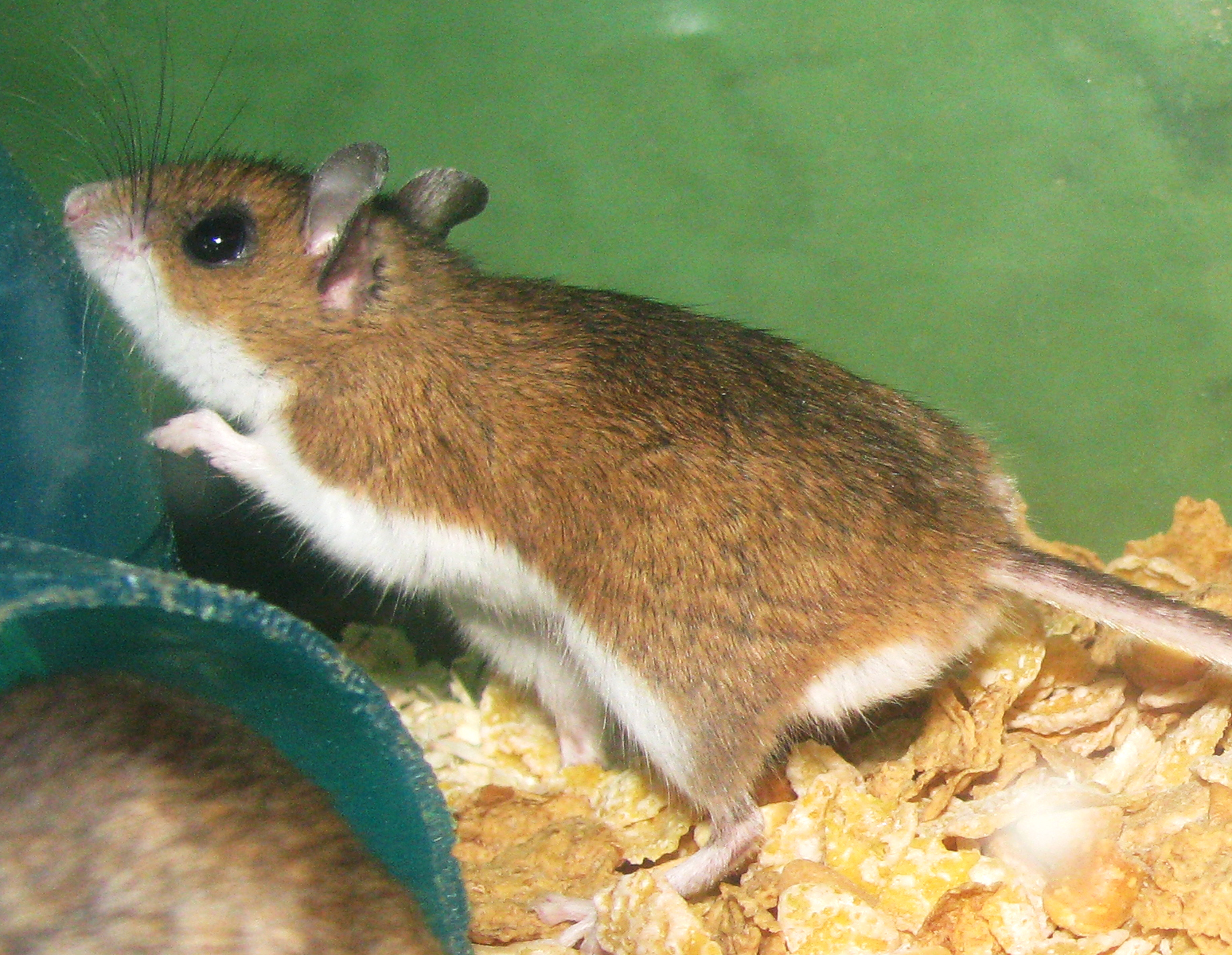
Souris du soir.

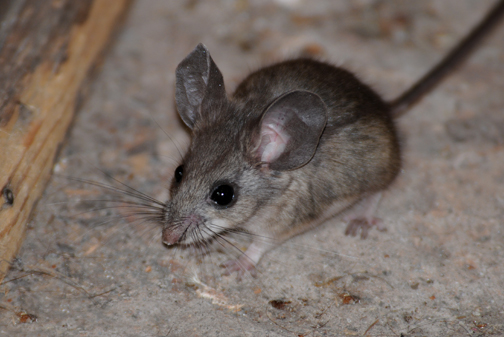
Peromyscus truei.

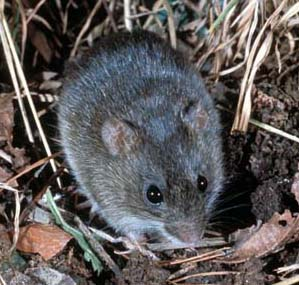
Oryzomys palustris.

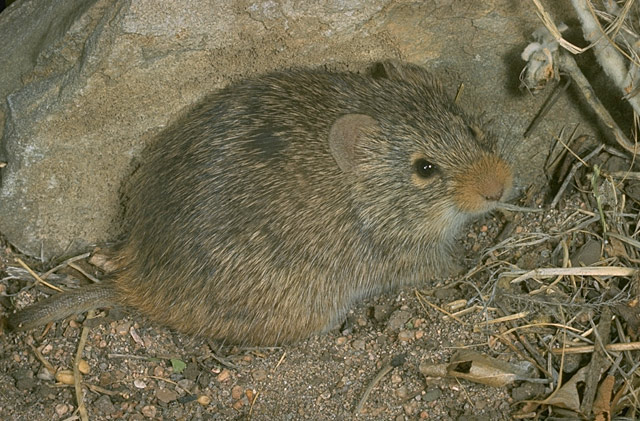
Sigmodon ochrognathus.

Les rongeurs constituent l'ordre le plus important de mammifères, avec 40 % des espèces mammifères. Ils possèdent deux incisives à la mâchoire inférieure et à la mâchoire supérieure à croissance continue et doivent les user continuellement pour les garder courtes. La plupart des rongeurs sont petits même si le capybara peut peser 45 kg. Selon la liste de l'UICN, le Mexique a plus d'espèces de rongeurs (236 en avril 2011) que tout autre pays dans le monde (le Brésil est deuxième avec 222). Des rongeurs Mexique, 2 % sont caviomorphes, 14,5 % sont sciuridés, 25,5 % sont castorimorphes et 58 % sont cricetidés. Cette répartition est assez similaire à celle du reste de l'Amérique du Nord (bien que sciuridés sont relativement deux fois plus abondante au nord, au détriment de cricetidés), mais il est très différent de celui de l'Amérique du Sud, où les chiffres correspondants sont de 36 %, 3 %, 1 % et 60 %. De cricetidés du Mexique, 17 % sont sigmodontine, tandis que le chiffre pour l'Amérique du Sud est de 99,5 %. Les caviomorphes du Mexique sont des immigrants récents de l'Amérique du Sud, où leurs ancêtres ont échoué après le rafting à travers l'Atlantique de l'Afrique plus de 30 millions d'années,. À l'inverse, sciuridés Amérique du Sud, castorimorphes et cricetidés sont des immigrants récents de l'Amérique centrale (avec sigmodontinés obtenir un longueur d'avance sur les autres).
- Sous-ordre : Hystricomorpha
  - Infra-ordre : Hystricognathi
    - Famille : Erethizontidae (porc-épic du Nouveau Monde)
      - Sous-famille : Erethizontinae
        - Genre : Erethizon
          - Porc-épic d'Amérique Erethizon dorsatum LC

        - Genre : Sphiggurus
          - Porc-épic d’arbre mexicain Sphiggurus mexicanus LC

    - Famille : Dasyproctidae (agoutis et pacas)
      - Genre : Dasyprocta
        - Dasyprocta mexicana CR
        - Agouti ponctué Dasyprocta punctata LC

    - Famille : Agoutidae
      - Genre : Agouti
        - Paca Agouti paca LC
- Sous-order : Sciuromorpha
  - Famille : Sciuridae (écureuil)
    - Sous-famille : Sciurinae
      - Tribu : Pteromyini
        - Genre : Glaucomys
          - Petit polatouche Glaucomys volans LC

      - Tribu : Sciurini
        - Genre : Sciurus
          - Écureuil d'Abert Sciurus aberti LC
          - Écureuil d'Allen Sciurus alleni LC
          - Écureuil gris d'Arizona Sciurus arizonensis DD
          - Écureuil gris du Mexique Sciurus aureogaster LC
          - Écureuil de Collie Sciurus colliaei LC
          - Écureuil de Deppe Sciurus deppei LC
          - Écureuil occidental Sciurus griseus LC
          - Écureuil du Nayarit Sciurus nayaritensis LC
          - Écureuil-renard Sciurus niger LC
          - Écureuil de Peter Sciurus oculatus LC
          - Écureuil multicolore Sciurus variegatoides LC
          - Écureuil du Yucatán Sciurus yucatanensis LC

        - Genre : Tamiasciurus
          - Écureuil de Mearns Tamiasciurus mearnsi EN

    - Sous-famille : Xerinae
      - Tribu : Marmotini
        - Genre : Ammospermophilus
          - Écureuil-antilope d'Harris Ammospermophilus harrisii LC
          - Écureuil-antilope de l'île Espirito Santo Ammospermophilus insularis
          - Écureuil-antilope du Texas Ammospermophilus interpres LC
          - Écureuil-antilope à queue blanche Ammospermophilus leucurus LC

        - Genre : Cynomys
          - Chien de prairie à queue noire Cynomys ludovicianus LC
          - Chien de prairie du Mexique Cynomys mexicanus EN

        - Genre : Spermophilus
          - Spermophilus adocetus LC
          - Spermophile à queue annelée Spermophilus annulatus LC
          - Spermophilus atricapillus EN
          - Écureuil terrestre de Californie Spermophilus beecheyi LC
          - Écureuil terrestre de Sierra Madre Spermophilus madrensis NT
          - Écureuil terrestre du Mexique Spermophilus mexicanus LC
          - Spermophile de Perote Spermophilus perotensis EN
          - Spermophile tacheté Spermophilus spilosoma LC
          - Écureuil terrestre à queue ronde Spermophilus tereticaudus LC
          - Écureuil des rochers Spermophilus variegatus LC

        - Genre : Tamias
          - Tamia de Buller Tamias bulleri VU
          - Tamia à dos rayé Tamias dorsalis LC
          - Tamia du Durango Tamias durangae LC
          - Tamia de Merriam Tamias merriami LC
          - Tamia de Californie Tamias obscurus LC
- Sous-ordre : Castorimorpha
  - Famille : Castoridae (castoridés)
    - Genre : Castor (genre)
      - Castor canadien Castor canadensis LC

  - Famille : Geomyidae
    - Genre : Cratogeomys
      - Rat à poche mexicain Cratogeomys castanops LC
      - Cratogeomys fulvescens LC
      - Cratogeomys fumosus LC
      - Cratogeomys goldmani LC
      - Cratogeomys merriami LC
      - Cratogeomys perotensis LC
      - Cratogeomys planiceps LC

    - Genre : Geomys
      - Geomys arenarius NT
      - Geomys personatus LC
      - Geomys tropicalis CR

    - Genre : Orthogeomys
      - Orthogeomys cuniculus DD
      - Orthogeomys grandis LC
      - Orthogeomys hispidus LC
      - Orthogeomys lanius CR

    - Genre : Pappogeomys
      - Pappogeomys alcorni CR
      - Pappogeomys bulleri LC

    - Genre : Thomomys
      - Thomomys bottae LC
      - Thomomys umbrinus LC

    - Genre : Zygogeomys
      - Zygogeomys trichopus EN

  - Famille : Heteromyidae
    - Sous-famille : Dipodomyinae
      - Genre : Dipodomys
        - Rat kangourou agile Dipodomys agilis LC
        - Rat kangourou du golfe du Mexique Dipodomys compactus LC
        - Rat kangourou du désert Dipodomys deserti LC
        - Rat kangourou de San Quintin Dipodomys gravipes CR
        - Rat kangourou de l'île de San Jose Dipodomys insularis CR
        - Rat kangourou de l'île Margarita Dipodomys margaritae CR
        - Rat kangourou de Merriam Dipodomys merriami LC
        - Rat kangourou de Nelson Dipodomys nelsoni LC
        - Rat kangourou d'Ord Dipodomys ordii LC
        - Rat-kangourou de Phillips Dipodomys phillipsii LC
        - Dipodomys simulans LC
        - Dipodomys spectabilis NT

    - Sous-famille : Heteromyinae
      - Genre : Heteromys
        - Souris de poche épineuse de Desmarest Heteromys desmarestianus LC
        - Heteromys gaumeri LC
        - Heteromys irroratus LC
        - Heteromys nelsoni EN
        - Heteromys pictus LC
        - Heteromys salvini LC
        - Heteromys spectabilis EN

    - Sous-famille : Perognathinae
      - Genre : Chaetodipus
        - Chaetodipus arenarius LC
        - Chaetodipus artus LC
        - Chaetodipus baileyi LC
        - Chaetodipus californicus LC
        - Chaetodipus dalquesti VU
        - Chaetodipus eremicus LC
        - Chaetodipus fallax LC
        - Chaetodipus formosus LC
        - Chaetodipus goldmani NT
        - Chaetodipus hispidus LC
        - Chaetodipus intermedius LC
        - Chaetodipus lineatus DD
        - Chaetodipus nelsoni LC
        - Chaetodipus penicillatus LC
        - Chaetodipus pernix LC
        - Chaetodipus rudinoris LC
        - Chaetodipus spinatus LC

      - Genre : Perognathus
        - Perognathus amplus LC
        - Perognathus flavescens LC
        - Souris à poche soyeuse Perognathus flavus LC
        - Perognathus longimembris LC
        - Perognathus merriami LC
- Sous-ordre : Myomorpha
  - Famille : Cricetidae
    - Sous-famille : Arvicolinae
      - Genre : Microtus
        - Microtus californicus LC
        - Microtus guatemalensis NT
        - Microtus mexicanus LC
        - Microtus oaxacensis EN
        - Campagnol des prés Microtus pennsylvanicus LC
        - Microtus quasiater NT
        - Microtus umbrosus EN

      - Genre : Ondatra
        - Rat musqué Ondatra zibethicus LC

    - Sous-famille : Tylomyinae
      - Genre : Nyctomys
        - Nyctomys sumichrasti LC

      - Genre : Otonyctomys
        - Otonyctomys hatti LC

      - Genre : Ototylomys
        - Ototylomys phyllotis LC

      - Genre : Tylomys
        - Tylomys bullaris CR
        - Tylomys nudicaudus LC
        - Tylomys tumbalensis CR

    - Sous-famille : Neotominae
      - Genre : Baiomys
        - Baiomys musculus LC
        - Baiomys taylori LC

      - Genre : Habromys
        - Habromys chinanteco CR
        - Habromys delicatulus CR
        - Habromys ixtlani CR
        - Habromys lepturus CR
        - Habromys lophurus NT
        - Habromys schmidlyi CR
        - Habromys simulatus EN

      - Genre : Hodomys
        - Hodomys alleni LC

      - Genre : Megadontomys
        - Megadontomys cryophilus EN
        - Megadontomys nelsoni EN
        - Megadontomys thomasi EN

      - Genre : Nelsonia
        - Nelsonia goldmani EN
        - Nelsonia neotomodon NT

      - Genre : Neotoma
        - Néotoma à gorge blanche Neotoma albigula LC
        - Neotoma angustapalata EN
        - Neotoma anthonyi EX
        - Neotoma bryanti EN
        - Neotoma bunkeri EX
        - Neotoma devia LC
        - Neotoma fuscipes LC
        - Neotoma goldmani LC
        - Neotoma lepida LC
        - Neotoma leucodon LC
        - Neotoma macrotis LC
        - Neotoma martinensis EX
        - Neotoma mexicana LC
        - Neotoma micropus LC
        - Neotoma nelsoni CR
        - Neotoma palatina VU
        - Neotoma phenax NT
        - Neotoma albigula varia

      - Genre : Neotomodon
        - Neotomodon alstoni LC

      - Genre : Osgoodomys
        - Osgoodomys banderanus LC

      - Genre : Peromyscus
        - Peromyscus aztecus LC
        - Peromyscus beatae LC
        - Peromyscus boylii LC
        - Peromyscus bullatus CR
        - Peromyscus californicus LC
        - Peromyscus caniceps CR
        - Peromyscus crinitus LC
        - Peromyscus dickeyi CR
        - Peromyscus difficilis LC
        - Souris des cactus Peromyscus eremicus LC
        - Peromyscus eva LC
        - Peromyscus fraterculus LC
        - Peromyscus furvus DD
        - Peromyscus gratus LC
        - Peromyscus guardia CR
        - Peromyscus guatemalensis LC
        - Peromyscus gymnotis LC
        - Peromyscus hooperi LC
        - Peromyscus hylocetes LC
        - Peromyscus interparietalis CR
        - Peromyscus leucopus LC
        - Peromyscus levipes LC
        - Peromyscus madrensis EN
        - Souris du soir Peromyscus maniculatus LC
        - Peromyscus megalops LC
        - Peromyscus mekisturus CR
        - Peromyscus melanocarpus EN
        - Peromyscus melanophrys LC
        - Peromyscus melanotis LC
        - Peromyscus melanurus EN
        - Peromyscus merriami LC
        - Peromyscus mexicanus LC
        - Peromyscus nasutus LC
        - Peromyscus ochraventer EN
        - Peromyscus pectoralis LC
        - Peromyscus pembertoni EX
        - Peromyscus perfulvus LC
        - Peromyscus polius NT
        - Peromyscus pseudocrinitus CR
        - Peromyscus sagax DD
        - Peromyscus schmidlyi LC
        - Peromyscus sejugis EN
        - Peromyscus simulus VU
        - Peromyscus slevini CR
        - Peromyscus spicilegus LC
        - Peromyscus stephani CR
        - Peromyscus truei LC
        - Peromyscus winkelmanni EN
        - Peromyscus yucatanicus LC
        - Peromyscus zarhynchus VU

      - Genre : Reithrodontomys
        - Reithrodontomys bakeri EN
        - Reithrodontomys burti DD
        - Reithrodontomys chrysopsis LC
        - Reithrodontomys fulvescens LC
        - Reithrodontomys gracilis LC
        - Reithrodontomys hirsutus VU
        - Reithrodontomys megalotis LC
        - Reithrodontomys mexicanus LC
        - Reithrodontomys microdon LC
        - Reithrodontomys montanus LC
        - Reithrodontomys spectabilis CR
        - Reithrodontomys sumichrasti LC
        - Reithrodontomys tenuirostris VU
        - Reithrodontomys zacatecae LC

      - Genre : Scotinomys
        - Scotinomys teguina LC

      - Genre : Xenomys
        - Xenomys nelsoni EN

    - Sous-famille : Sigmodontinae
      - Genre : Handleyomys
        - Handleyomys alfaroi LC
        - Handleyomys chapmani LC
        - Handleyomys melanotis LC
        - Handleyomys rhabdops VU
        - Handleyomys rostratus LC
        - Handleyomys saturatior NT

      - Genre : Oligoryzomys
        - Oligoryzomys fulvescens LC

      - Genre : Onychomys
        - Onychomys arenicola LC
        - Onychomys leucogaster LC
        - Onychomys torridus LC

      - Genre : Oryzomys
        - Oryzomys albiventer
        - Oryzomys couesi LC
        - Oryzomys nelsoni EX
        - Oryzomys palustris LC
        - Oryzomys peninsulae

      - Genre : Rheomys
        - Rheomys mexicanus EN
        - Rheomys thomasi NT

      - Genre : Sigmodon
        - Sigmodon alleni VU
        - Sigmodon arizonae LC
        - Sigmodon fulviventer LC
        - Sigmodon hirsutus LC
        - Sigmodon leucotis LC
        - Sigmodon mascotensis LC
        - Sigmodon ochrognathus LC
        - Sigmodon planifrons EN
        - Sigmodon toltecus LC

##### Ordre:Lagomorpha(lagomorphes)

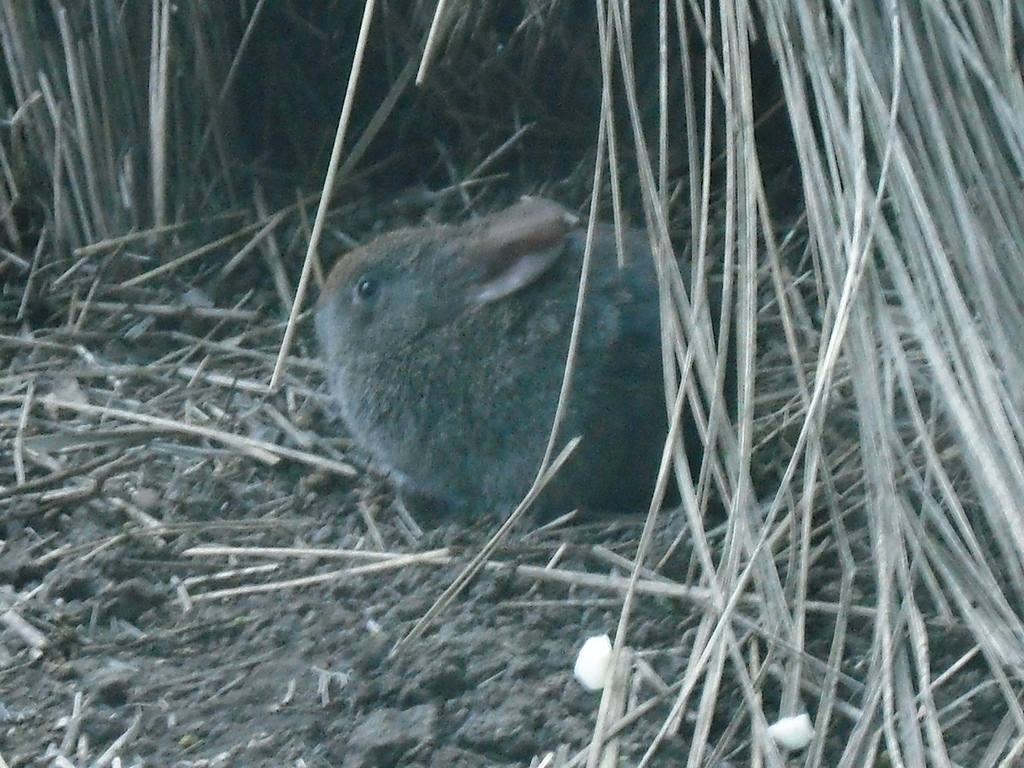
Lapin des volcans

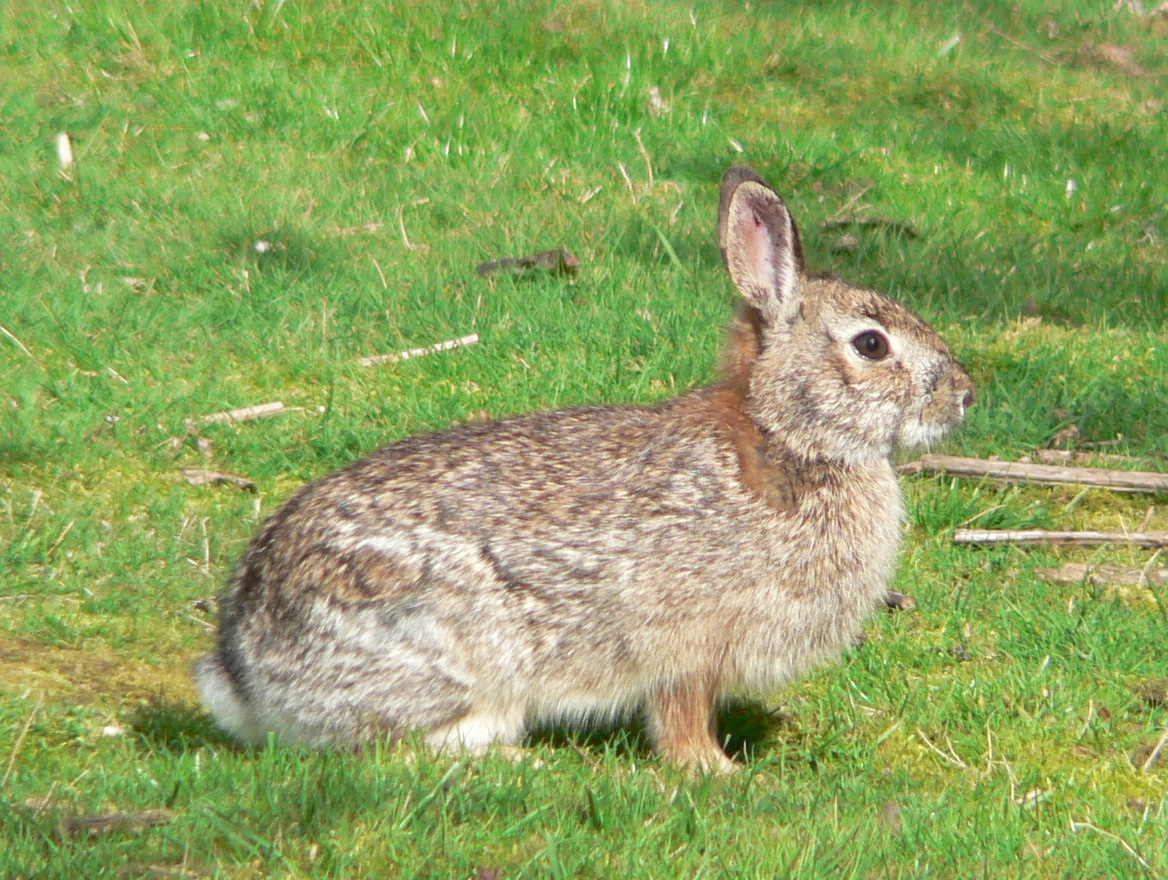
Lapin de Bachman

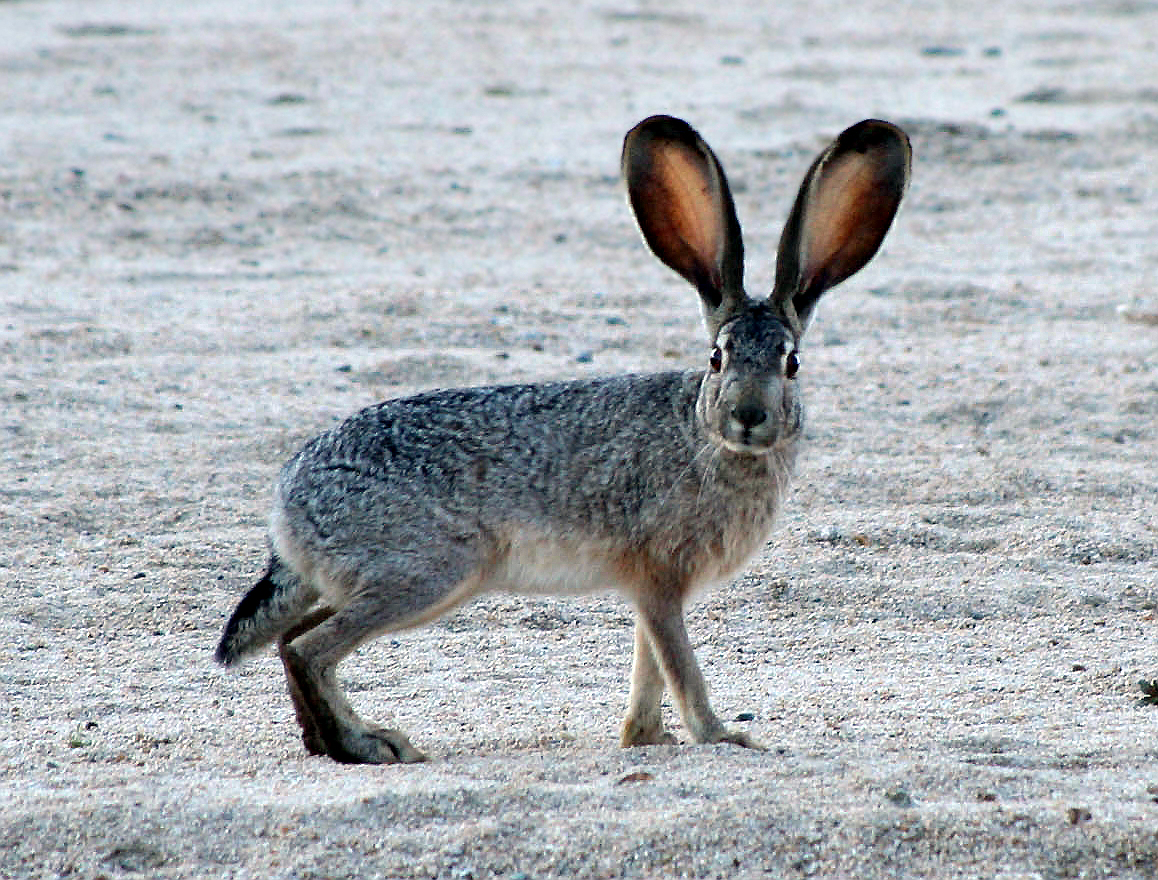
Lièvre de Californie

Les lagomorphes comprend deux familles, Leporidae (lièvres et lapins), et Ochotonidae (pikas). Bien qu'ils puissent ressembler aux rongeurs, et qu'ils aient été classés en tant que super-famille dans cet ordre jusqu'au début du XXe siècle, ils ont depuis lors été considérés comme un ordre à part entière. Ils diffèrent des rongeurs sur un certain nombre de caractéristiques physiques comme le fait d'avoir quatre incisives sur la mâchoire supérieure plutôt que deux. Le lapin des volcans en voie de disparition de la cordillère néovolcanique est le deuxième plus petit du monde lapin. En Amérique du Nord, le pika ne sont pas trouvés au sud de la Californie du sud et du nord du Nouveau-Mexique.
- Famille : Leporidae (lièvres et lapins)
  - Genre : Romerolagus
    - Lapin des volcans Romerolagus diazi EN

  - Genre : Sylvilagus
    - Lapin d'Audubon Sylvilagus audubonii LC
    - Lapin de Bachman Sylvilagus bachmani LC
    - Lapin du Brésil Sylvilagus brasiliensis LC
    - Sylvilagus cunicularius LC
    - Lapin à queue blanche Sylvilagus floridanus LC
    - Sylvilagus graysoni EN
    - Sylvilagus insonus EN
    - Sylvilagus mansuetus NT
    - Sylvilagus robustus EN

  - Genre : Lepus
    - Lepus alleni LC
    - Lièvre de Californie Lepus californicus LC
    - Lepus callotis NT
    - Lepus flavigularis EN
    - Lepus insularis NT

#### Super-ordre:Laurasiatheria

##### Ordre:Eulipotyphla(musaraignes, hérissons, taupes et solédontes)

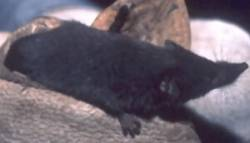
Musaraigne du désert

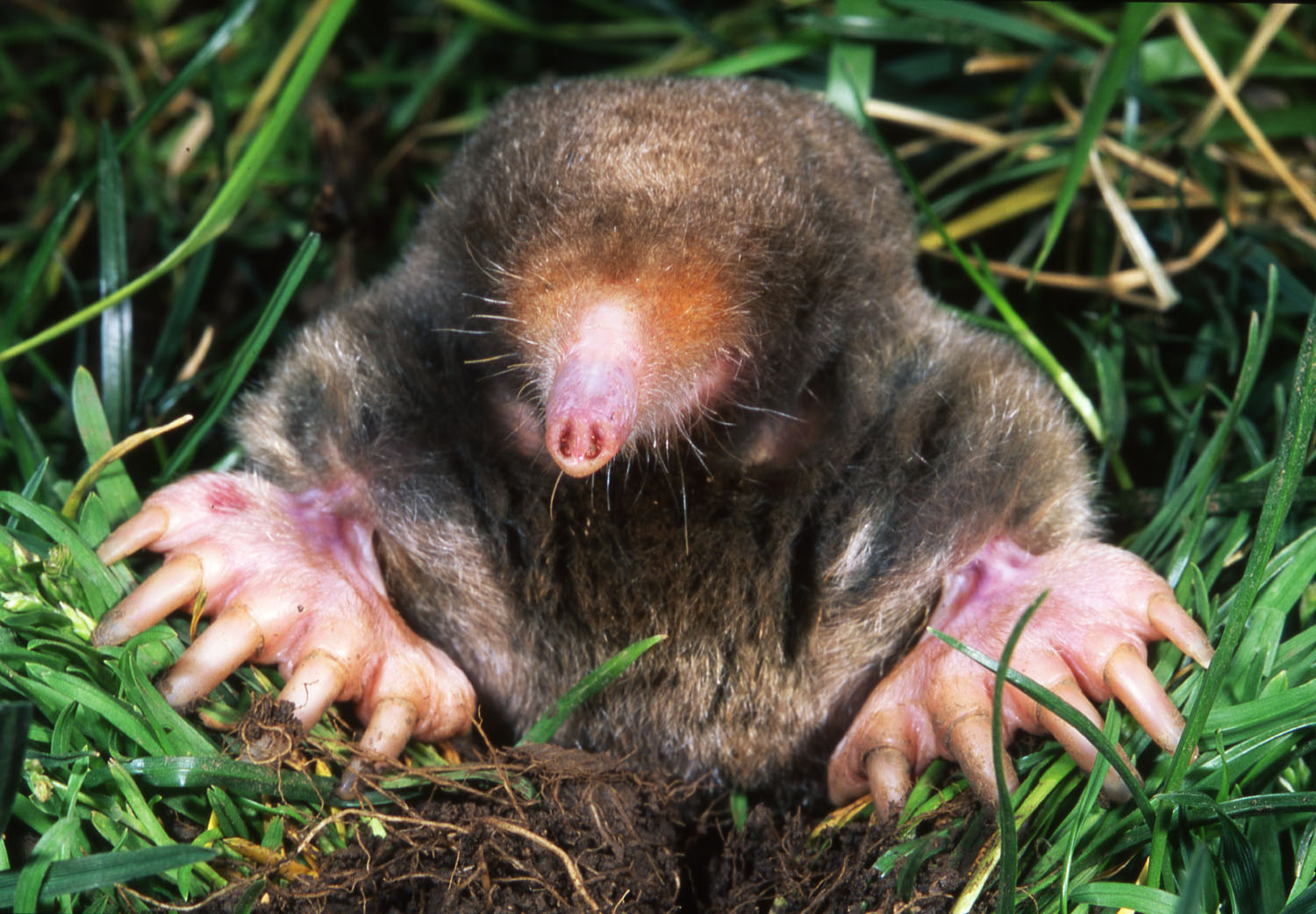
Taupe à queue glabre

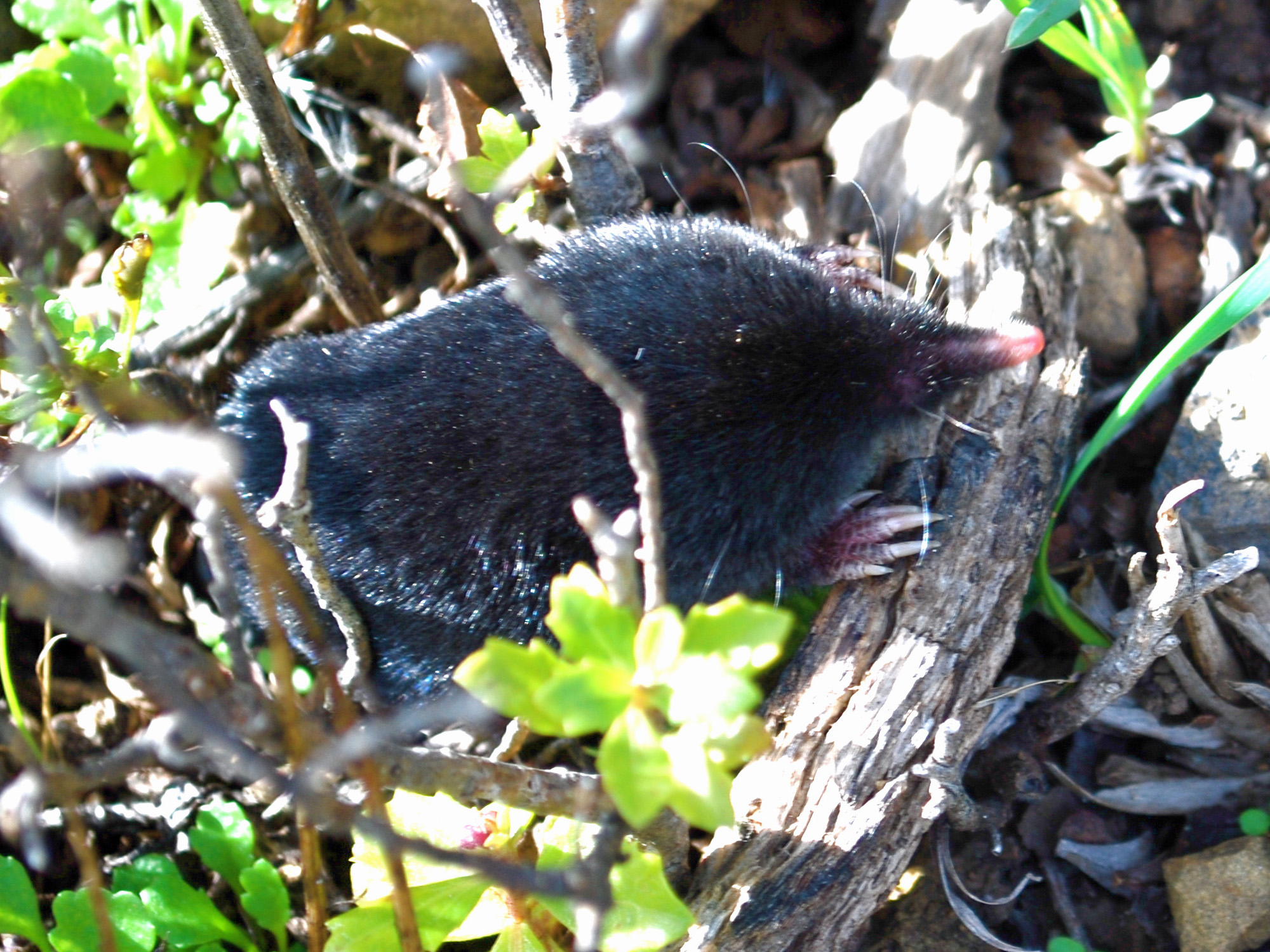
Taupe de Californie

Eulipotyphlans sont des mammifères insectivores. Les musaraignes et les solédontes ressemblent beaucoup aux souris, tandis hegdehogs effectuer épines, que les taupes sont des fouisseurs au corps robuste. Dans les Amériques, les taupes ne sont pas présents au sud de la rangée la plus au nord des États mexicains, où ils sont rares.
- Famille : Soricidae (musaraignes)
  - Sous-famille : Soricinae
    - Tribu : Blarinini
      - Genre : Cryptotis
        - Cryptotis alticola DD
        - Cryptotis goldmani LC
        - Cryptotis goodwini LC
        - Cryptotis griseoventris VU
        - Cryptotis magna VU
        - Cryptotis mayensis LC
        - Cryptotis merriami LC
        - Cryptotis mexicana LC
        - Cryptotis nelsoni CR
        - Cryptotis obscura VU
        - Cryptotis parva LC
        - Cryptotis peregrina DD
        - Cryptotis phillipsii VU
        - Cryptotis tropicalis DD

    - Tribu : Notiosoricini
      - Genre : Megasorex
        - Megasorex gigas LC

      - Genre : Notiosorex
        - Notiosorex cockrumi LC
        - Musaraigne du désert Notiosorex crawfordi LC
        - Notiosorex evotis LC
        - Notiosorex villai VU

    - Tribu : Soricini
      - Genre : Sorex
        - Sorex arizonae LC
        - Sorex emarginatus LC
        - Sorex ixtlanensis DD
        - Sorex macrodon VU
        - Sorex mediopua LC
        - Sorex milleri VU
        - Sorex monticolus LC
        - Sorex oreopolus LC
        - Sorex orizabae LC
        - Sorex ornatus LC
        - Sorex saussurei LC
        - Sorex sclateri CR
        - Sorex stizodon CR
        - Sorex ventralis LC
        - Sorex veraecrucis LC
        - Sorex veraepacis LC
- Famille : Talpidae (taupes)
  - Sous-famille : Scalopinae
    - Tribu : Scalopini
      - Genre : Scalopus
        - Taupe à queue glabre Scalopus aquaticus LC

      - Genre : Scapanus
        - Taupe de Californie Scapanus latimanus LC

##### Ordre:Chiroptera(chauve-souris)

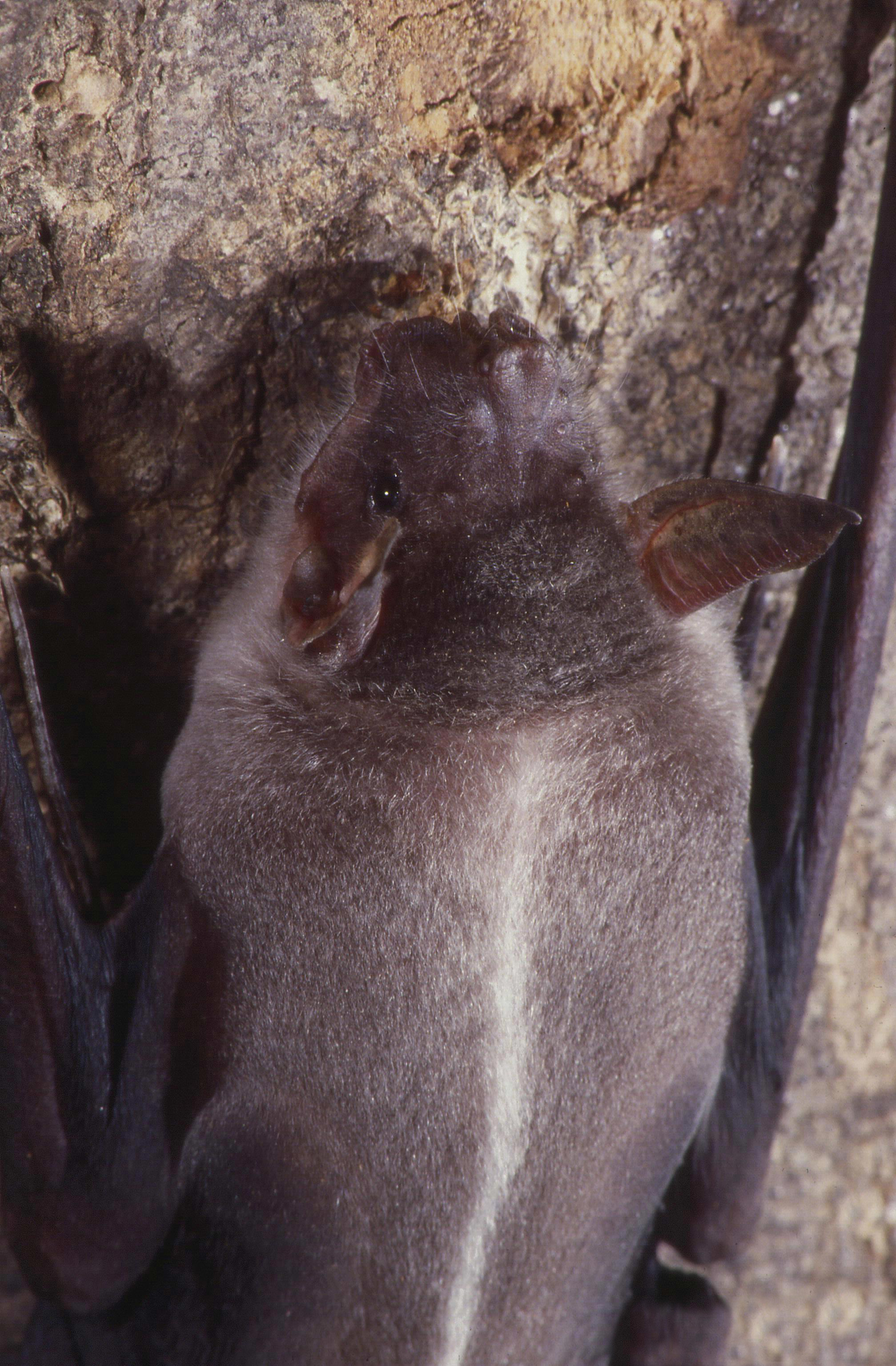
Noctilio leporinus

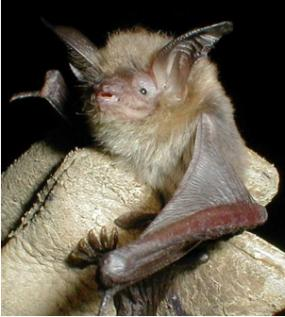
Myotis auriculus

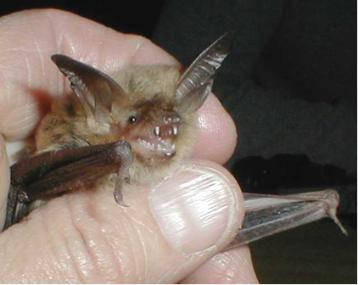
Myotis thysanodes

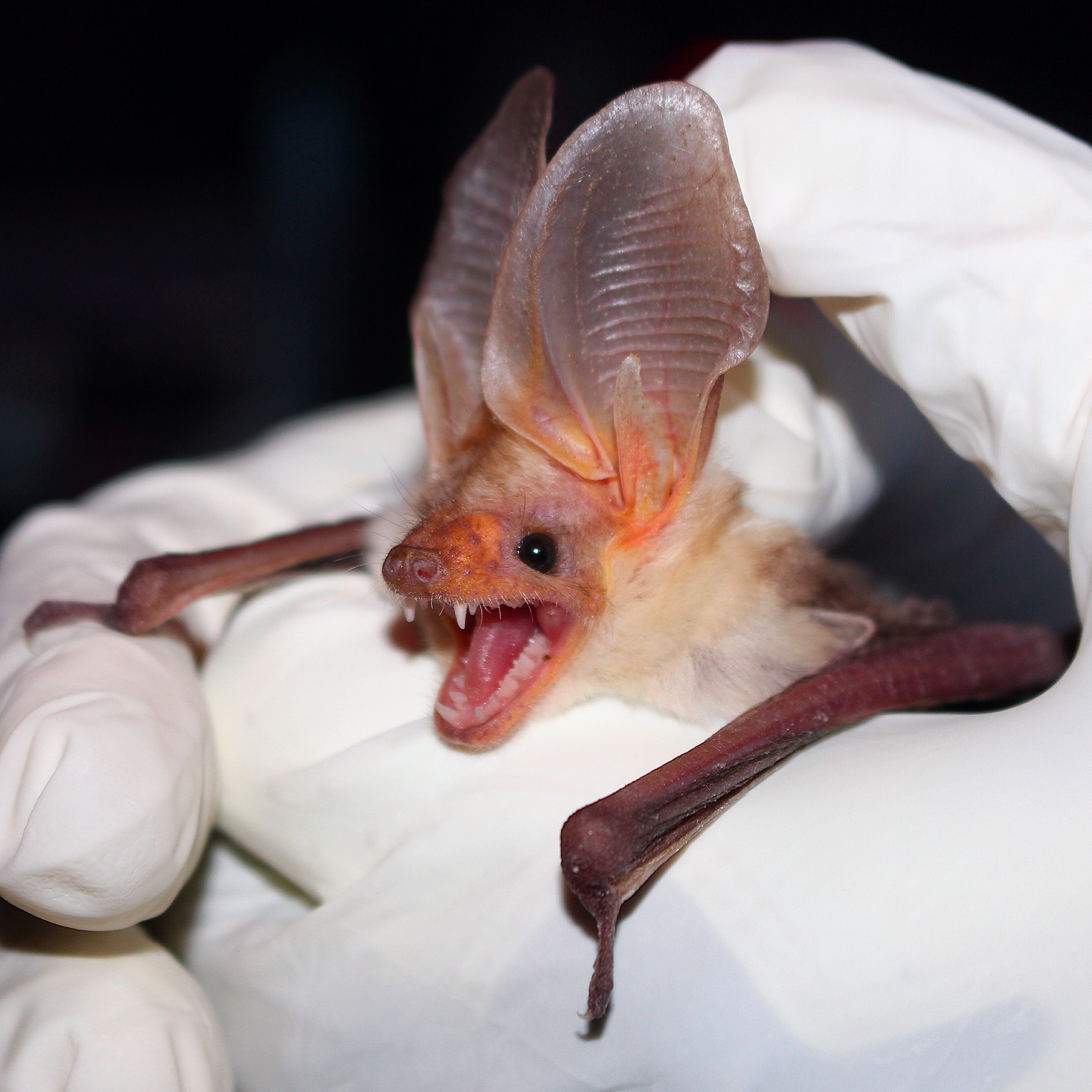
Chauve-souris blonde

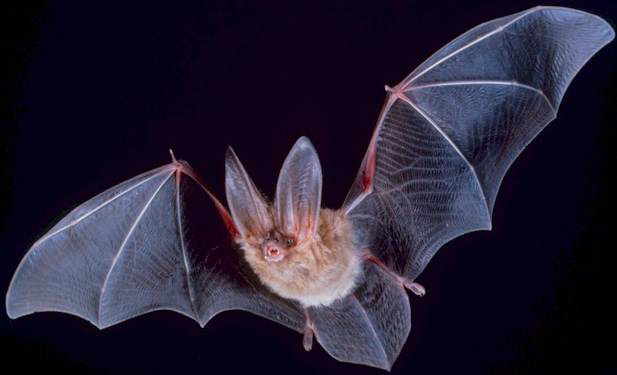
Plecotus townsendii

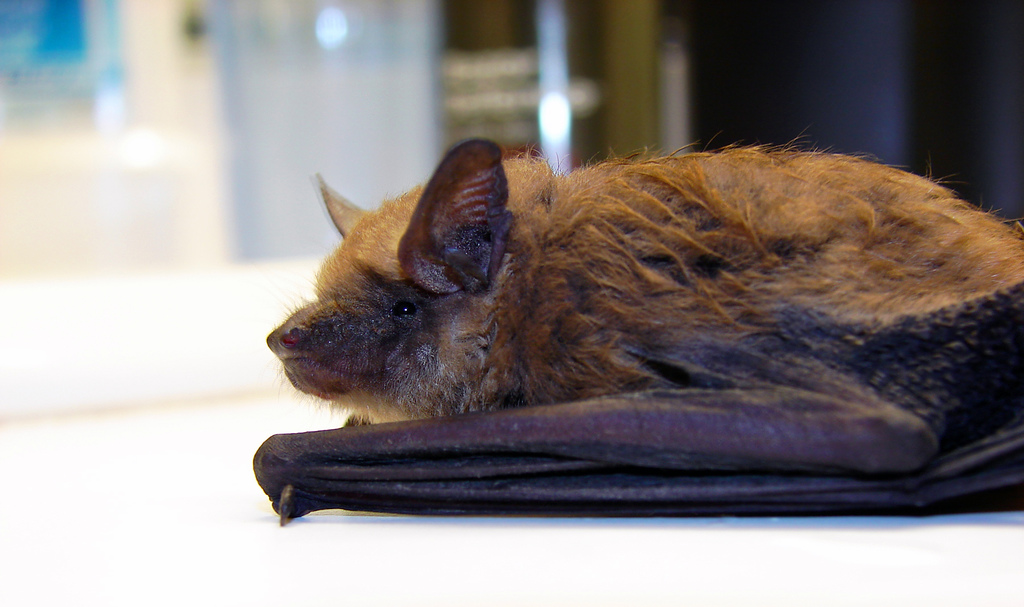
Grande Chauve-souris brune

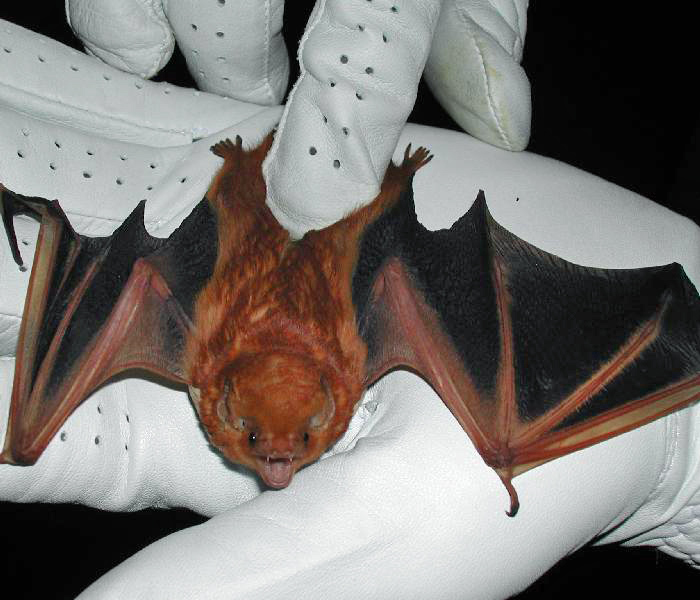
Chauve-souris rousse

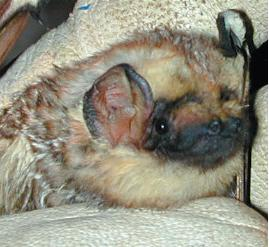
Lasiurus cinereus

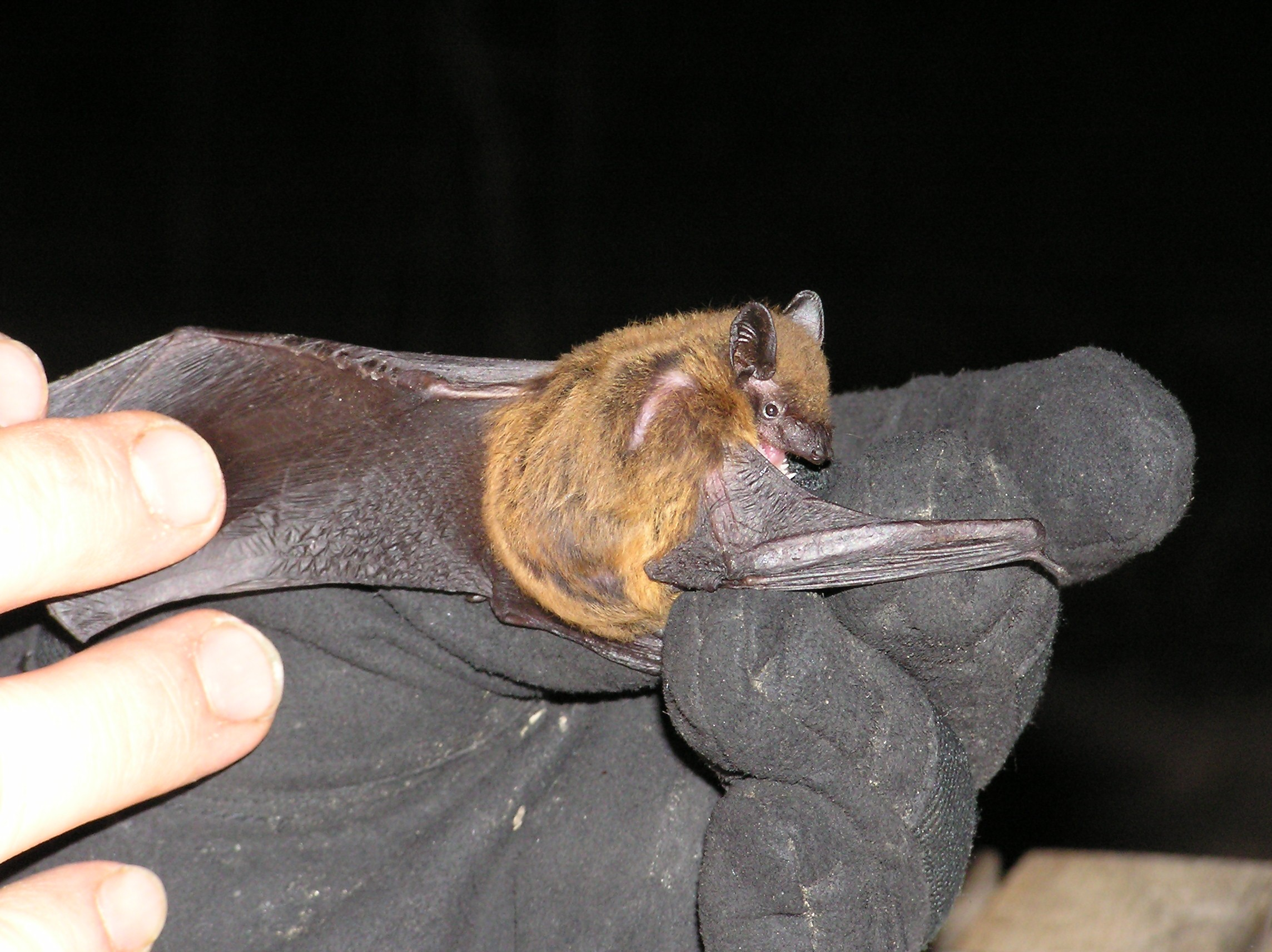
Nycticeius humeralis

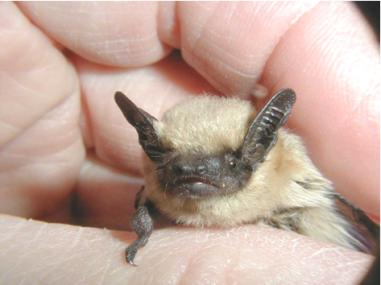
Pipistrellus hesperus

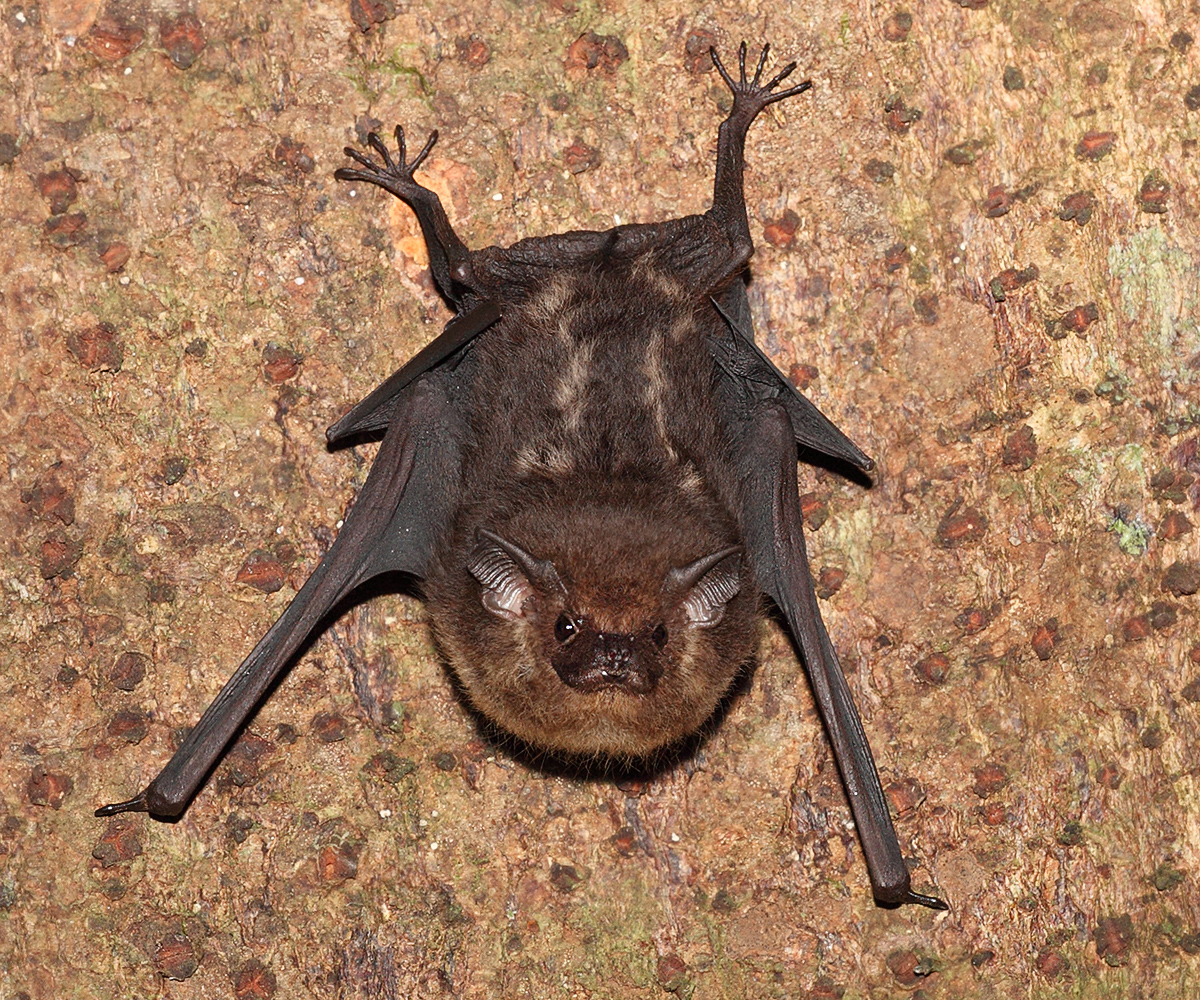
Saccopteryx bilineata ou leptura

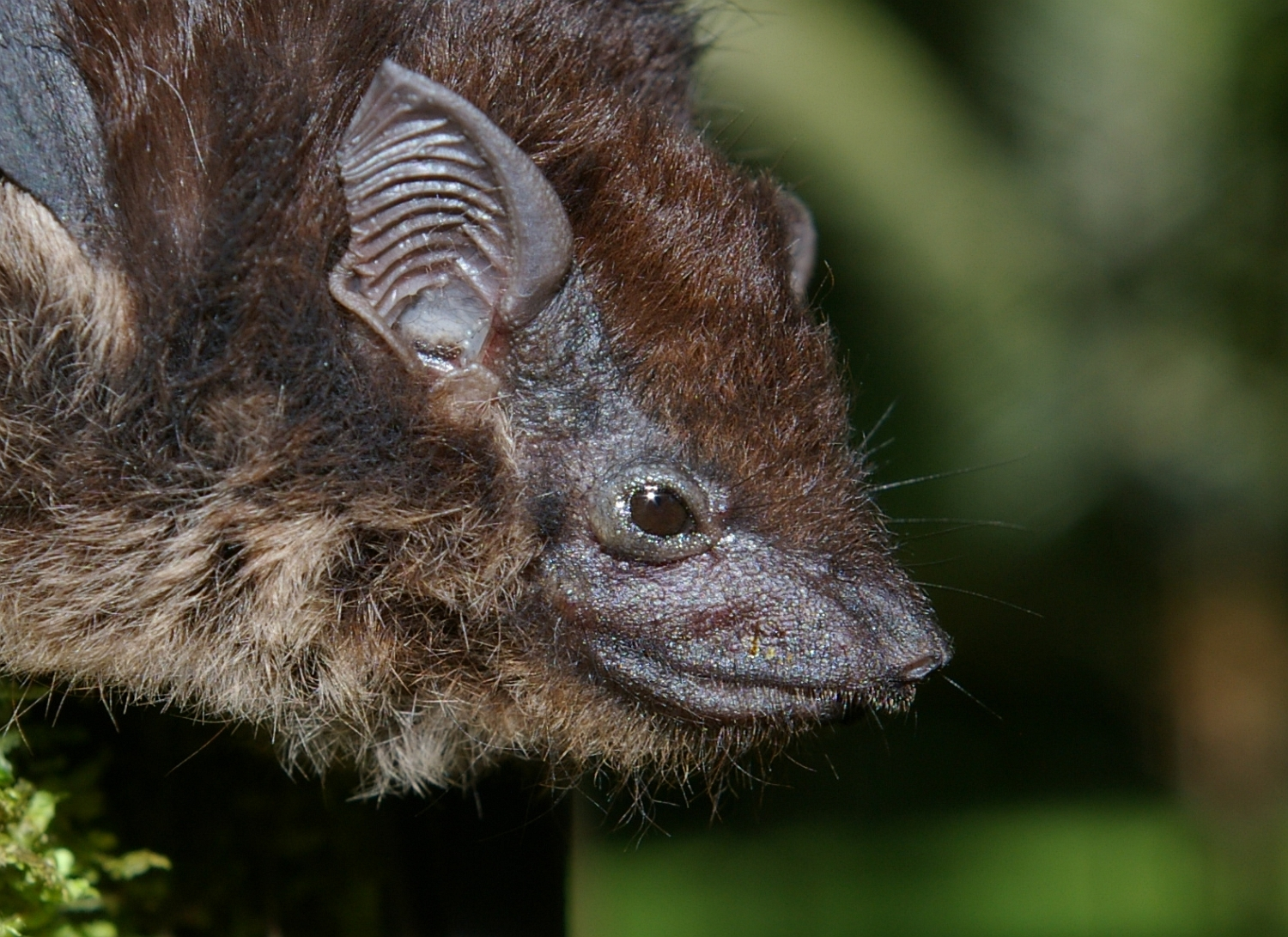
Saccopteryx bilineata

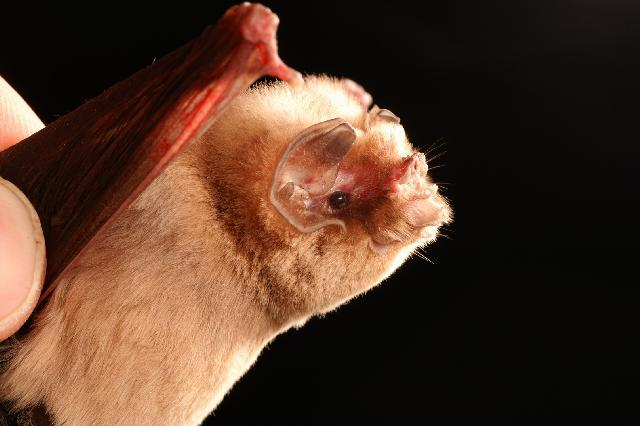
Mormoops megalophylla

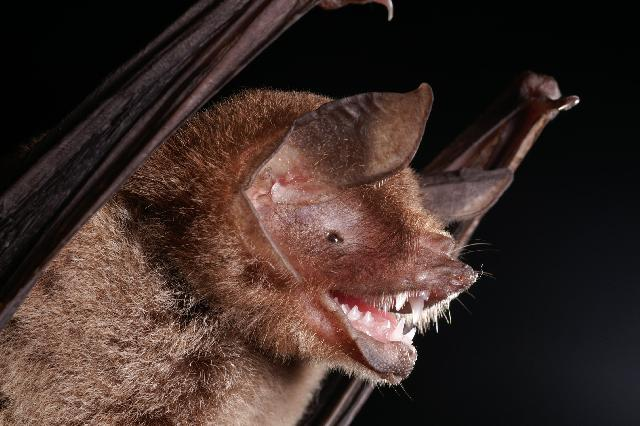
Pteronotus parnellii

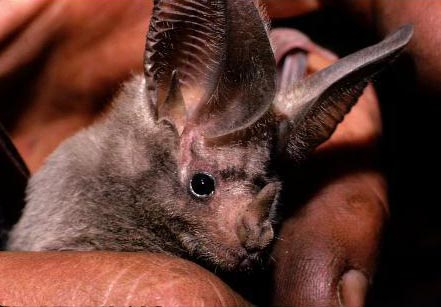
Macrotus californicus

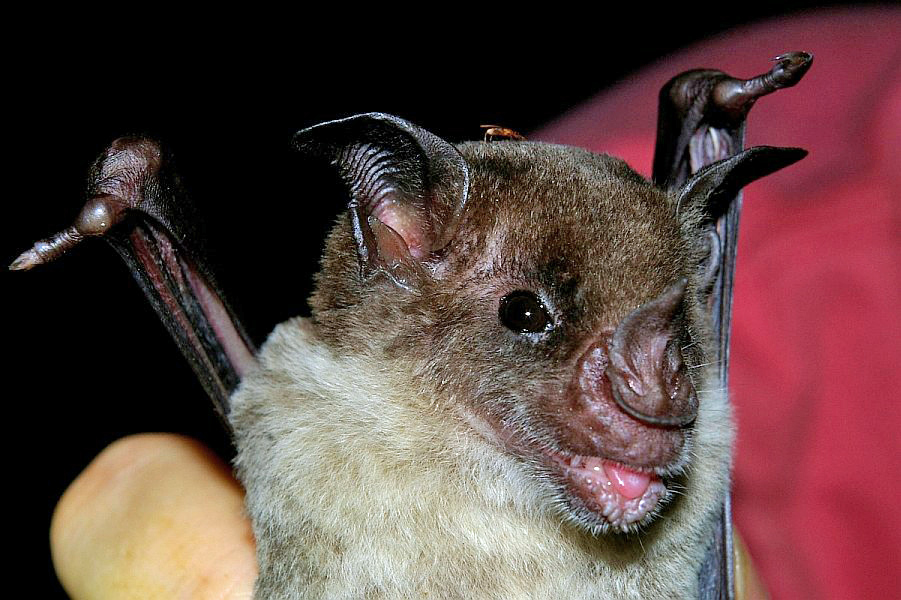
Phyllostome coloré

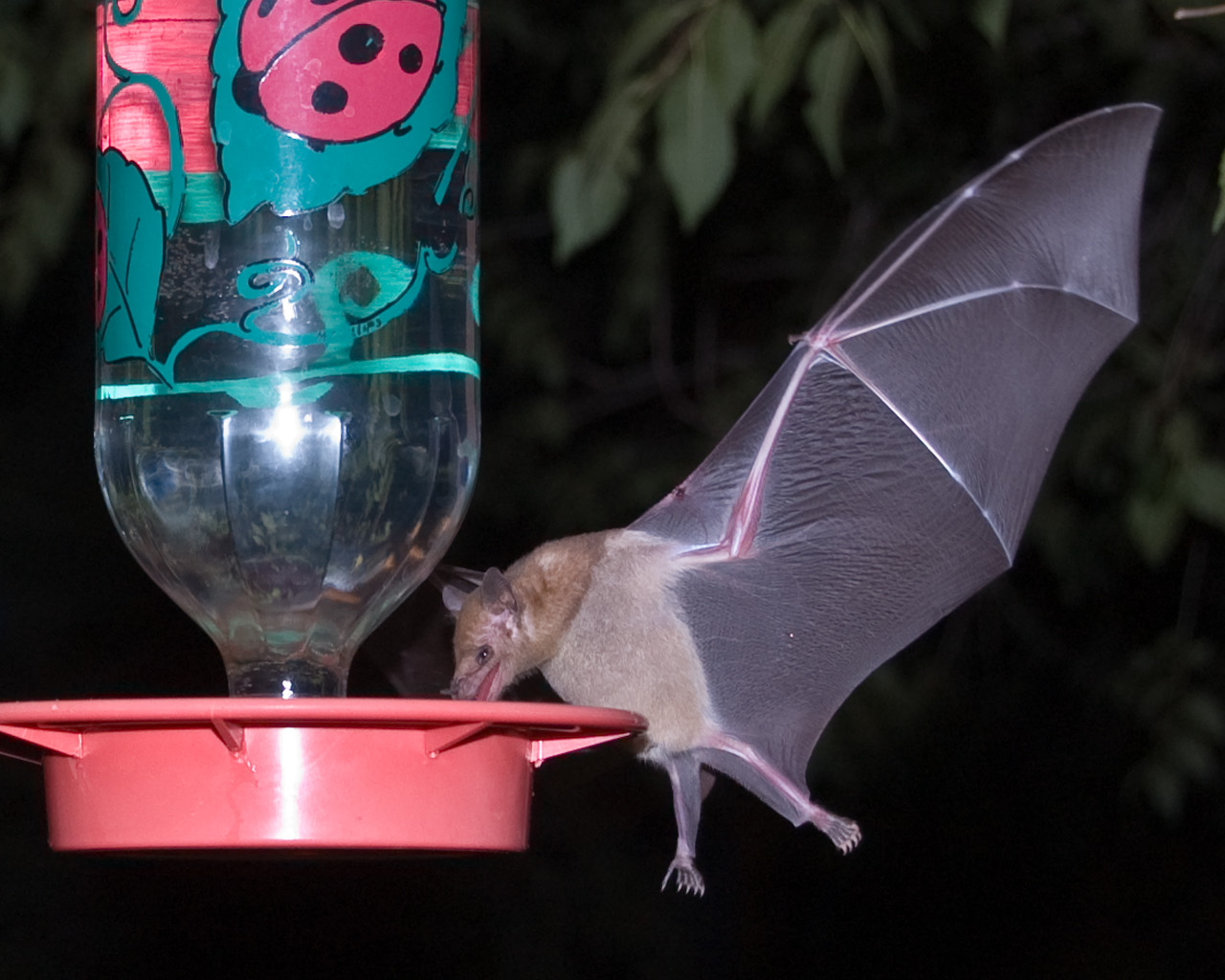
Chauve-souris mexicaine à queue libre

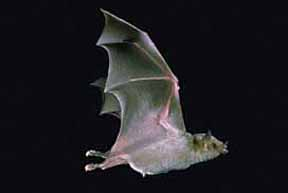
Leptonycteris nivalis

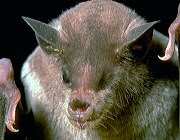
Leptonycteris yerbabuenae

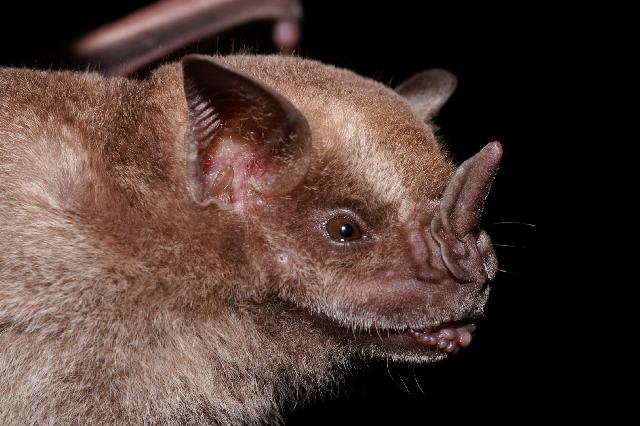
Artibeus jamaicensis

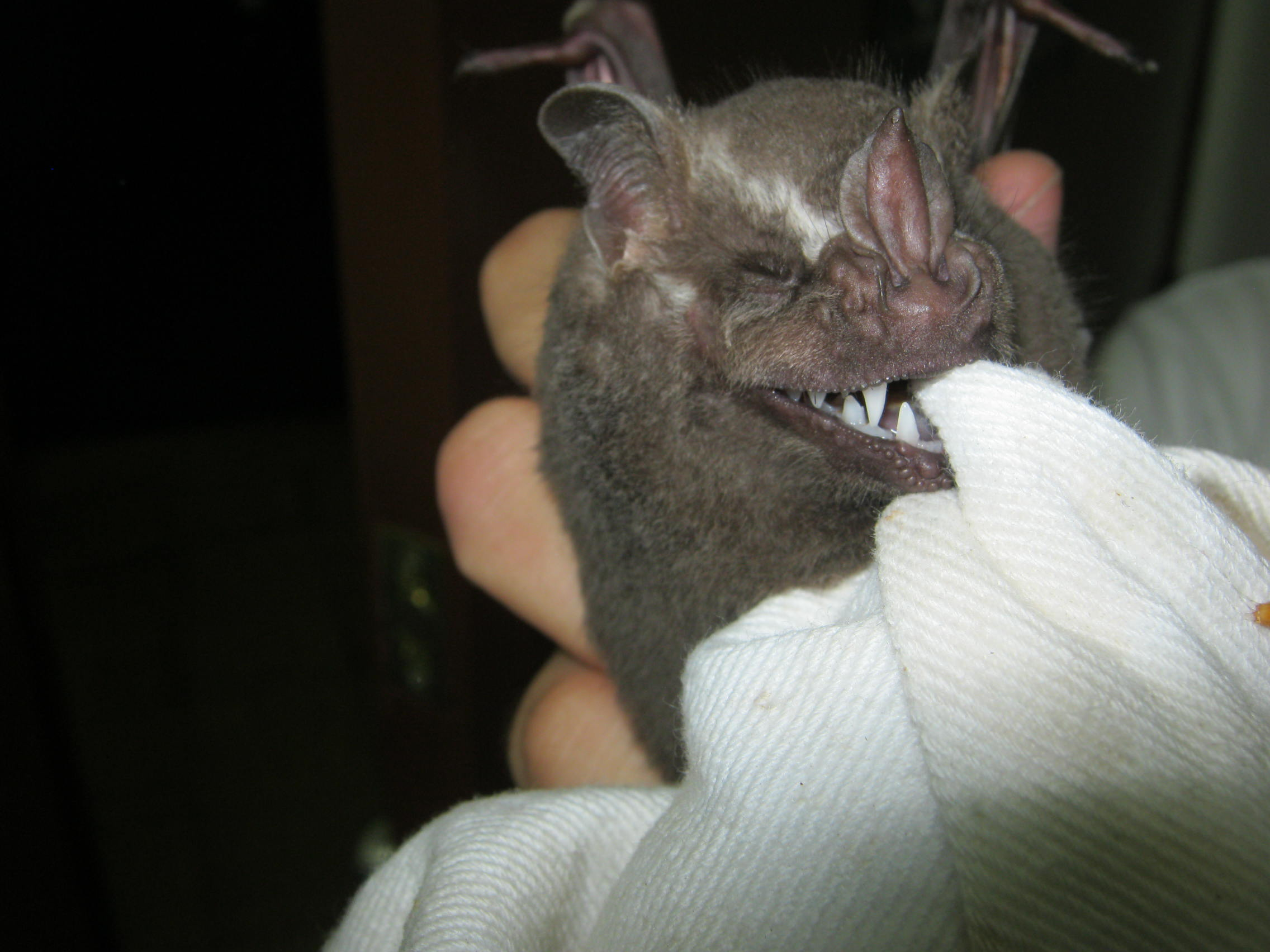
Artibeus lituratus

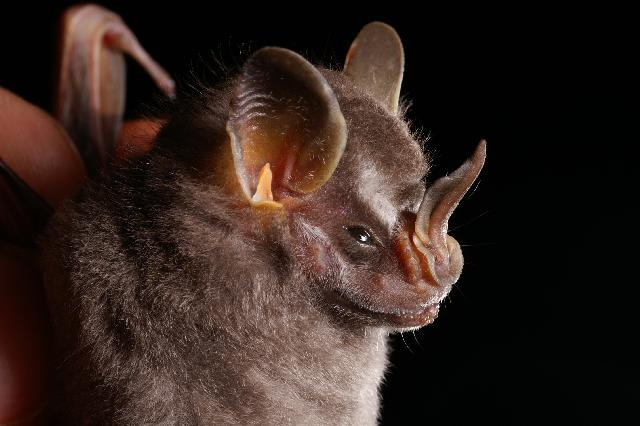
Artibeus phaeotis

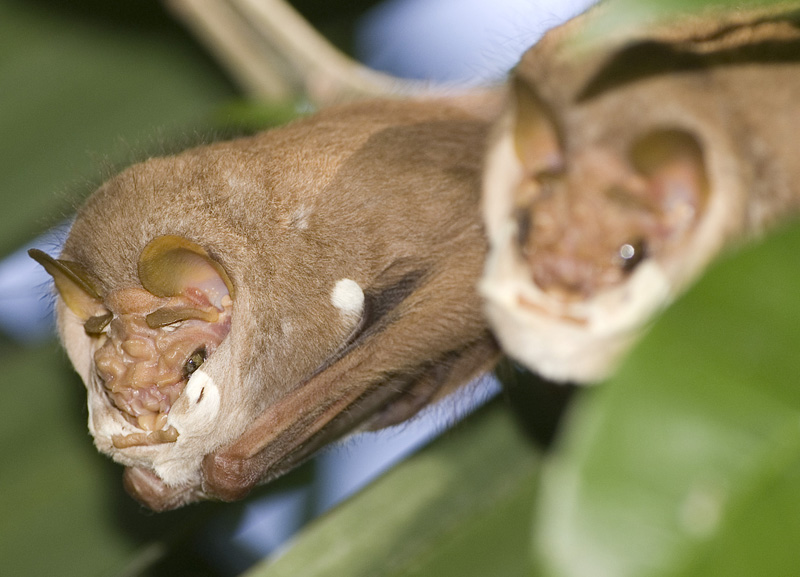
Centurio senex

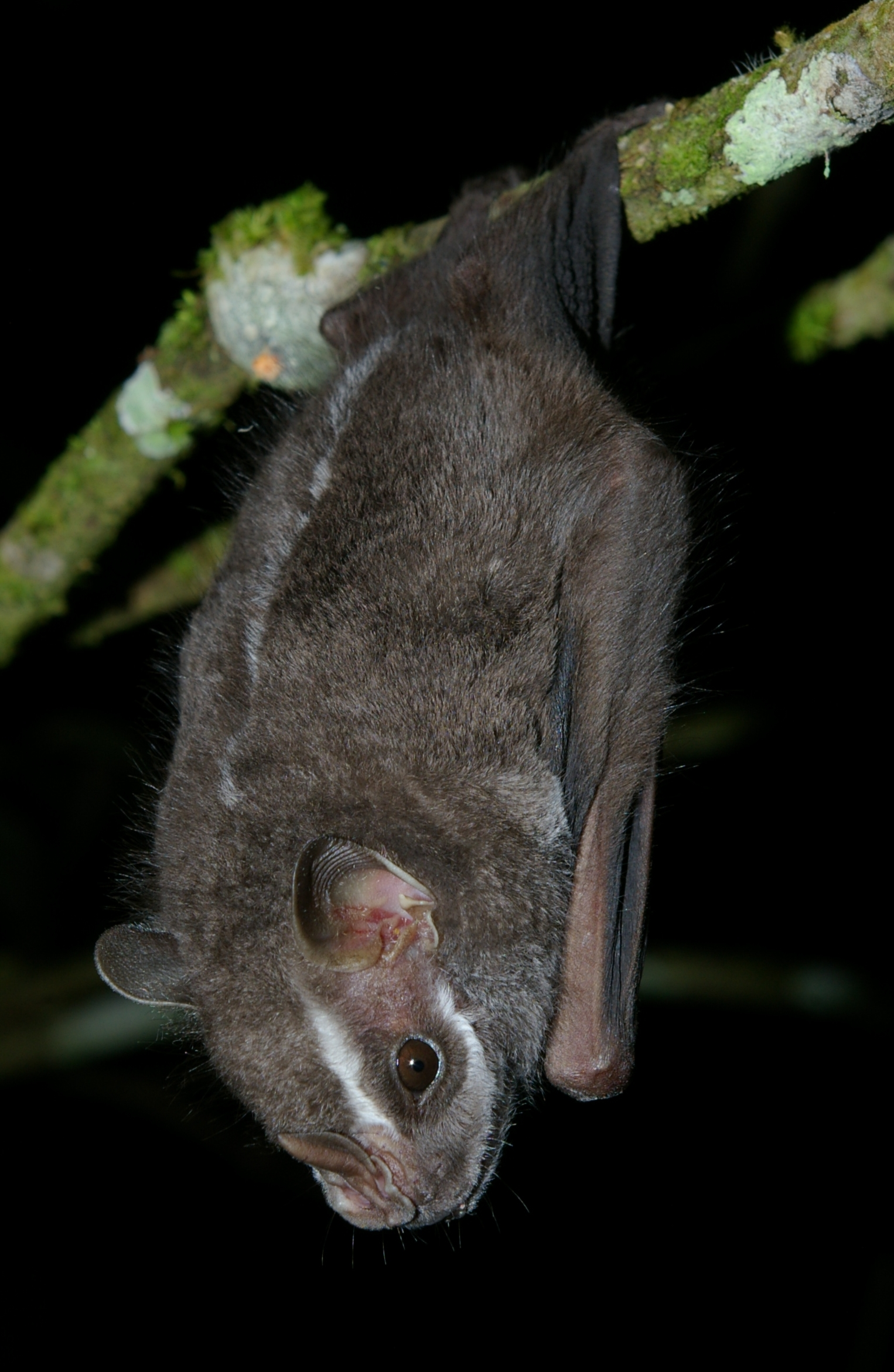
Chiroderma salvini

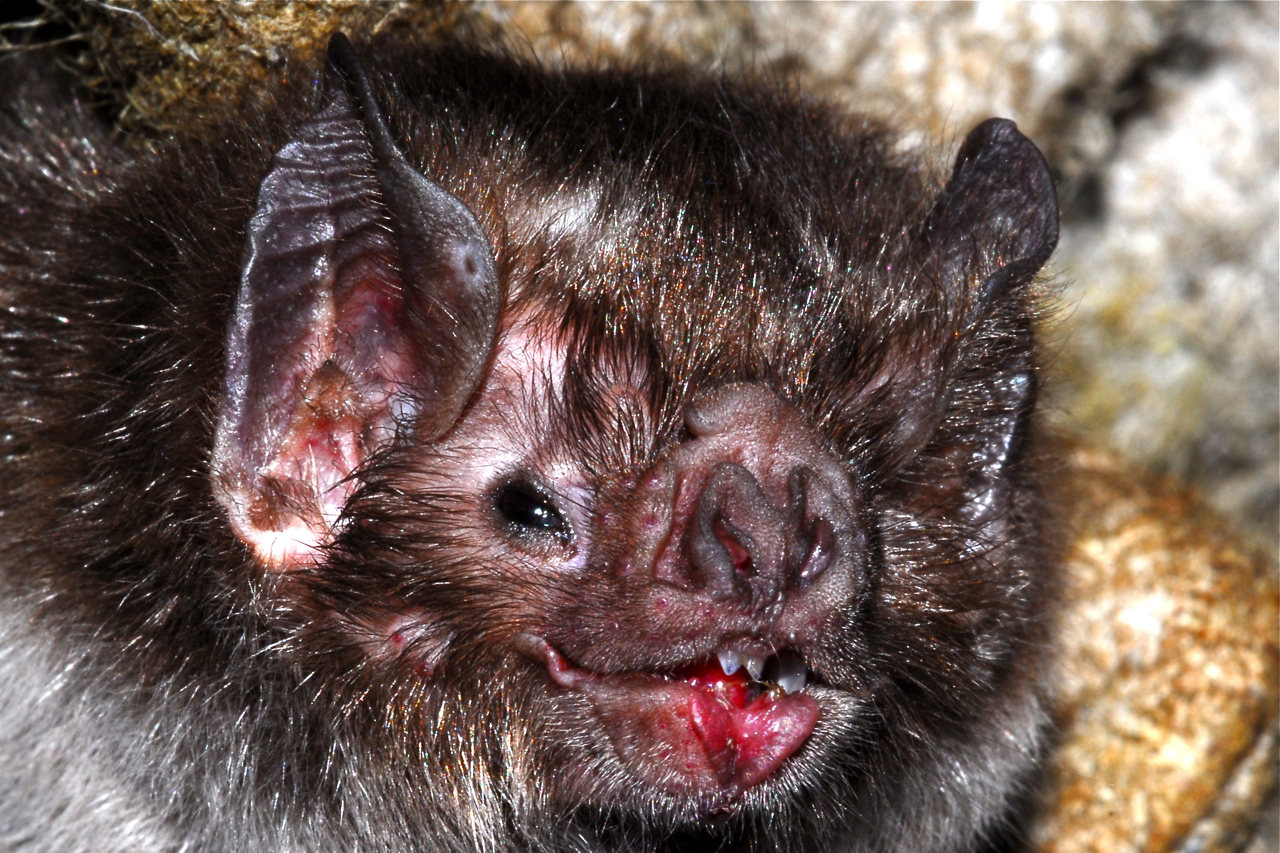
Vampire commun

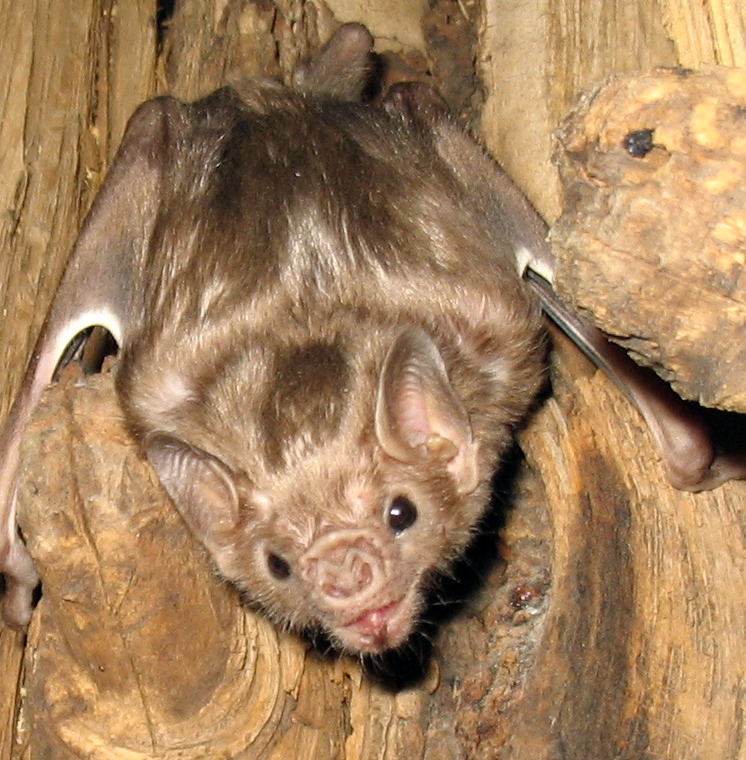
Vampire à ailes blanches

Ce qui distingue le plus les chauves-souris sont leurs ailes membraneuses, faisant d'elles les seuls mammifères de la planète capables de vol actif. Le nombre d'espèces de chauves-souris représentent 20 % des mammifères.
- Famille : Noctilionidae
  - Genre : Noctilio
    - Noctilio albiventris LC
    - Noctilio leporinus LC
- Famille : Vespertilionidae
  - Sous-famille : Myotinae
    - Genre : Lasionycteris
      - Lasionycteris noctivagans LC

    - Genre : Myotis (les Murins)
      - Myotis albescens LC
      - Myotis auriculus LC
      - Myotis californicus LC
      - Myotis ciliolabrum LC
      - Myotis elegans LC
      - Myotis evotis LC
      - Myotis findleyi EN
      - Myotis fortidens LC
      - Myotis keaysi LC
      - Myotis lucifugus LC
      - Myotis melanorhinus LC
      - Myotis nigricans LC
      - Myotis occultus LC
      - Myotis peninsularis EN
      - Myotis planiceps EN
      - Myotis thysanodes LC
      - Myotis velifer LC
      - Myotis vivesi VU
      - Myotis volans LC
      - Myotis yumanensis LC

  - Sous-famille : Vespertilioninae
    - Genre : Antrozous
      - Chauve-souris blonde Antrozous pallidus LC

    - Genre : Bauerus
      - Bauerus dubiaquercus NT

    - Genre : Corynorhinus
      - Corynorhinus mexicanus NT
      - Corynorhinus townsendii LC

    - Genre : Eptesicus
      - Eptesicus brasiliensis LC
      - Eptesicus furinalis LC
      - Grande Chauve-souris brune Eptesicus fuscus LC

    - Genre : Euderma
      - Euderma maculatum LC

    - Genre : Idionycteris
      - Idionycteris phyllotis LC

    - Genre : Lasiurus
      - Lasiurus blossevillii LC
      - Chauve-souris rousse Lasiurus borealis LC
      - Lasiurus cinereus LC
      - Lasiurus ega LC
      - Lasiurus intermedius LC
      - Lasiurus seminolus LC
      - Lasiurus xanthinus LC

    - Genre : Nycticeius
      - Nycticeius humeralis LC

    - Genre : Pipistrellus
      - Pipistrellus hesperus LC
      - Pipistrellus subflavus LC

    - Genre : Rhogeessa
      - Rhogeessa aeneus LC
      - Rhogeessa alleni LC
      - Rhogeessa genowaysi EN
      - Rhogeessa gracilis LC
      - Rhogeessa mira VU
      - Rhogeessa parvula LC
      - Rhogeessa tumida LC
- Famille : Molossidae
  - Genre : Cynomops
    - Cynomops mexicanus LC

  - Genre : Eumops
    - Eumops auripendulus LC
    - Eumops bonariensis LC
    - Eumops glaucinus LC
    - Eumops hansae LC
    - Eumops perotis LC
    - Eumops underwoodi LC

  - Genre : Molossus
    - Molossus aztecus LC
    - Molossus coibensis LC
    - Molossus molossus LC
    - Molossus pretiosus LC
    - Molossus rufus LC
    - Molossus sinaloae LC

  - Genre : Nyctinomops
    - Nyctinomops aurispinosus LC
    - Nyctinomops femorosaccus LC
    - Nyctinomops laticaudatus LC
    - Nyctinomops macrotis LC

  - Genre : Promops
    - Promops centralis LC

  - Genre : Tadarida
    - Molosse du Brésil Tadarida brasiliensis LC
- Famille : Emballonuridae
  - Genre : Balantiopteryx
    - Balantiopteryx io VU
    - Balantiopteryx plicata LC

  - Genre : Centronycteris
    - Centronycteris centralis LC

  - Genre : Diclidurus
    - Diclidurus albus LC

  - Genre : Peropteryx
    - Peropteryx kappleri LC
    - Peropteryx macrotis LC

  - Genre : Rhynchonycteris
    - Rhynchonycteris naso LC

  - Genre : Saccopteryx
    - Saccopteryx bilineata LC
    - Saccopteryx leptura LC
- Famille : Mormoopidae
  - Genre : Mormoops
    - Mormoops megalophylla LC

  - Genre : Pteronotus
    - Pteronotus davyi LC
    - Pteronotus gymnonotus LC
    - Pteronotus parnellii LC
    - Pteronotus personatus LC
- Famille : Phyllostomidae
  - Sous-famille : Phyllostominae
    - Genre : Chrotopterus
      - Chrotopterus auritus LC

    - Genre : Glyphonycteris
      - Glyphonycteris sylvestris LC

    - Genre : Lampronycteris
      - Lampronycteris brachyotis LC

    - Genre : Lonchorhina
      - Lonchorhina aurita LC

    - Genre : Lophostoma
      - Lophostoma brasiliense LC
      - Lophostoma evotis LC

    - Genre : Macrophyllum
      - Macrophyllum macrophyllum LC

    - Genre : Macrotus
      - Macrotus californicus LC
      - Macrotus waterhousii LC

    - Genre : Micronycteris
      - Micronycteris microtis LC
      - Micronycteris schmidtorum LC

    - Genre : Mimon
      - Mimon cozumelae LC
      - Mimon crenulatum LC

    - Genre : Phylloderma
      - Phylloderma stenops LC

    - Genre : Phyllostomus
      - Phyllostomus discolor LC

    - Genre : Tonatia
      - Tonatia saurophila LC

    - Genre : Trachops
      - Trachops cirrhosus LC

    - Genre : Trinycteris
      - Trinycteris nicefori LC

    - Genre : Vampyrum
      - Vampyrum spectrum NT

  - Sous-famille : Glossophaginae
    - Genre : Anoura
      - Anoura geoffroyi LC

    - Genre : Choeroniscus
      - Choeroniscus godmani LC

    - Genre : Choeronycteris
      - Chauve-souris mexicaine à queue libre Choeronycteris mexicana NT

    - Genre : Glossophaga
      - Glossophaga commissarisi LC
      - Glossophaga leachii LC
      - Glossophaga morenoi LC
      - Glossophaga soricina LC

    - Genre : Hylonycteris
      - Hylonycteris underwoodi LC

    - Genre : Leptonycteris
      - Leptonycteris nivalis EN
      - Leptonycteris yerbabuenae VU

    - Genre : Lichonycteris
      - Lichonycteris obscura LC

    - Genre : Musonycteris
      - Musonycteris harrisoni VU

  - Sous-famille : Carolliinae
    - Genre : Carollia
      - Carollia perspicillata LC
      - Carollia sowelli LC
      - Carollia subrufa LC

  - Sous-famille : Stenodermatinae
    - Genre : Artibeus
      - Artibeus aztecus LC
      - Artibeus hirsutus LC
      - Artibeus jamaicensis LC
      - Artibeus lituratus LC
      - Artibeus phaeotis LC
      - Artibeus toltecus LC
      - Artibeus watsoni LC

    - Genre : Centurio
      - Centurio senex LC

    - Genre : Chiroderma
      - Chiroderma salvini LC
      - Chiroderma villosum LC

    - Genre : Enchisthenes
      - Enchisthenes hartii LC

    - Genre : Sturnira
      - Sturnira lilium LC
      - Sturnira ludovici LC

    - Genre : Uroderma
      - Uroderma bilobatum LC
      - Uroderma magnirostrum LC

    - Genre : Vampyressa
      - Vampyressa thyone LC

    - Genre : Vampyrodes
      - Vampyrodes caraccioli LC

    - Genre : Platyrrhinus
      - Platyrrhinus helleri LC

  - Sous-famille : Desmodontinae
    - Genre : Desmodus
      - Vampire commun Desmodus rotundus LC

    - Genre : Diaemus
      - Vampire à ailes blanches Diaemus youngi LC

    - Genre : Diphylla
      - Diphylla ecaudata LC
- Famille : Natalidae
  - Genre : Natalus
    - Natalus lanatus LC
    - Natalus mexicanus LC
- Famille : Thyropteridae
  - Genre : Thyroptera
    - Thyroptera tricolor LC

##### Ordre:Carnivora(carnivores)

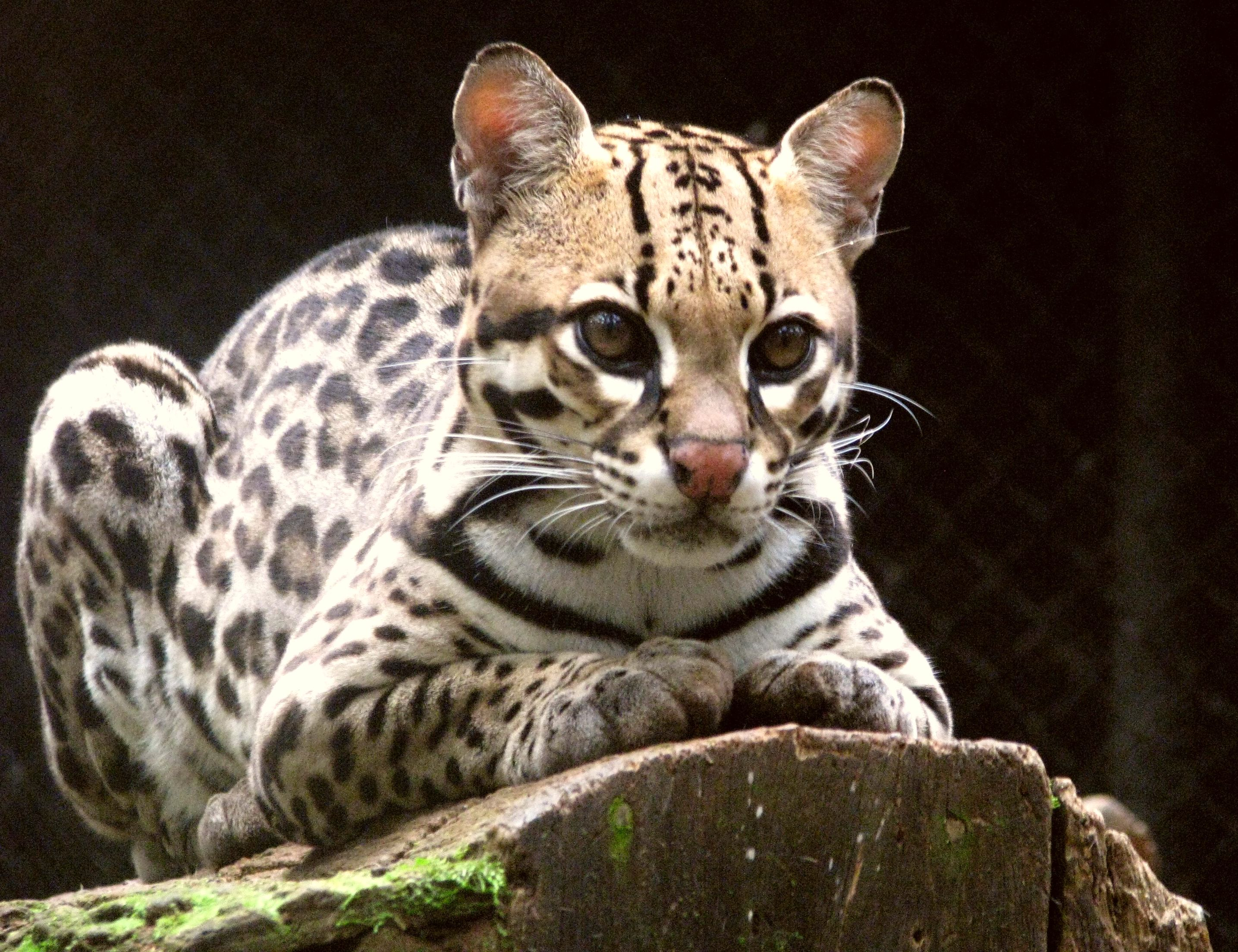
Ocelot

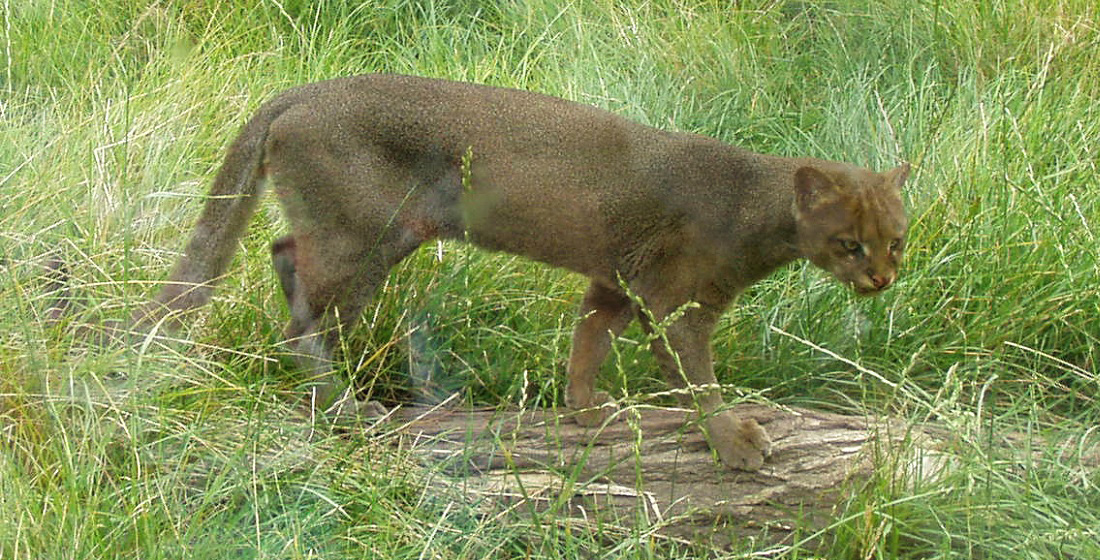
Jaguarondi

Jaguar

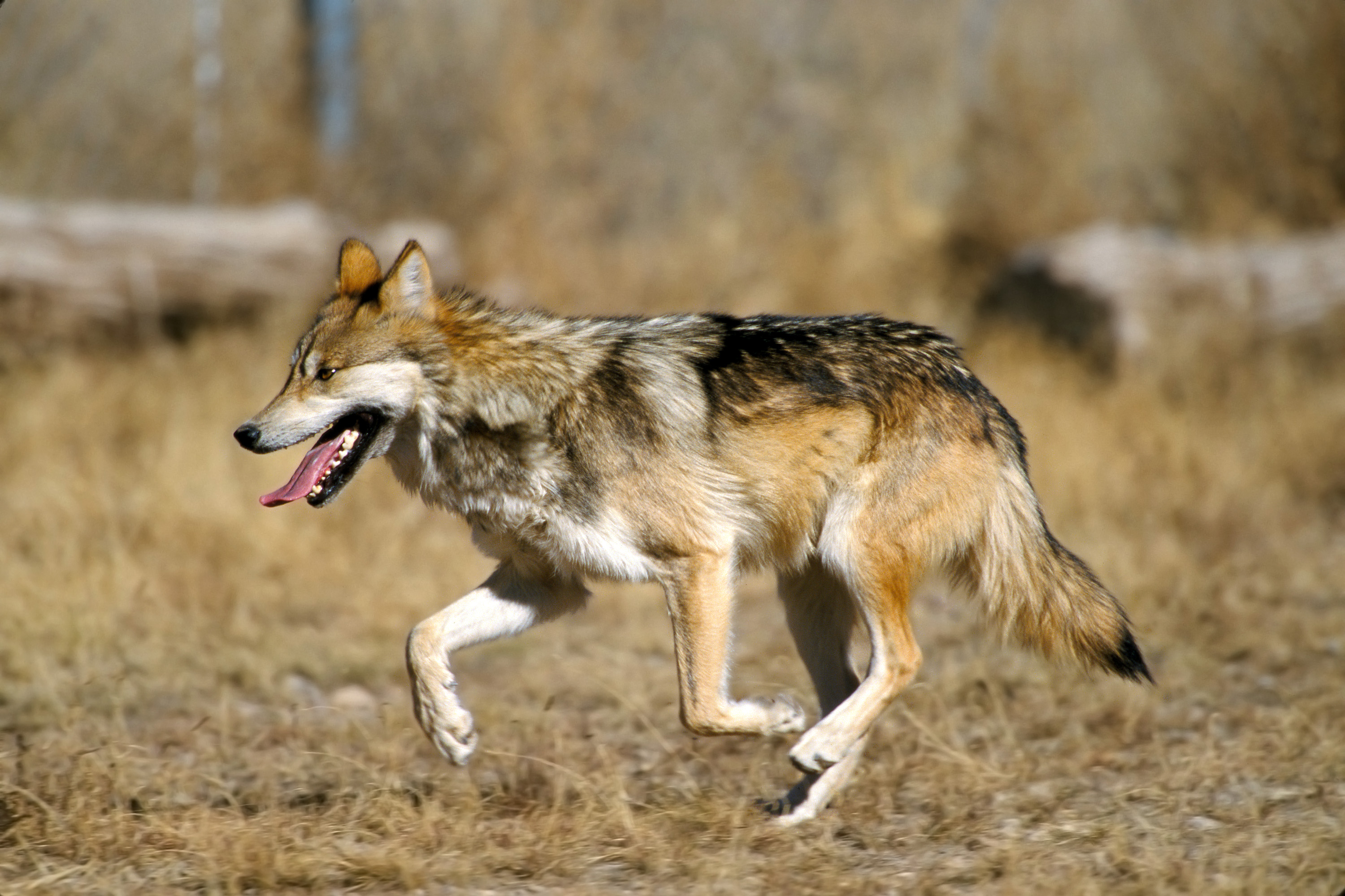
Loup du Mexique

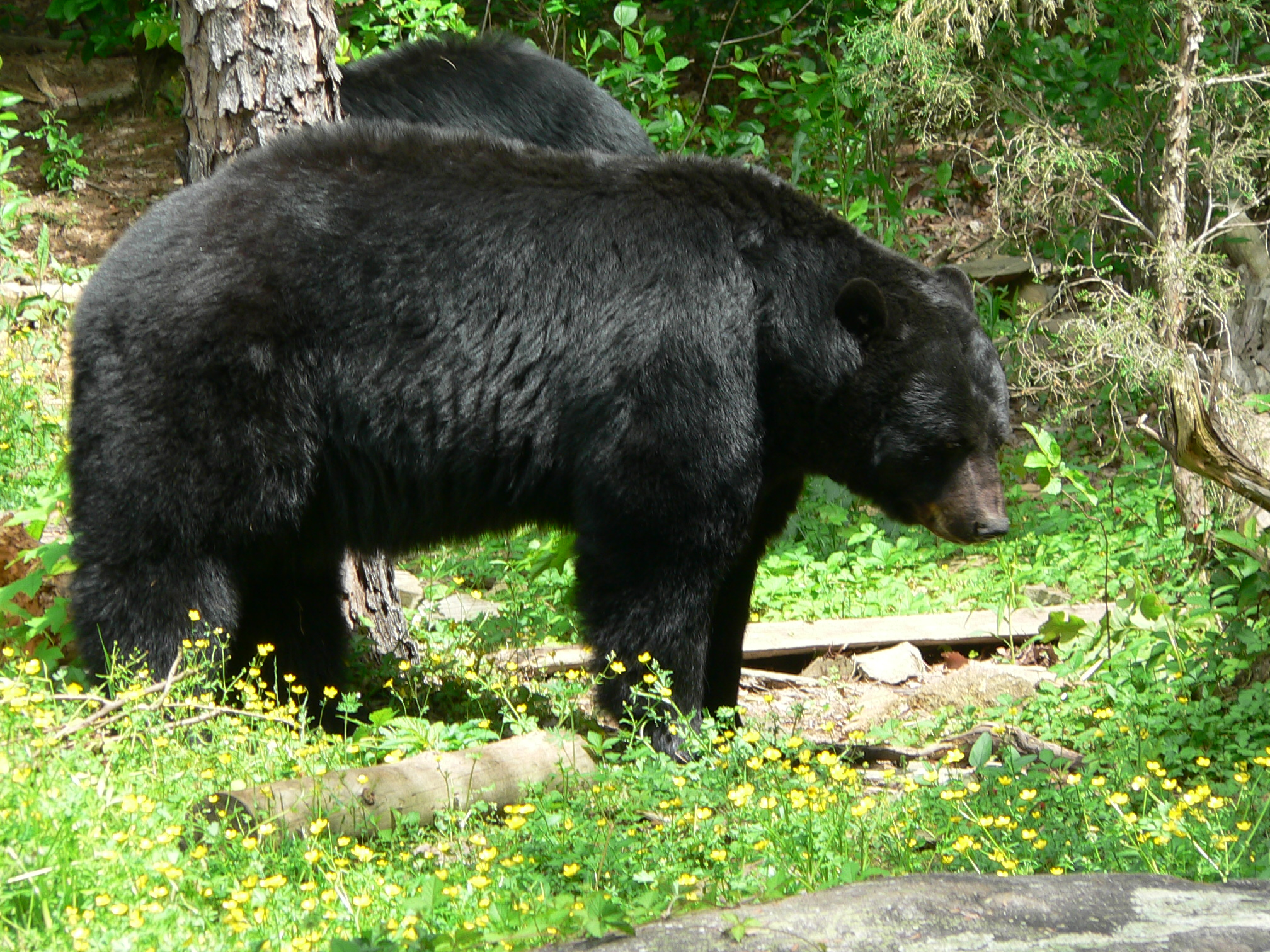
Ours noir

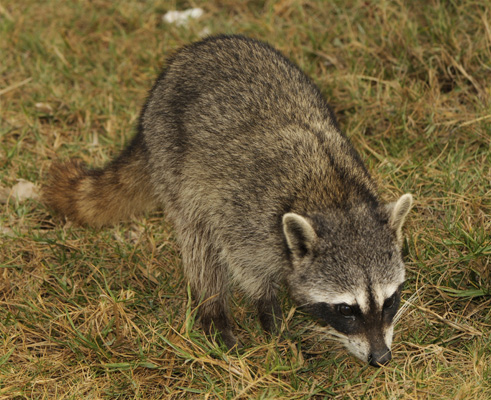
Raton de l'ile de Cozumel

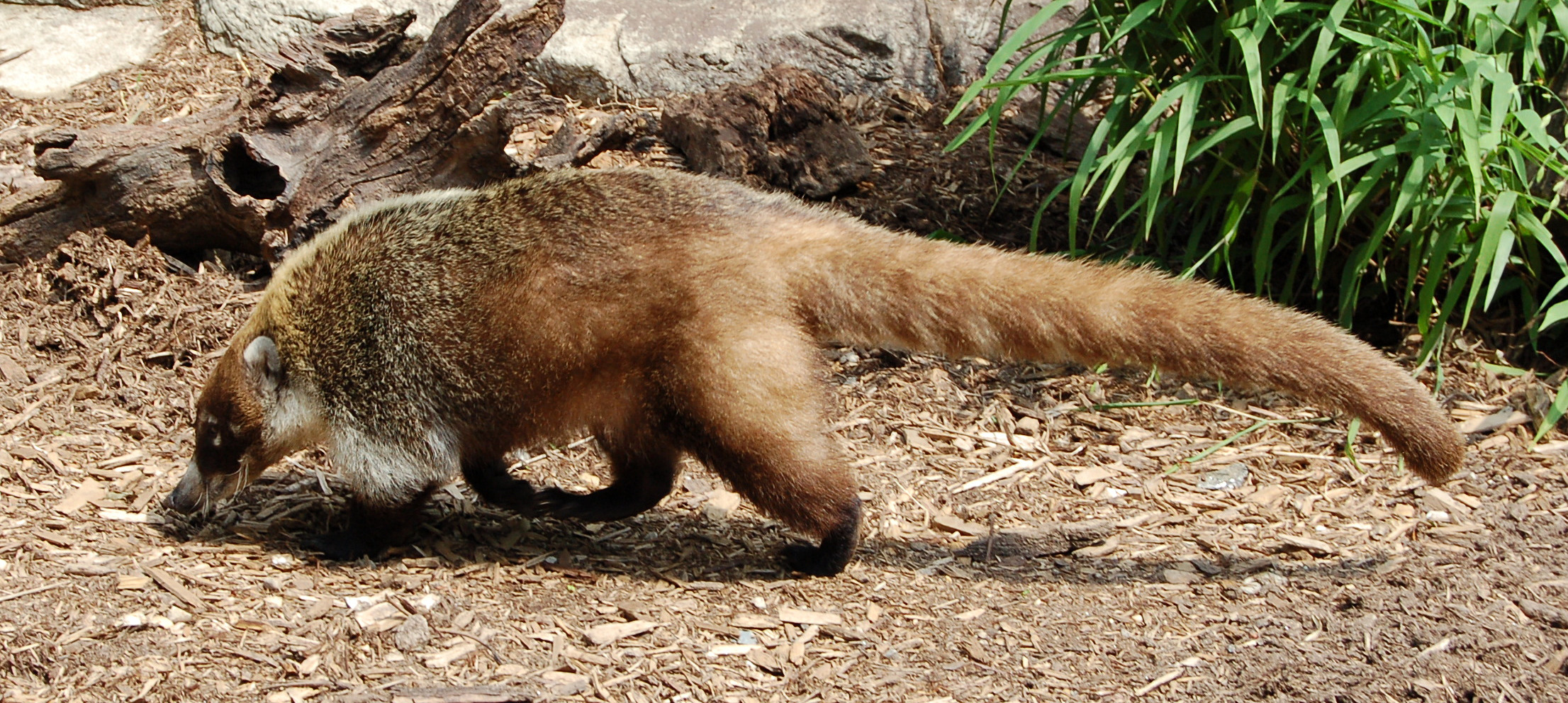
Coati commun

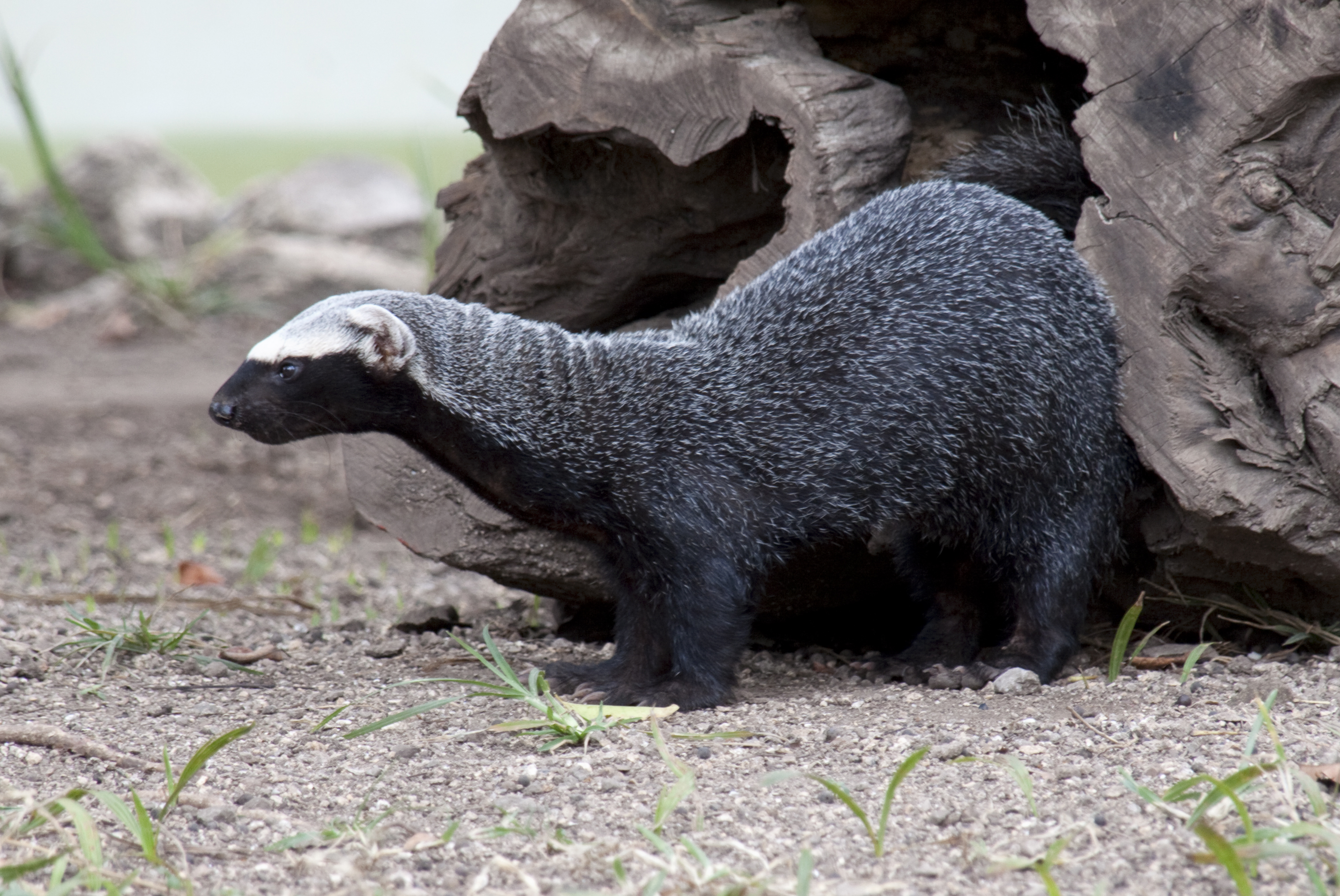
Grison

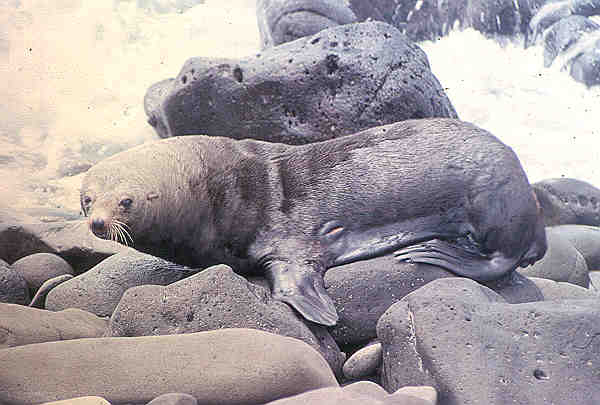
Otarie de l'île Guadalupe

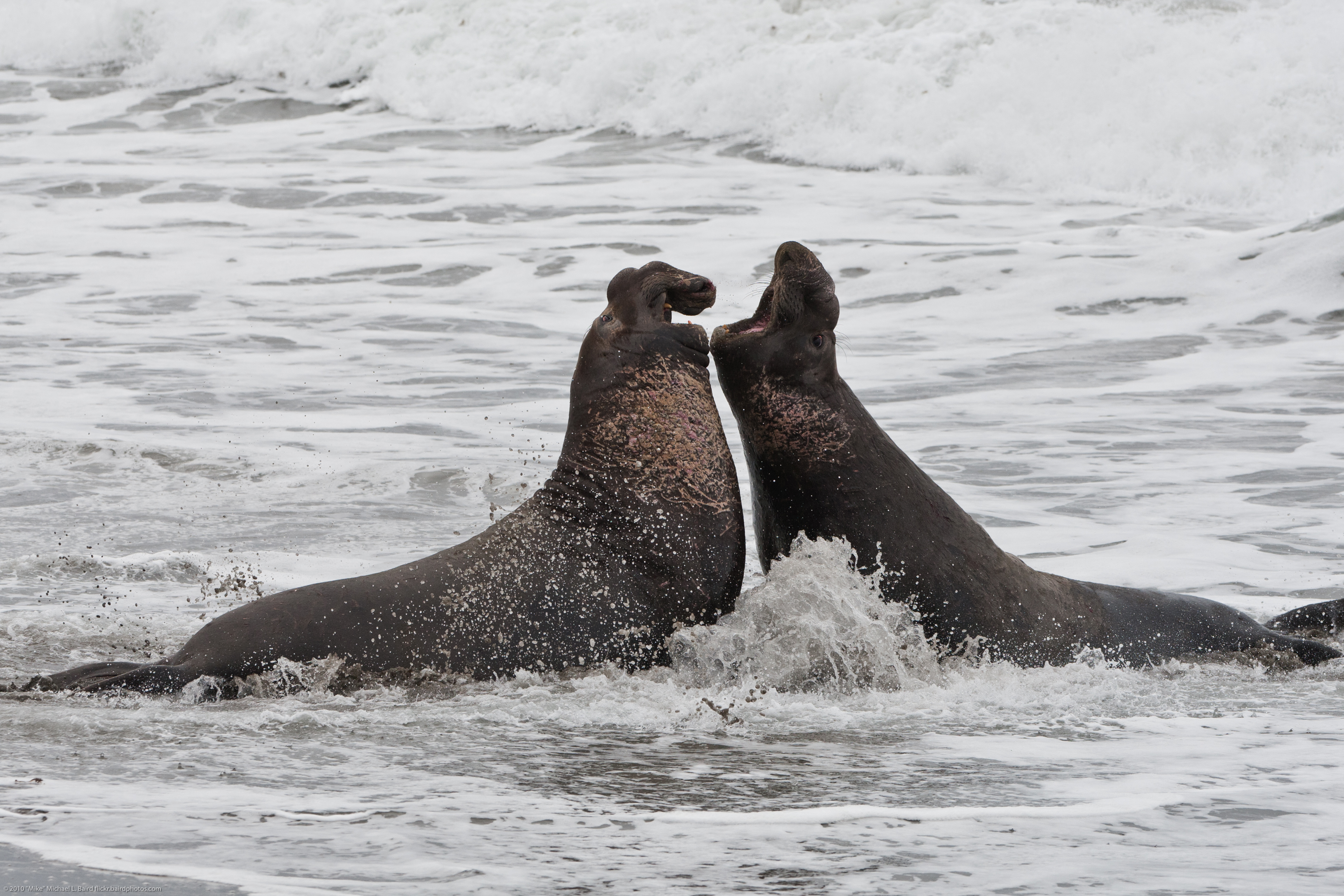
Éléphant de mer du nord

Les carnivores comprend plus de 260 espèces, dont la plupart mangent de la viande comme élément principal de leur régime alimentaire. Ils se distinguent par une mâchoire et une denture qui leur permet de chasser et de manger d'autres animaux. Le Mexique a méphitidés plus autochtones que tout autre pays, les deux tiers des espèces existantes sont présents. Seul le Costa Rica et le Panama ont plus d'espèces de procyonidés (un de plus) que le Mexique (il est à égalité avec la Colombie à cet égard). Grands carnivores disparus qui vivaient dans la région avant l'arrivée des humains comprennent  les chats à dents de sabre Smilodon fatalis et Homotherium serum, lions américains, guépards américains, Canis dirus et ours à face courte.
- Sous-ordre : Feliformia
  - Famille : Felidae (chats)
    - Sous-famille : Felinae
      - Genre : Leopardus
        - Ocelot Leopardus pardalis LC
        - Margay Leopardus wiedii NT

      - Genre : Lynx
        - Lynx roux Lynx rufus LC

      - Genre : Puma
        - Jaguarondi Puma yaguarondi LC
        - Cougar Puma concolor LC

    - Sous-famille : Pantherinae
      - Genre : Panthera
        - Jaguar Panthera onca NT
- Sous-ordre : Caniformia
  - Famille : Canidae (chiens, renards)
    - Genre : Canis
      - Coyote Canis latrans LC
      - Loup du Mexique Canis lupus baileyi NE

    - Genre : Urocyon
      - Renard gris Urocyon cinereoargenteus LC

    - Genre : Vulpes
      - Renard nain Vulpes macrotis LC

  - Famille : Ursidae (ours)
    - Genre: Ursus
      - Ours noir Ursus americanus LC
      - Grizzly mexicain Ursus arctos nelsoni EX

  - Famille : Mephitidae
    - Genre : Conepatus
      - Moufette à nez de cochon orientale Conepatus leuconotus LC
      - Moufette à nez de cochon rayée Conepatus semistriatus LC

    - Genre : Mephitis
      - Mouffette à capuchon Mephitis macroura LC
      - Mouffette rayée Mephitis mephitis LC

    - Genre : Spilogale
      - Spilogale angustifrons LC
      - Spilogale gracilis LC
      - Moufette tachetée orientale Spilogale putorius LC
      - Moufette tachetée naine Spilogale pygmaea VU

  - Famille : Mustelidae (mustelidés)
    - Genre : Eira
      - Martre à tête grise Eira barbara LC

    - Genre : Enhydra
      - Loutre de mer Enhydra lutris EN

    - Genre : Galictis
      - Grison Galictis vittata LC

    - Genre : Lontra
      - Loutre néotropicale Lontra longicaudis DD

    - Genre : Mustela
      - Belette à longue queue Mustela frenata LC
      - Putois à pieds noirs Mustela nigripes EN

    - Genre : Taxidea
      - Blaireau américain Taxidea taxus LC

  - Famille : Procyonidae (ratons laveurs)
    - Genre : Bassariscus
      - Bassaris rusé Bassariscus astutus LC
      - Cacomixtle Bassariscus sumichrasti LC

    - Genre : Procyon
      - Raton laveur de Tres Marias Procyon lotor insularis
      - Raton laveur Procyon lotor LC
      - Raton laveur de Cozumel Procyon pygmaeus CR

    - Genre : Nasua
      - Coati commun Nasua narica LC
      - Coati de l'île de Cozumel Nasua nelsoni

    - Genre : Potos
      - Kinkajou Potos flavus LC

  - Clade Pinnipedia (phoques, lions de mer et morses)
    - Famille : Otariidae (lions de mer, phoque à petite oreille)
      - Genre : Arctocephalus
        - Otarie de l'île Guadalupe Arctocephalus townsendi NT

      - Genre : Callorhinus
        - Otarie à fourrure du Nord Callorhinus ursinus VU

      - Genre : Zalophus
        - Otarie de Californie Zalophus californianus LC

    - Famille : Phocidae (phoques sans oreilles)
      - Genre : Mirounga
        - Éléphant de mer du nord Mirounga angustirostris LC

      - Genre : Monachus
        - Phoque moine des Caraïbes Monachus tropicalis EX

      - Genre : Phoca
        - Phoque commun Phoca vitulina LC

##### Ordre:Perissodactyla(périssodactyles)

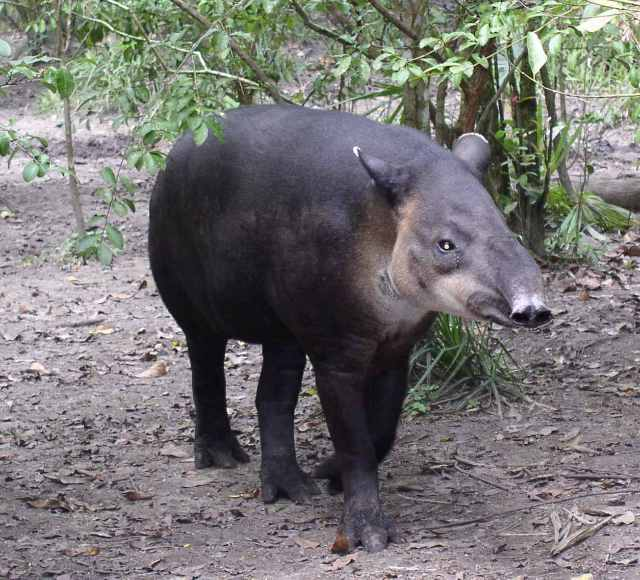
Tapir de Baird

Ces ongulés, possédant un nombre impair de doigts aux membres postérieurs, sont des mammifères herbivores. Ils sont généralement de grande taille à très grande taille, et possèdent des estomacs simples et le troisième doigt du milieu des pattes postérieures plus développé. Les Tapiridés étaient plus répandu avant que les humains apparaissent, anciennement étant présents en Amérique du Nord tempérée ainsi que les régions tropicales où ils se trouvent aujourd'hui.
Des Équidés autochtones vivaient autrefois dans la région, après avoir évolué en Amérique du Nord sur une période de 50 millions d'années, mais sont disparus autour du moment de l'arrivée des premiers humains, ainsi qu'avec au moins un ongulé d'origine sud-américaine, le notoungulata  Mixotoxodon . Le séquençage de collagène à partir d'un fossile d'un notoungulate éteint récemment a indiqué que cet ordre était plus proche des Périssodactyles que tout ordre de mammifère existant.
- Famille : Tapiridae (tapirs)
  - Genre : Tapirus
    - Tapir de Baird Tapirus bairdii EN

##### Ordre:Artiodactyla(artiodactyles, y compris les cétacés)

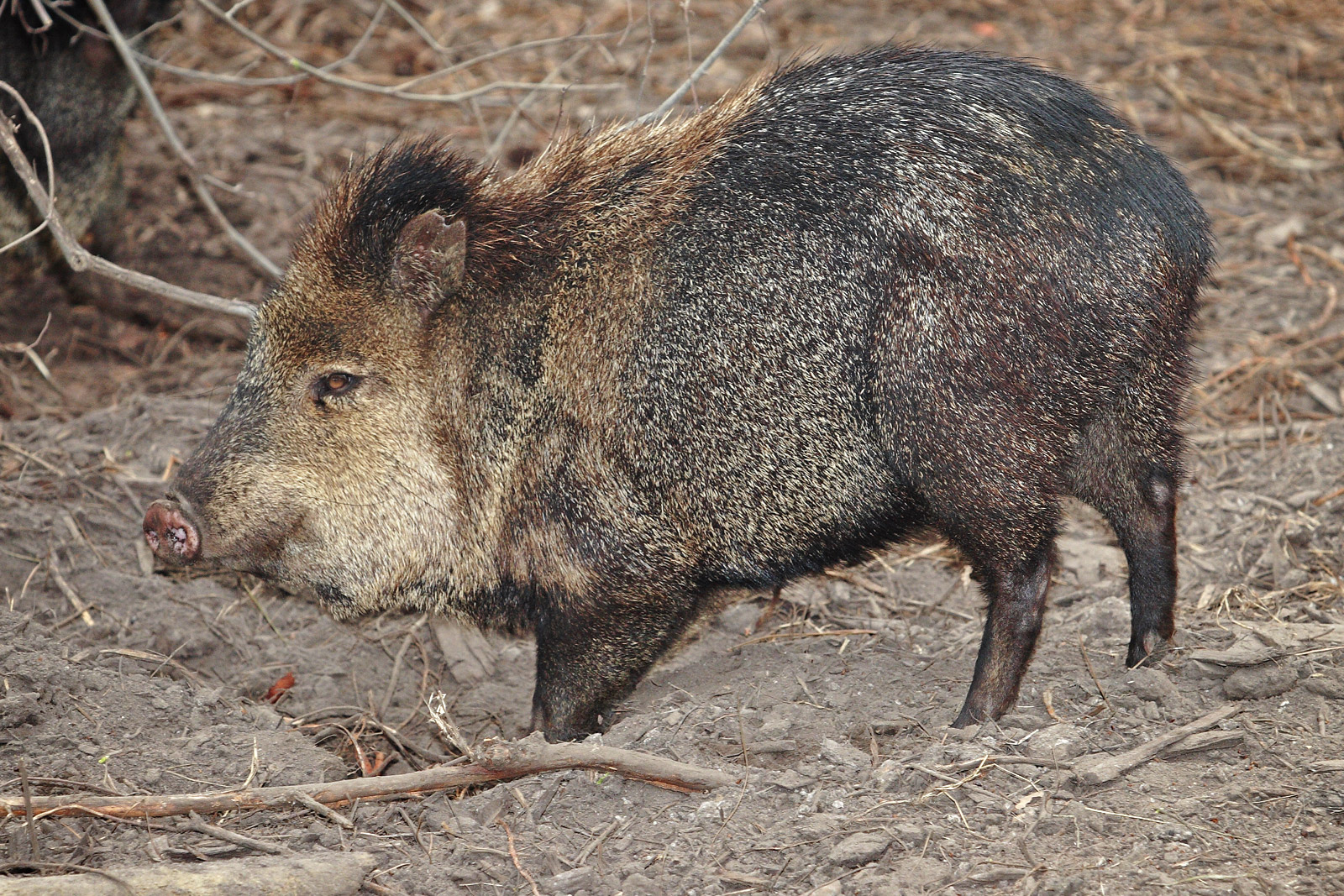
Pécari à collier

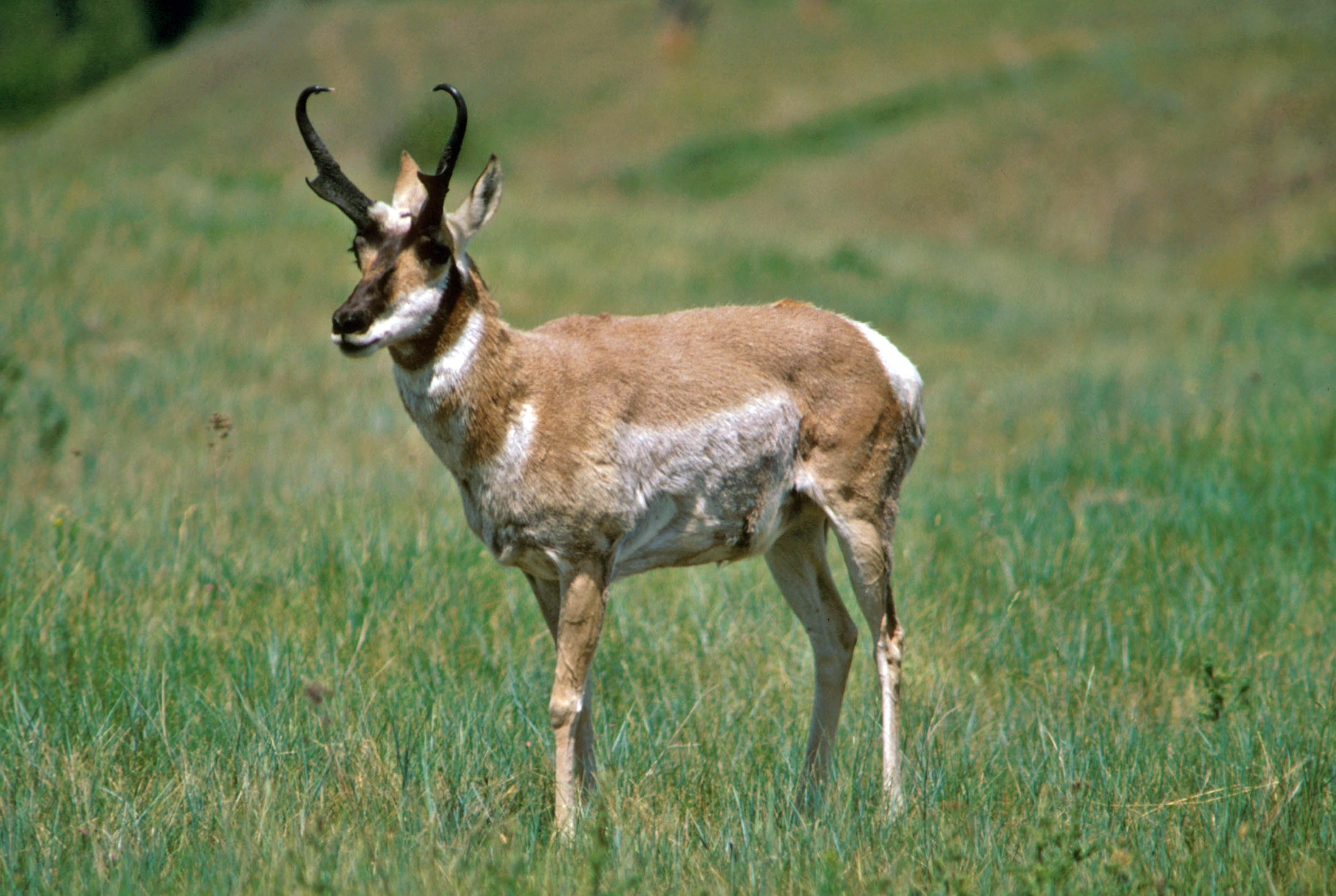
Pronghorn

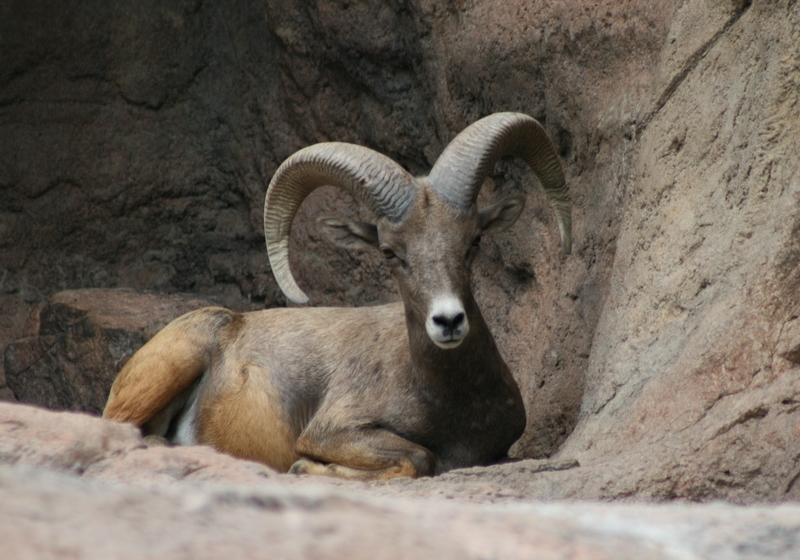
Mouflon du désert

Les artiodactyles sont des ongulés, possédant un nombre paire de doigts aux pieds, et dont le poids est supporté à parts égales par les troisième et quatrième doigts. Il existe environ 220 espèces d'artiodactyles noncetacean, dont beaucoup sont d'une grande importance économique pour l'être humain. Avant l'arrivée de l'homme, camélidés, qui ont évolué en Amérique du Nord, ont également vécu dans la région, comme l'ont fait antilocapridés supplémentaires (par exemple, Capromeryx minor), ainsi que d'au moins un des ongulés origine sud-américaine (Mixotoxodon).
- Famille : Tayassuidae (peccaries)
  - Genre : Tayassu
    - Pécari à lèvres blanches Tayassu pecari NT

  - Genre : Pecari
    - Pécari à collier Pecari tajacu LC
- Famille : Cervidae (deer)
  - Sous-famille : Capreolinae
    - Genre : Mazama
      - Mazama pandora VU
      - Mazama temama DD

    - Genre : Odocoileus
      - Cerf hémione Odocoileus hemionus LC
      - Cerf de Virginie Odocoileus virginianus LC
- Famille : Antilocapridae (pronghorn)
  - Genre : Antilocapra
    - Pronghorn Antilocapra americana LC
- Famille : Bovidae (cattle, antelope, sheep, goats)
  - Sous-famille : Caprinae
    - Genre : Ovis
      - Mouflon canadien Ovis canadensis LC

###### Infra-ordre:Cetacea(baleines, dauphins et marsouins)

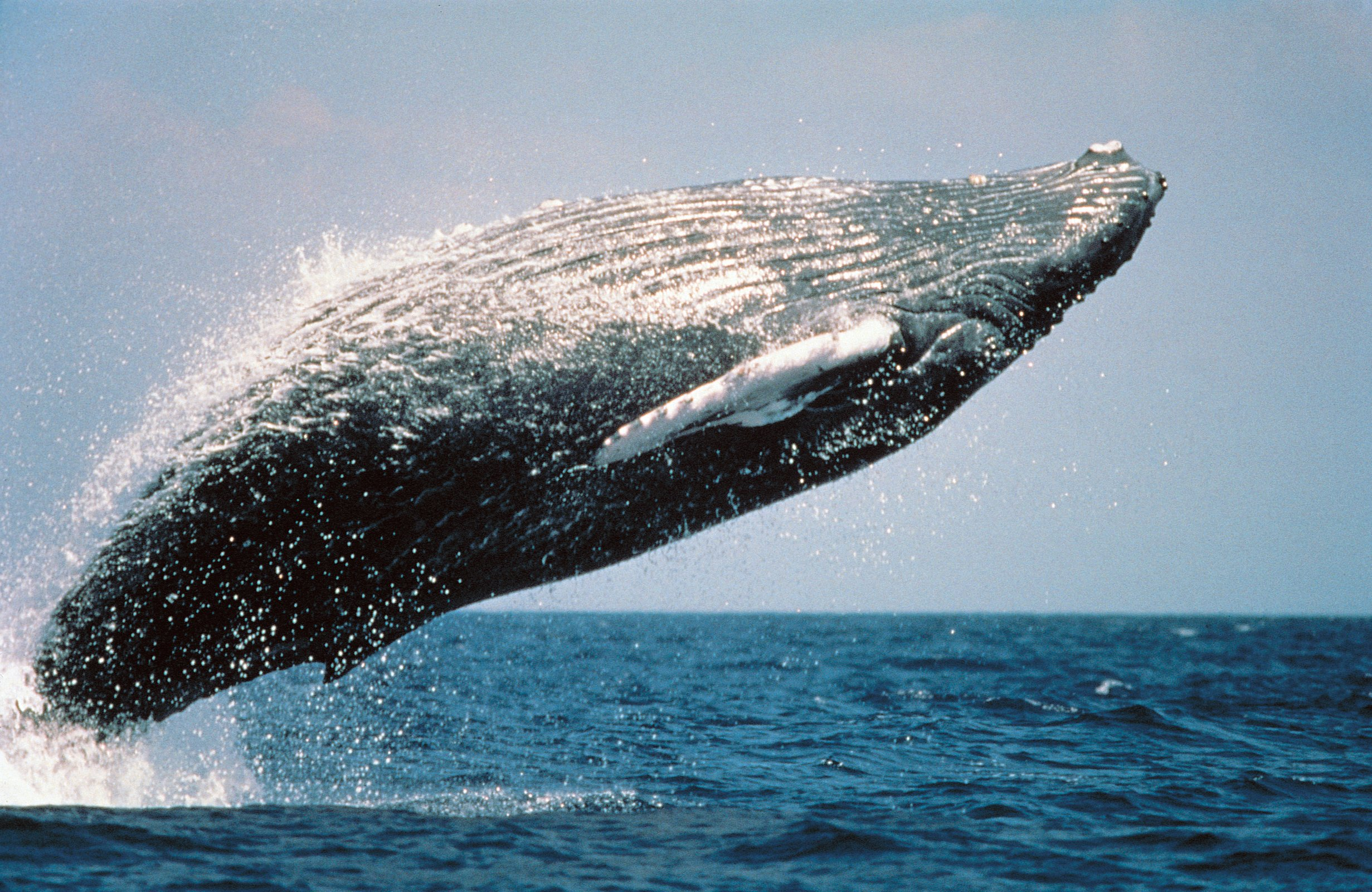
Baleine à bosse

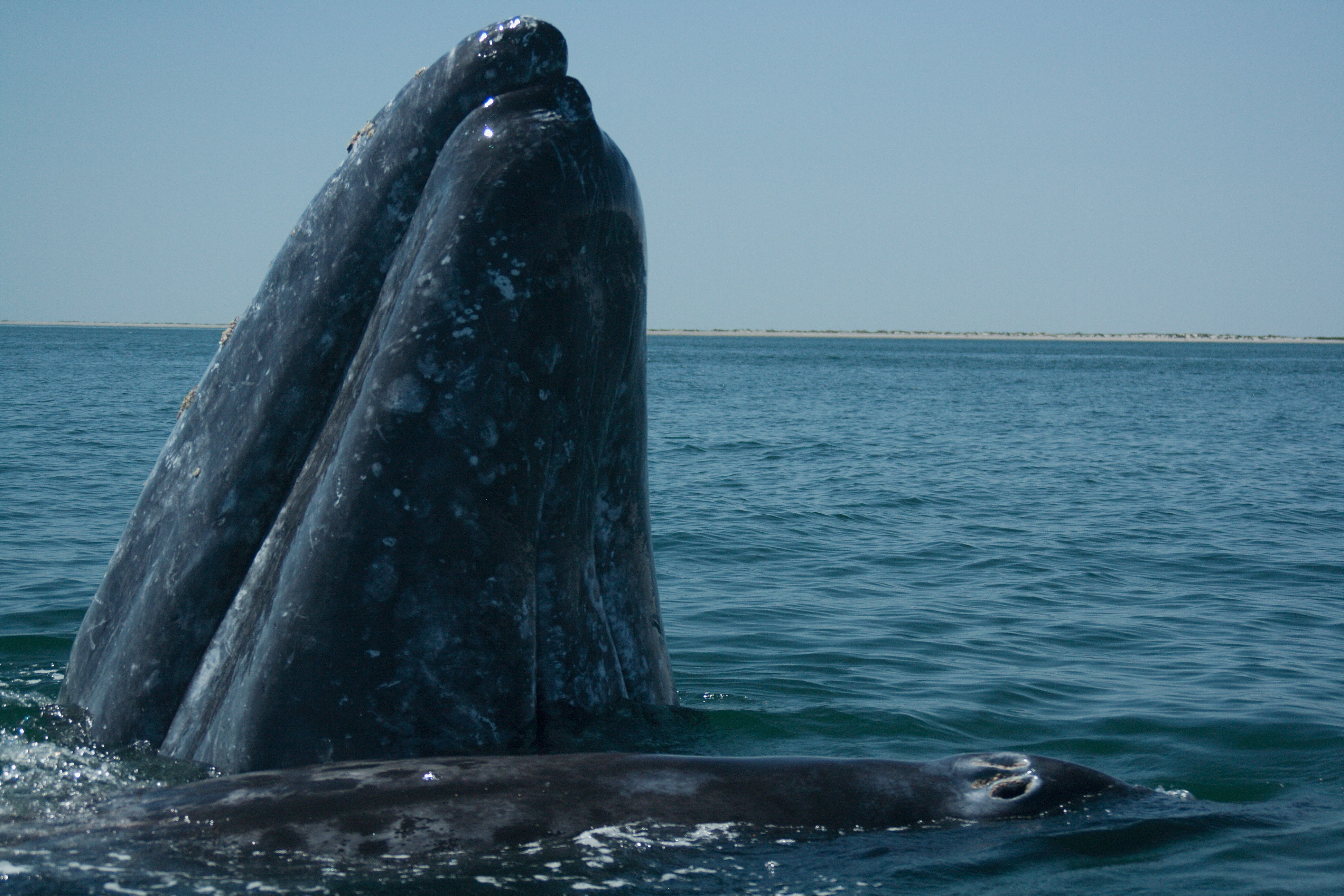
Baleine grise

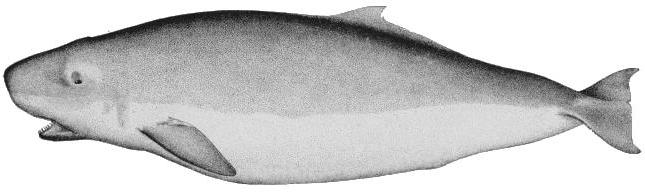
Cachalot pygmée

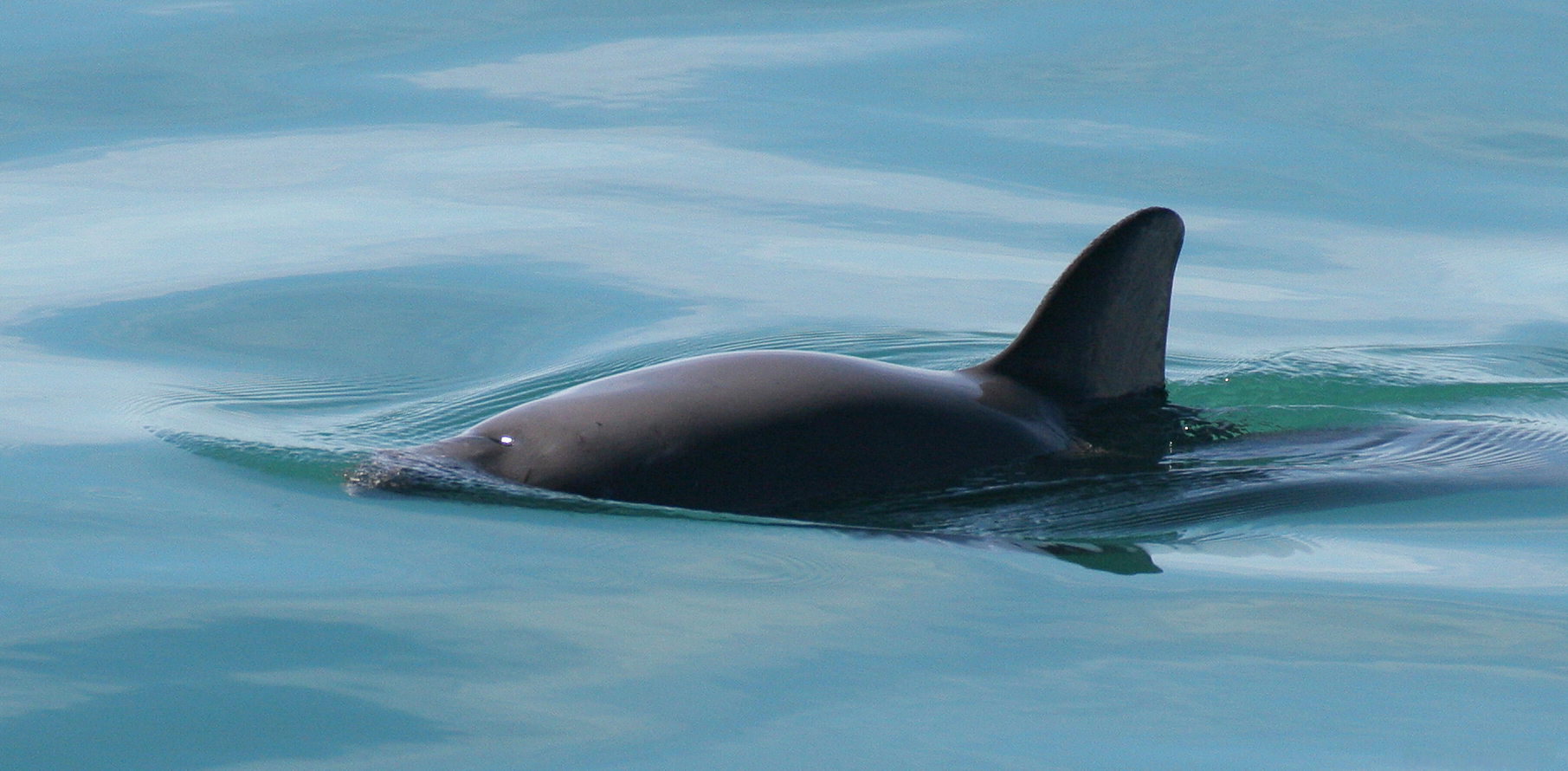
Marsouin du Golfe de Californie

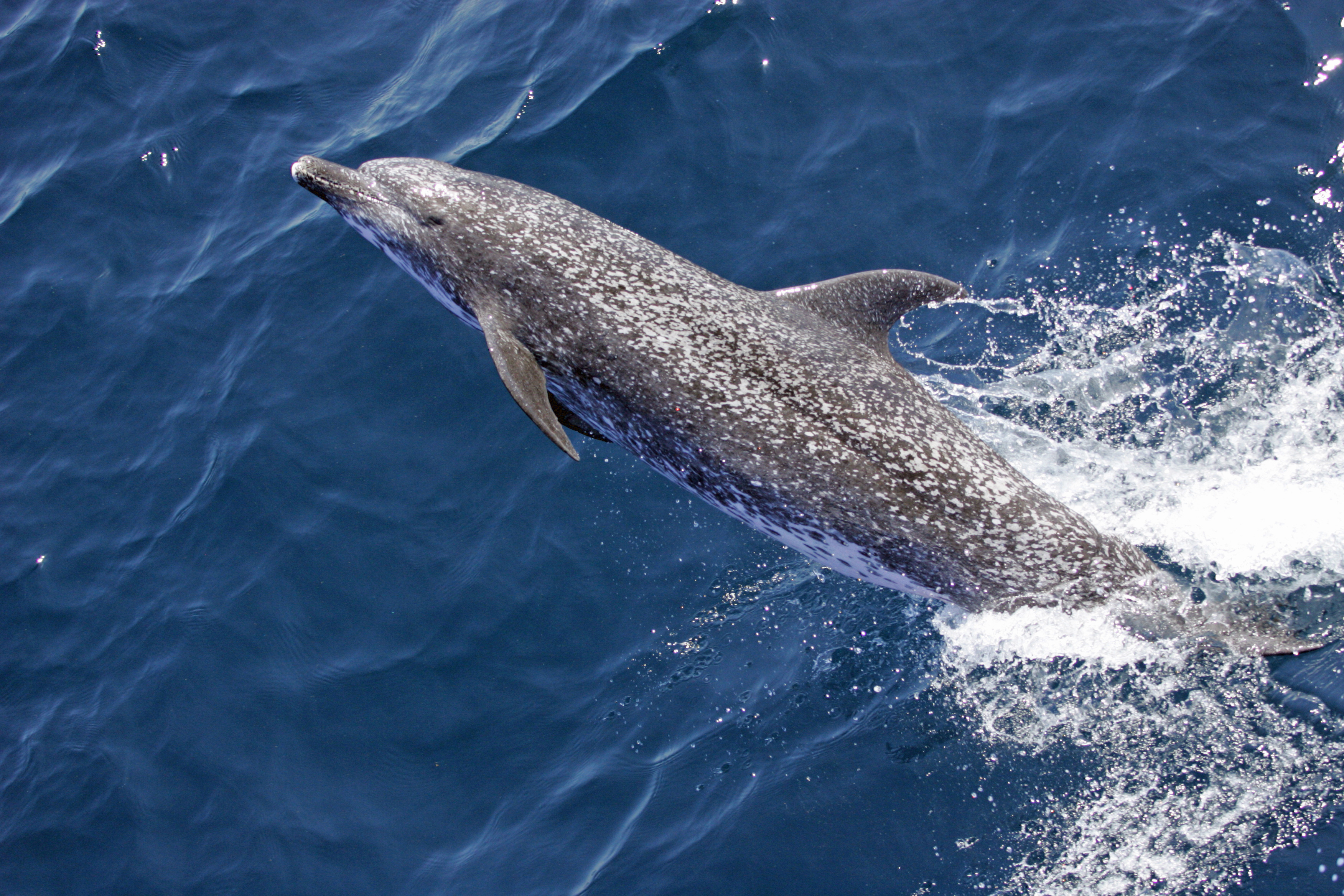
Dauphin tacheté de l'Atlantique

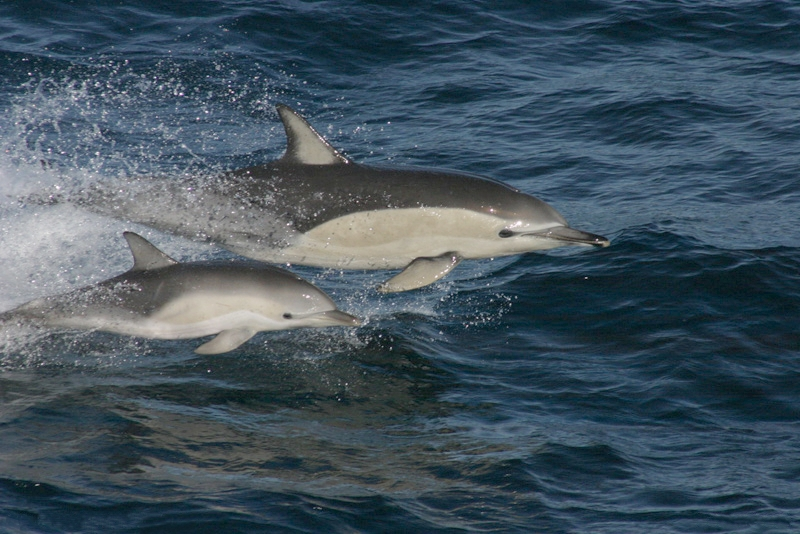
Dauphin commun à bec court

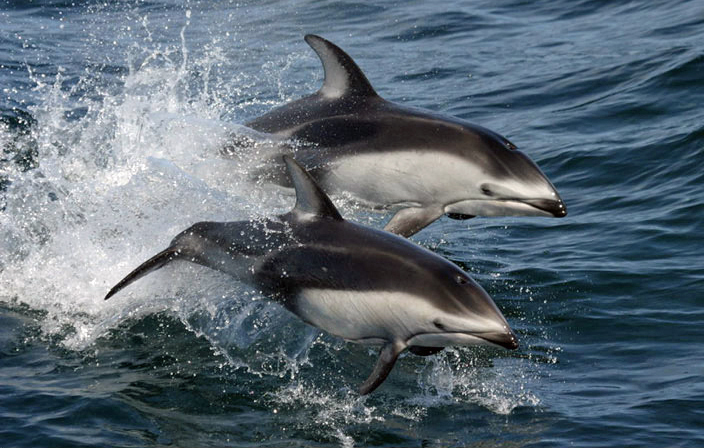
Dauphin à flancs blancs du Pacifique

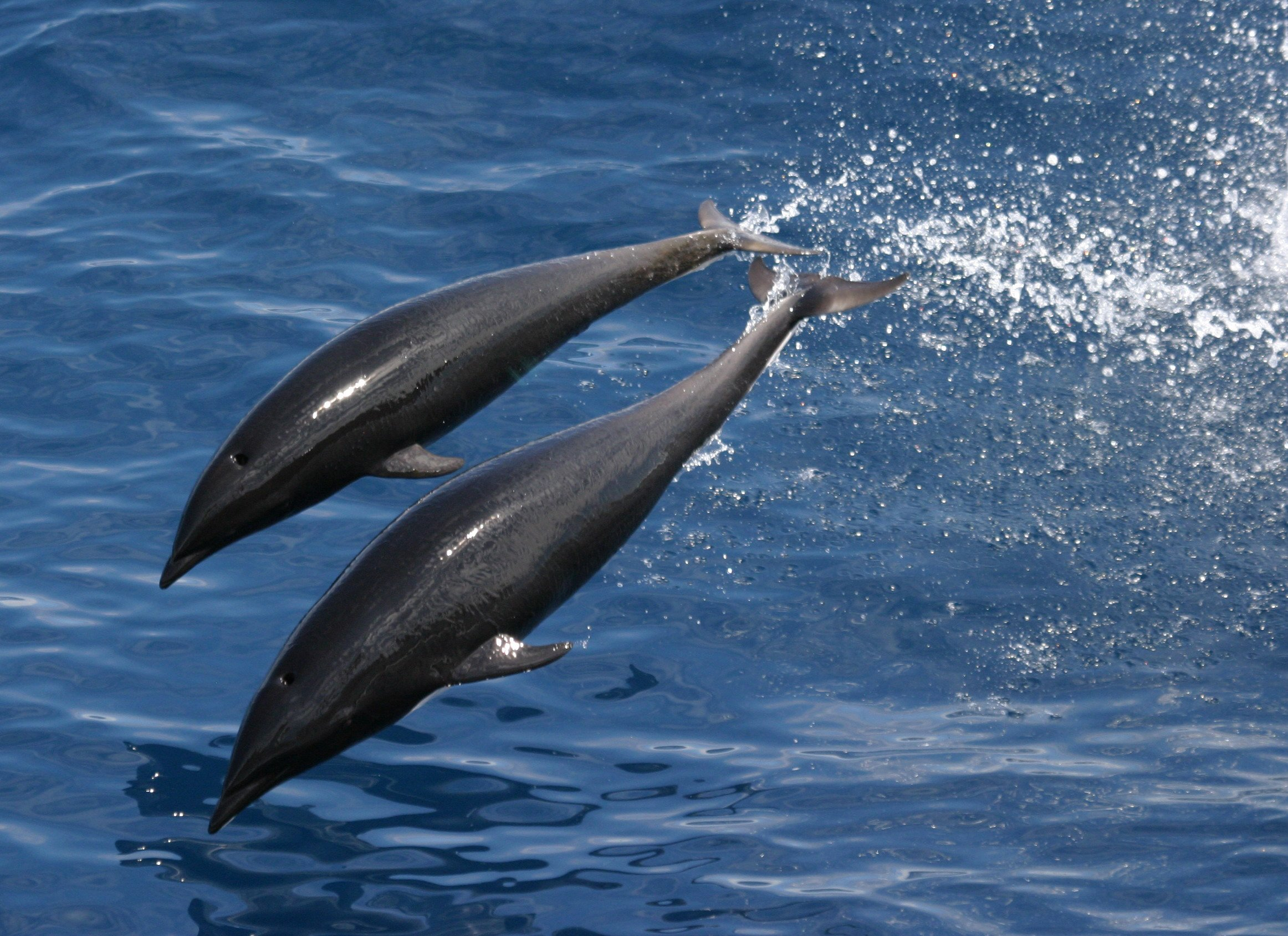
Dauphin du Nord

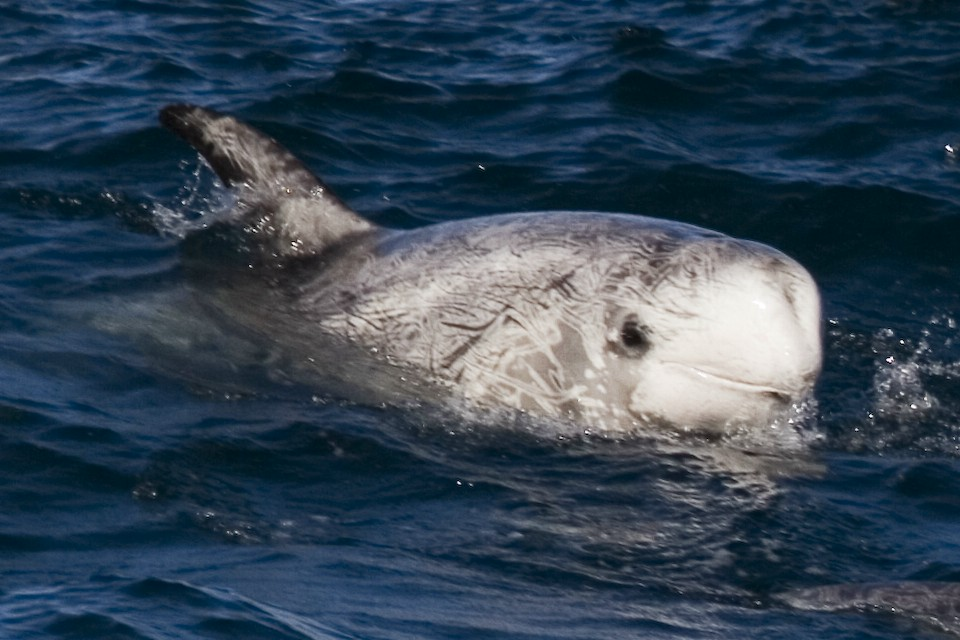
Dauphin de Risso

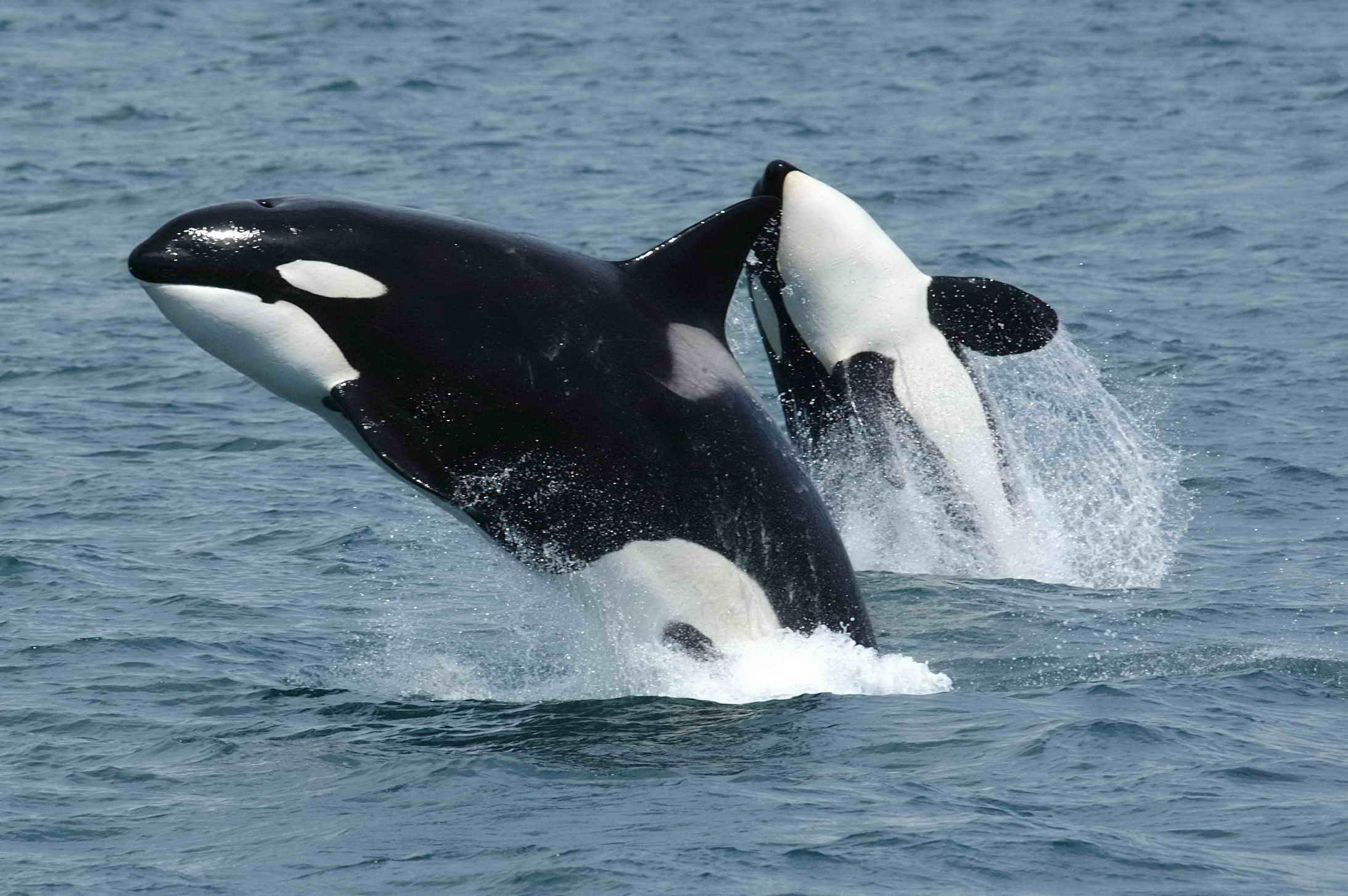
Orque

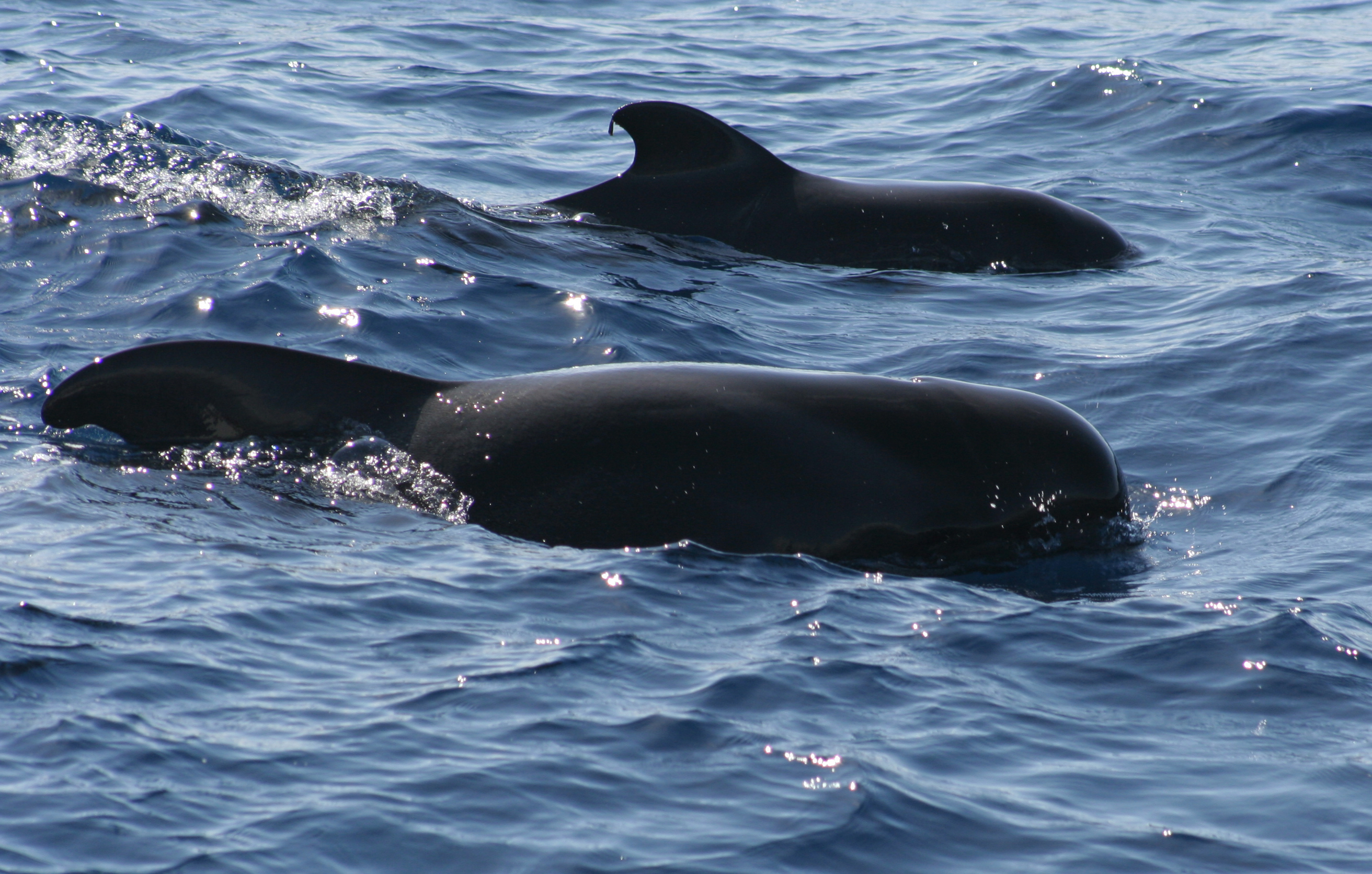
Globicéphale du Pacifique

L'infra-ordre des cétacés comprend les baleines, les dauphins et les marsouins. Ce sont des mammifères totalement adaptés à la vie aquatique avec un corps lisse et fuselé, avec une couche de graisse sous-cutanée, et des membres antérieurs et une queue modifiés pour la propulsion sous l'eau. Leurs plus proches parents existants sont les  hippos, qui sont artiodactyles, à partir de laquelle les cétacés descendent; Cétacés sont donc également artiodactyles. Lagunes sur la côte de Baja California Sur fournir des aires de mise bas pour la population de l'Est de la baleine grise du Pacifique. Le marsouin du golfe de Californie du Nord est le plus petit des cétacés les plus menacées de la planète.
- Micro-ordre : Mysticeti
  - Famille : Balaenidae
    - Genre : Eubalaena
      - Baleine noire du Pacifique Nord Eubalaena japonica EN (très rare)

  - Famille : Balaenopteridae
    - Sous-famille : Balaenopterinae
      - Genre : Balaenoptera
        - Baleine de Minke du Nord Balaenoptera acutorostrata LC
        - Rorqual boréal Balaenoptera borealis EN
        - Rorqual de Bryde Balaenoptera edeni DD (en danger critique d'extinction population du golfe du Mexique)
        - Baleine bleue Balaenoptera musculus EN
        - Rorqual commun Balaenoptera physalus EN

    - Sous-famille : Megapterinae
      - Genre : Megaptera
        - Baleine à bosse Megaptera novaeangliae LC

  - Famille : Eschrichtiidae
    - Genre : Eschrichtius
      - Baleine grise orientale Eschrichtius robustus LC
      - Baleine grise Atlantique Eschrichtius robustus EX

  - Famille: Balaenidae
    - Genre: Eubalaena
      - Baleine franche du Pacifique Nord, Eubalaena japonica CR (extrêmement rare)
      - Baleine franche de l'Atlantique Nord, Eubalaena glacialis CR (éventuellement vu historiquement[9])
- Micro-ordre : Odontoceti
  - Famille : Physeteridae
    - Genre : Physeter
      - Cachalot Physeter macrocephalus VU

  - Famille : Kogiidae
    - Genre : Kogia
      - Cachalot pigmée Kogia breviceps DD
      - Cachalot nain Kogia sima DD

  - Famille : Ziphidae
    - Genre : Ziphius
      - Baleine de Cuvier Ziphius cavirostris LC

    - Genre : Berardius
      - Baleine à bec de Baird Berardius bairdii DD

    - Sous-famille : Hyperoodontinae
      - Genre : Indopacetus
        - Baleine à bec de Longman Indopacetus pacificus DD

      - Genre : Mesoplodon
        - Baleine à bec de Blainville Mesoplodon densirostris DD
        - Baleine à bec de Gervais Mesoplodon europaeus DD
        - Baleine à bec du Japon Mesoplodon ginkgodens DD
        - Baleine à bec du Pérou Mesoplodon peruvianus DD

  - Super-famille: Delphinoidea
    - Famille : Phocoenidae (marsouins)
      - Genre : Phocoena
        - Marsouin du Golfe de Californie Phocoena sinus CR

      - Genre : Phocoenoides
        - Marsouin de Dall Phocoenoides dalli LC

    - Famille : Delphinidae (marine dolphins)
      - Genre : Steno
        - Dauphin à bec étroit Steno bredanensis LC

      - Genre : Tursiops
        - Grand dauphin Tursiops truncatus LC

      - Genre : Stenella
        - Dauphin tacheté pantropical Stenella attenuata LC
        - Dauphin clymène Stenella clymene DD
        - Dauphin bleu et blanc Stenella coeruleoalba LC
        - Dauphin tacheté de l'Atlantique Stenella frontalis DD
        - Dauphin à long bec Stenella longirostris DD

      - Genre : Delphinus
        - Dauphin commun à bec long Delphinus capensis DD
        - Dauphin commun à bec court Delphinus delphis LC

      - Genre : Lagenodelphis
        - Dauphin de Fraser Lagenodelphis hosei LC

      - Genre : Lagenorhynchus
        - Dauphin à flancs blancs du Pacifique Lagenorhynchus obliquidens LC

      - Genre : Lissodelphis
        - Dauphin du Nord Lissodelphis borealis LC

      - Genre : Grampus
        - Dauphin de Risso Grampus griseus LC

      - Genre : Peponocephala
        - Dauphin d'Électre Peponocephala electra LC

      - Genre : Feresa
        - Orque pygmée Feresa attenuata DD

      - Genre : Pseudorca
        - Fausse orque Pseudorca crassidens DD

      - Genre : Orcinus
        - Orque Orcinus orca DD

      - Genre : Globicephala
        - Globicéphale du Pacifique Globicephala macrorhynchus DD